# Historique du projet du lac de Noirgueux
 (janvier 2018).

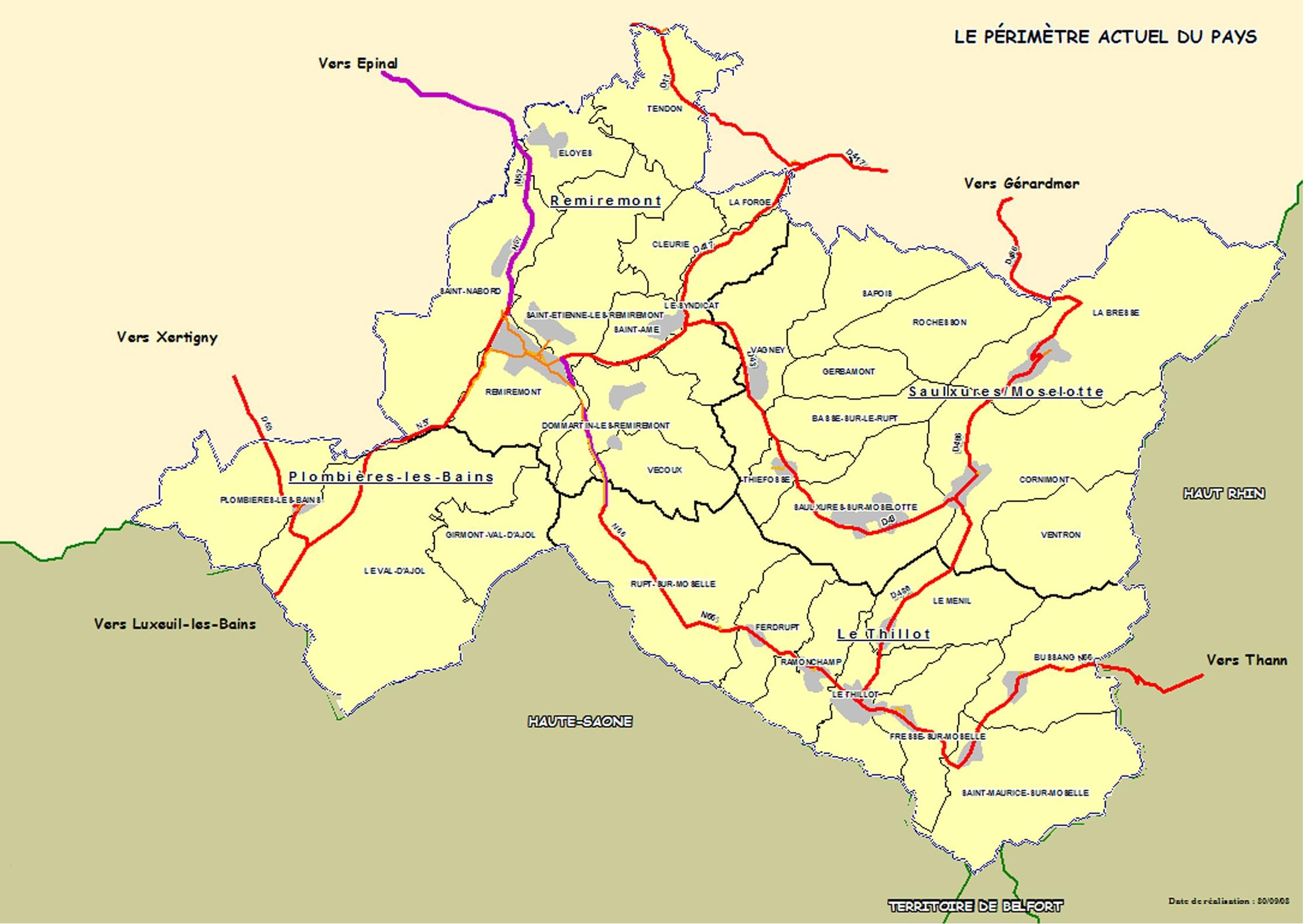
Carte du Pays de Remiremont et ses vallées

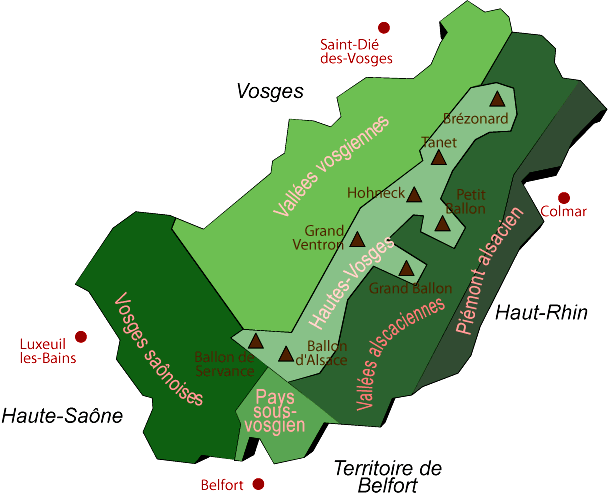
Carte du parc des ballons des Vosges - Hautes-Vosges.

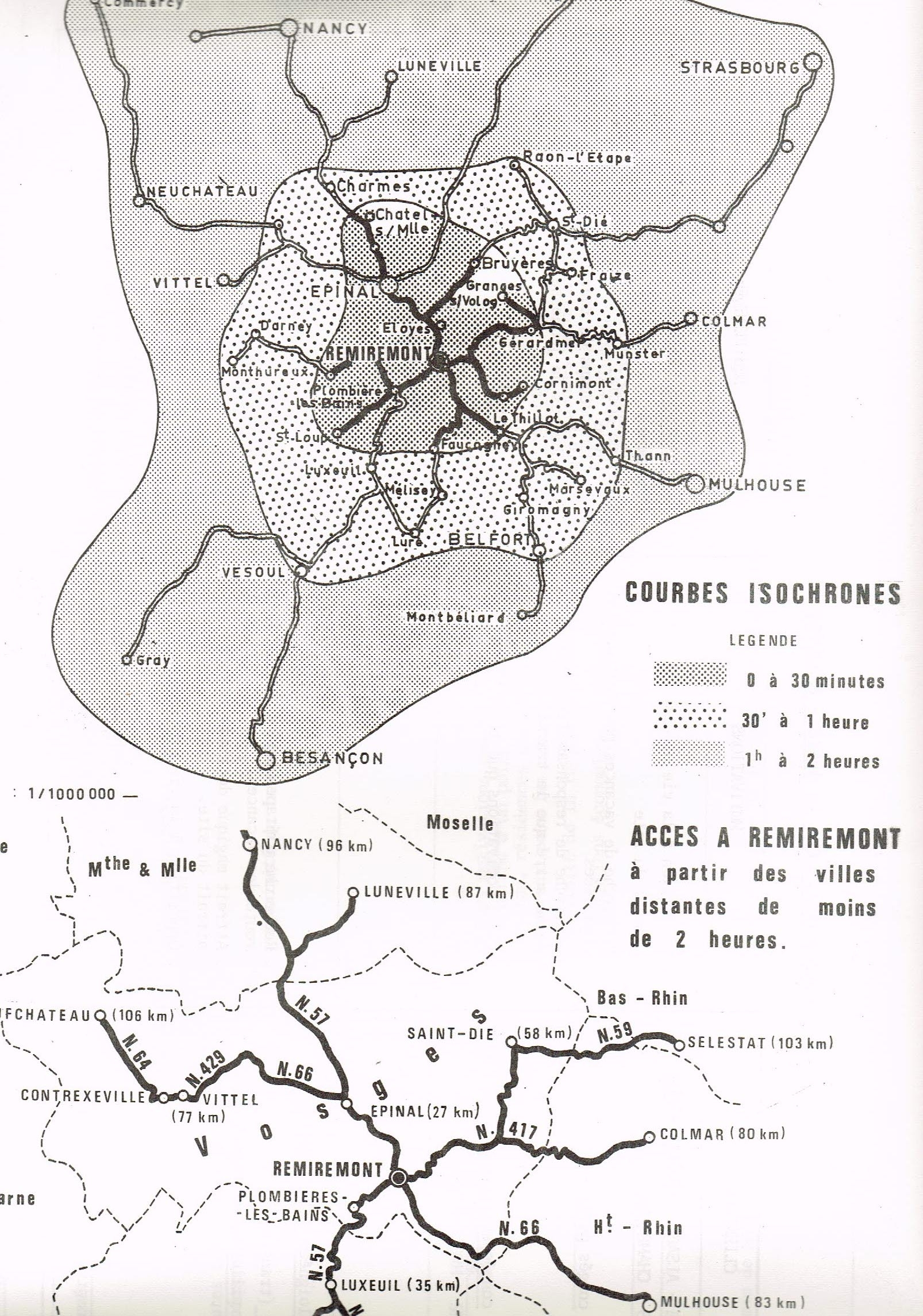
Le lac et villes périphériques

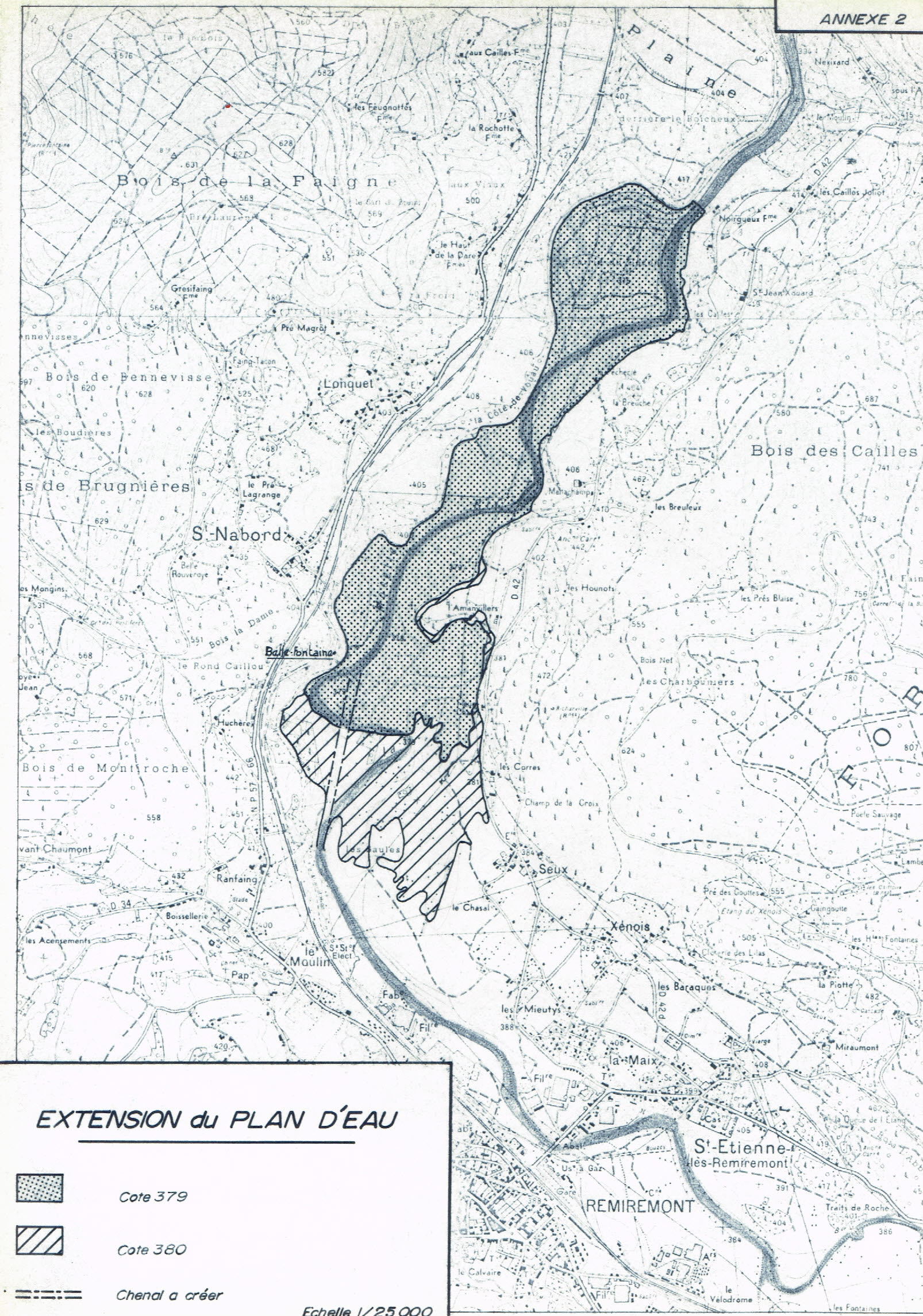
Le plan d’eau selon les niveaux retenus

Historique du projet de réalisation d’un lac baptisé « lac de Noirgueux », puis Lac du Val Moselle et enfin Lac nautique de Remiremont,,, dans les Vosges, imaginé sur la Moselle au nord-est de la France.
Avec le recul, on relève que le Groupe d'experts intergouvernemental sur l'évolution du climat (GIEC) a fait état, dès 2007, dans son 4e rapport d’évolutions significatives de certains paramètres climatiques, dont les principales sont une hausse des températures (de 0,74 °C entre 1906 et 2005, la période 1995-2006 étant la plus chaude depuis 1850), une montée du niveau de la mer (+1,8 mm/an depuis 1961 et + 3,1 mm/an depuis 1993). Des risques de montée du niveau de la mer confirmés en 2024, une diminution de l’étendue des zones couvertes de neige et de glace ainsi qu’une modification du régime des précipitations.

« A l’échelle des 3 régions concernées par le Massif des Vosges, l’évolution du climat des 50 dernières années est incontestable, l'augmentation avérée de la température (entre 1 et 3°C) et diminution de l’enneigement.
Une étude de régionalisation sur les effets potentiels des changements climatiques montre pour le Grand Est à l’horizon 2030 :
* une élévation de la température moyenne comprise entre 2 et 5 °C, avec des épisodes de chaleur plus fréquents,
* une diminution du nombre de jours de gel. »

La création d'emplois en fond de vallées, à partir d'aménagements touristiques, était donc un des objectifs visés. En altitude, certaines communes ont, elles, déjà pris des mesures pour anticiper la réduction des périodes d'enneigement comme tous les territoires situés en moyenne montagne, avec des activités 4 saisons, notamment à La Bresse avec un parcours du cycle de l’eau et de l’hydroélectricité.
Géographiquement, le projet se situe aujourd'hui au cœur de la nouvelle « Communauté de communes de la Porte des Vosges Méridionales » : Dommartin-lès-Remiremont, Éloyes, Girmont-Val-d'Ajol, Plombières-les-Bains, Remiremont, Saint-Étienne-lès-Remiremont, Saint-Amé, Saint-Nabord, Le Val-d'Ajol et Vecoux, et visait à générer des retombées touristiques et économiques sur l'ensemble des villages du Massif vosgien.
À l’occasion de la visite de la centrale hydroélectrique de Blanchemer à La Bresse, le 29 mars 2021, le Sénateur des Vosges, Daniel Gremillet a fait état d'une de ses propositions de résolutions, en application de l’article 34-1 de la constitution, déposée au Sénat le 25 février 2021, par laquelle il espère inciter le Gouvernement à simplifier l’administration et les réglementations pour encourager le potentiel de l’hydroélectricité.
Mais le projet de lac, qui a fait l’objet de débats depuis janvier 1963, a été classé sans suite en mars 2021... 58 ans plus tard.
Il avait été relancé en septembre 2014 par Bernard Godfroy, nouvel élu maire de Remiremont, Président de la Communauté de communes de la Porte des Hautes-Vosges et Président du Pays de Remiremont et ses vallées. Le débat concrètement engagé avec l’accord de principe de la Communauté de communes de la Porte des Hautes-Vosges pour la « poursuite de la réflexion de la faisabilité de ce projet », par ceux qui sont en l’attente des éléments de réflexion, et par ceux qui manifestent leur opposition.
Innovant, déjà dès 1963, en matière écologique, puis au fur et à mesure des implications des différents acteurs, ce projet de plan d'eau intégrait des objectifs de production d'énergies renouvelables, mais aussi des contraintes de traitement des eaux usées, notamment industrielles sur tous les cours d'eau en amont afin d'assurer la qualité des eaux, l'intégration d'un tel projet dans le réseau des lacs existants, etc.
La dimension du projet s'est, au fil des années, tout naturellement élargie aux questions d'environnement, de désenclavement intéressant l'ensemble des vallées et de préservation et de mise en valeur de la Moraine de Noirgueux, élément majeur offrant une identification spécifique du plan d'eau dans la « route des lacs » du massif vosgien. Tous ces enjeux, avec les contraintes importantes qu'elles induisent, contribuent finalement à enrichir le programme initialement prévu.
L'étude de faisabilité que la Communauté de communes de la Porte des Hautes-Vosges, a décidé de mener à bien avant son élargissement à dix communes au lieu de six au sein de la nouvelle « Communauté de communes de la Porte des Vosges Méridionales » ne préjugeait pas de la suite à donner à l'actualisation des études préalables car les élus conditionnaient tout engagement ultérieur éventuel à la nécessité de démontrer « l'intérêt général » que présente l'inscription de ces projets au Schéma directeur d'aménagement et de gestion des eaux (SDAGE), dispositif essentiel de la gestion des cours d'eau. Cette procédure s'impose pour l'obtention éventuelle d'une dérogation pour la création d'un barrage hydroélectrique et la mise en œuvre d'un programme d'interventions pluriannuelles pour la préservation ou la restauration des continuités écologiques des différents cours d'eau.
Le projet de construction d'un barrage hydroélectrique sur la Moselle se révélait de fait, dès l'origine, très précurseur dans sa démarche. D'une part - tout naturellement - avec la production d'énergies renouvelables, mais aussi en initiant des préalables écologiques conditionnant les modalités de réalisation des équipements sportifs et de loisirs et en veillant par ailleurs à la gestion des rejets industriels et des assainissements collectifs aussi bien de la part des industriels que des communes.
Comme le rappellent les services de l'État « la valorisation de l'énergie hydroélectrique est un atout majeur de la France dans la lutte contre les gaz à effet de serre. L’ensemble des ouvrages hydroélectriques permet d’éviter chaque année l’émission dans l’atmosphère de plusieurs millions de tonnes de CO2. Ce bénéfice réel et mesurable ne doit pas occulter l'impact des ouvrages sur les milieux aquatiques. Ainsi, la recherche d’un nouvel équilibre entre intérêts énergétiques, environnementaux et économiques a été, ces dernières années, au cœur des débats sur la réglementation de l’exploitation de la force motrice des cours d’eau ».
Ce lac de barrage et les actions induites devraient donc également prendre en compte les contraintes réglementaires d'environnement, encourager des actions écologiques en faveur de la protection-restauration des cours de rivières, et veiller à la définition d'aménagements et équipements bénéficiant de la palette de techniques innovantes dont on dispose désormais.
Les perspectives s'inscrivaient dans la « route des lacs », comme un atout important de relance de l'activité économique et touristique des villages très durement sinistrés par les fermetures d'usines.
En cela les principes de base de ce projet anticipaient sur les impératifs et objectifs fixés 50 ans plus tard.
Le projet de révision des classements des cours d'eau au titre de l'article L.214-17 du code de l'environnement instaurant la mise en place de deux listes respectivement pour la préservation et la reconquête de la continuité écologique (Fragmentation écopaysagère). 
Les engagements du Grenelle de l'Environnement pour la préservation et la restauration de la biodiversité passent, entre autres, par la trame verte et bleue qui met en place des objectifs de maintien et/ou de reconquête de corridors écologique, avec en particulier « le rétablissement ou l'amélioration de leur fonctionnalité. Elle s'effectue notamment par des actions de gestion, d'aménagement ou d'effacement des éléments de fragmentation qui perturbent significativement leur fonctionnalité et constituent ainsi des obstacles ». Toutefois, ces actions doivent aussi « tenir compte du fonctionnement global de la biodiversité et des activités humaines ». L'estimation donnée en 2011 par l’étude d’impact des classements de nombreux cours d'eau en liste 2 dans le référentiel des obstacles à l'écoulement(ROE) fournit un dimensionnement à mettre en regard des objectifs du 10e programme de l’Agence de l'eau en France (agence de l’eau Rhône-Méditerranée), avec 414 M€ affectés à la restauration des milieux, destinés à la continuité écologique avec un objectif de 600 ouvrages à traiter selon un scénario « passes à poissons ».
Concernant la production hydro-électrique, selon André Gravier, polytechnicien auteur du projet initial, il existe deux solutions possibles :
- Une usine sur barrage avec une retenue en dessous de la cote 380, laquelle aurait une production annuelle de 10 000 000 kWh. Dans ce cas la rigole d'alimentation du réservoir de Bouzey ne subirait aucune modification et la dépense moyenne par kWh produit serait réduite au minimum ;
- Une usine avec canal d’amenée jusqu’à Pouxeux, avec une retenue à la cote 380, pour utiliser une chute beaucoup plus importante qui produirait en moyenne  23 500 000 kWh, mais à un coût plus élevé.

## Départements et principales communes traversés par la Moselle
En France, dans la région Lorraine :
- Vosges : Le Thillot, Remiremont, Éloyes, Saint-Étienne-lès-Remiremont, Saint-Nabord, Épinal, Thaon-les-Vosges, Châtel-sur-Moselle, Charmes ;
- Meurthe-et-Moselle : Bayon, Neuves-Maisons, Pont-Saint-Vincent, Toul, Liverdun, Pompey, Dieulouard, Pont-à-Mousson, Pagny-sur-Moselle ;
- Moselle : Novéant, Ars-sur-Moselle, Metz, Maizières-lès-Metz, Hagondange, Bousse, Guénange, Uckange, Bertrange-Imeldange, Yutz, Thionville, Cattenom, Sierck-les-Bains ;

### Affluents principaux de la Moselle[28],[29]
- en France : la Moselotte, la Vologne[30], la Niche, le Durbion, l'Avière, l'Euron, le Madon, la Meurthe, les Bouvades, l'Ingressin, le Terrouin, l'Esch, le Trey, le Rupt de Mad, la Seille, l'Orne, la Fensch, la Bibiche[31], la Canner, la Boler, l'Altbach, la Gander, la Kiesel, la Manse, la Sée.

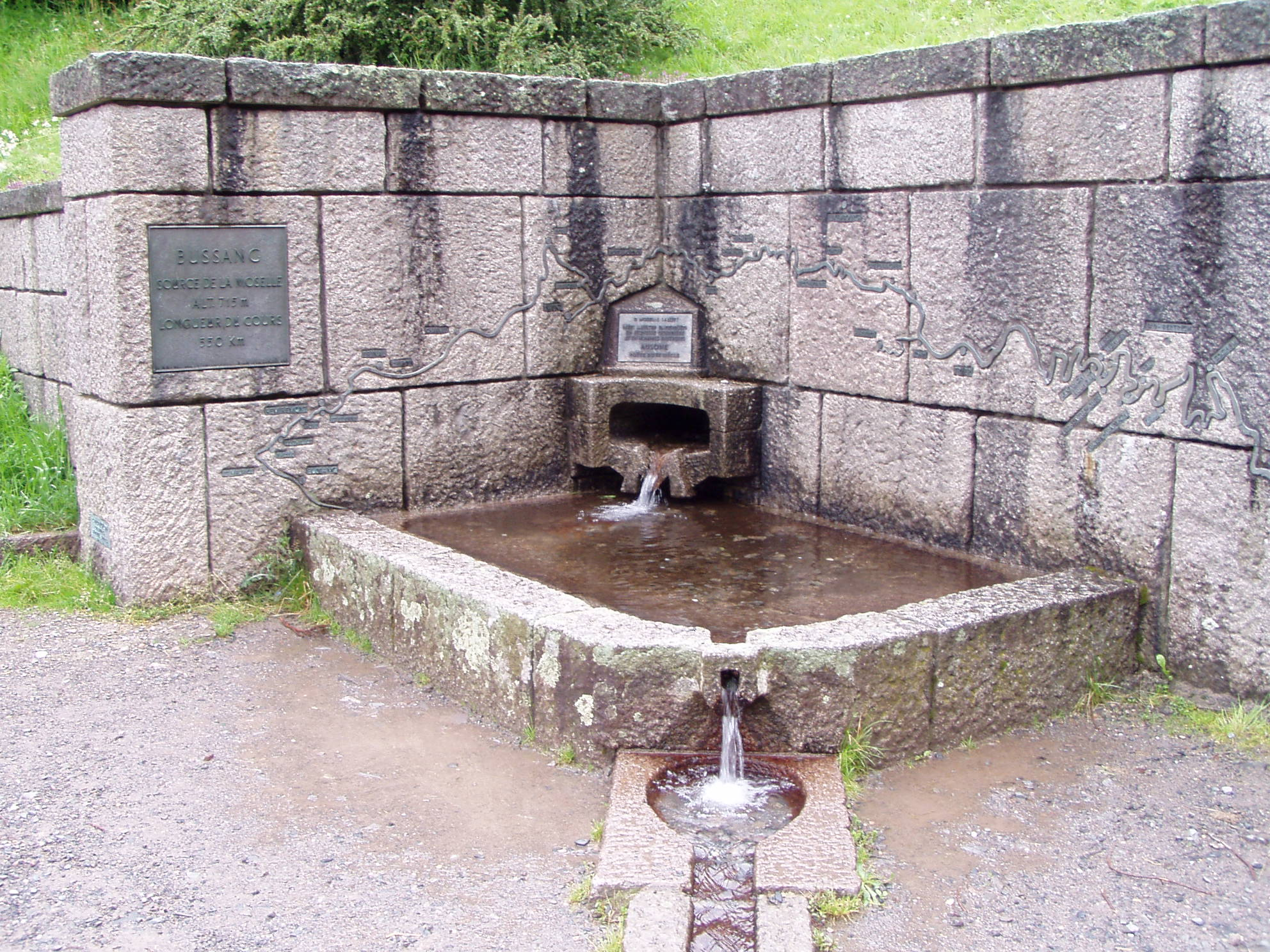
Source de la Moselle à Bussang.
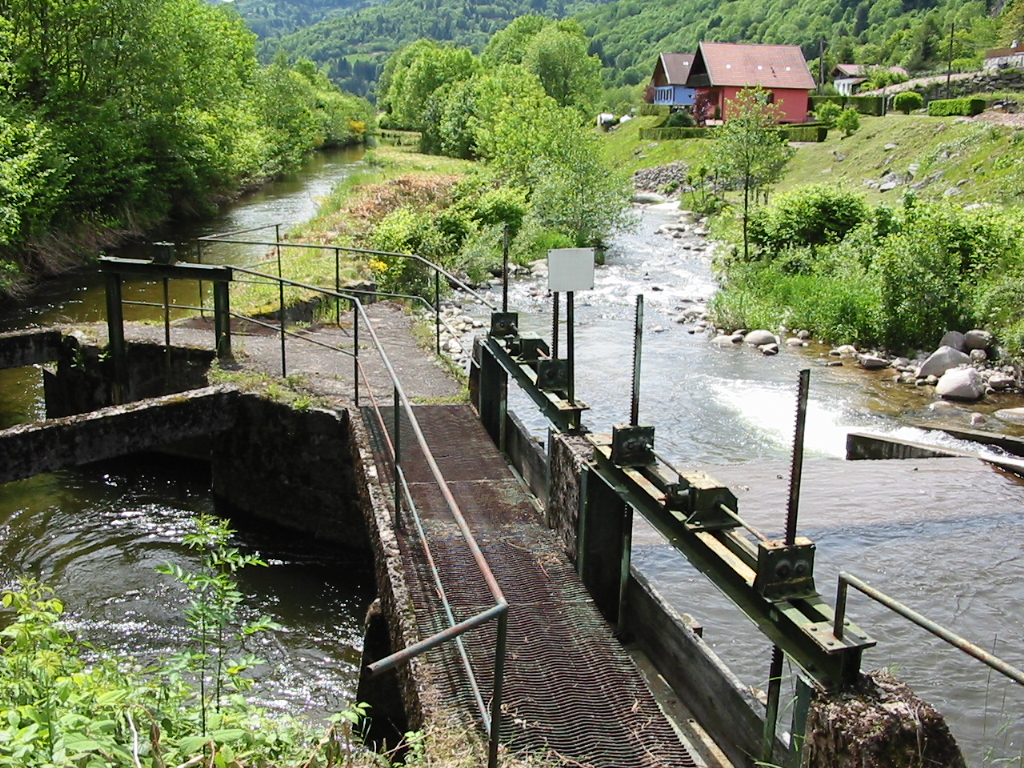
La Moselotte, dérivation alimentant une petite turbine à La Bresse.
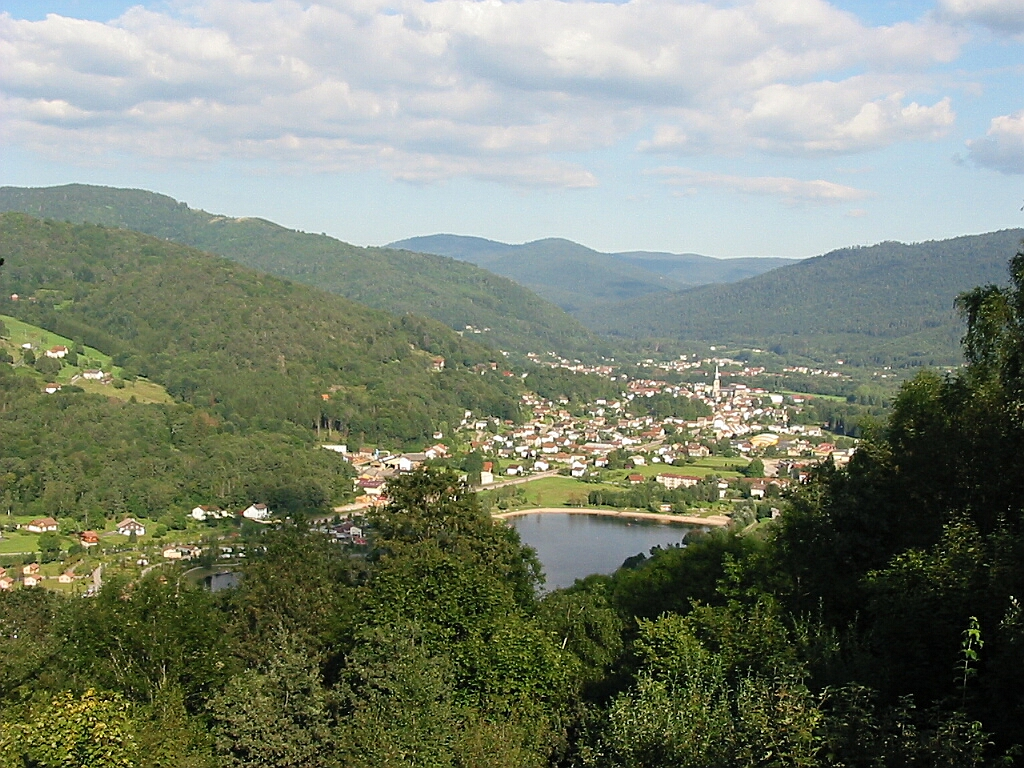
Le lac et le village de Saulxures-sur-Moselotte.
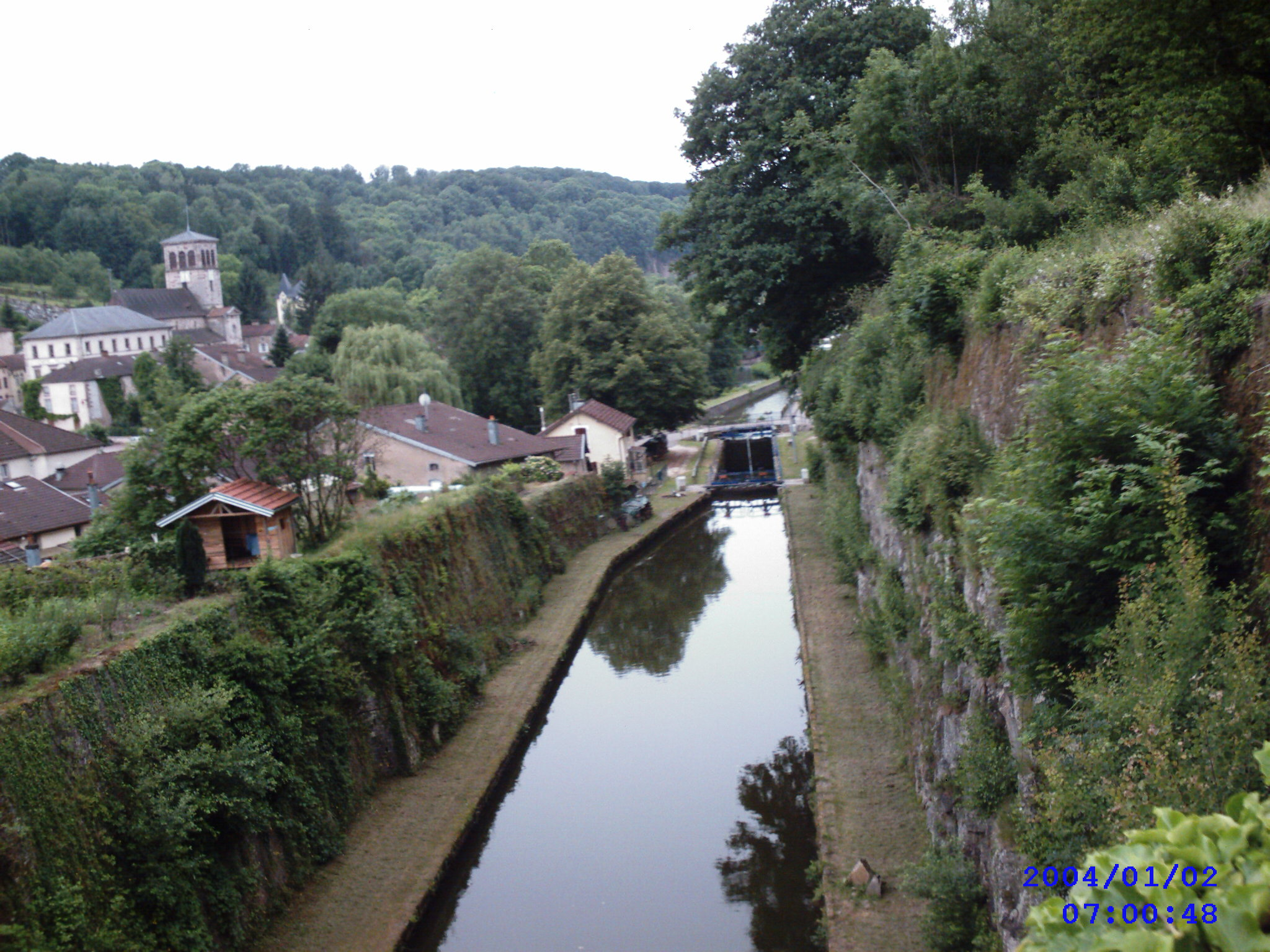
Le canal avant le port de plaisance de Fontenoy-le-Château.
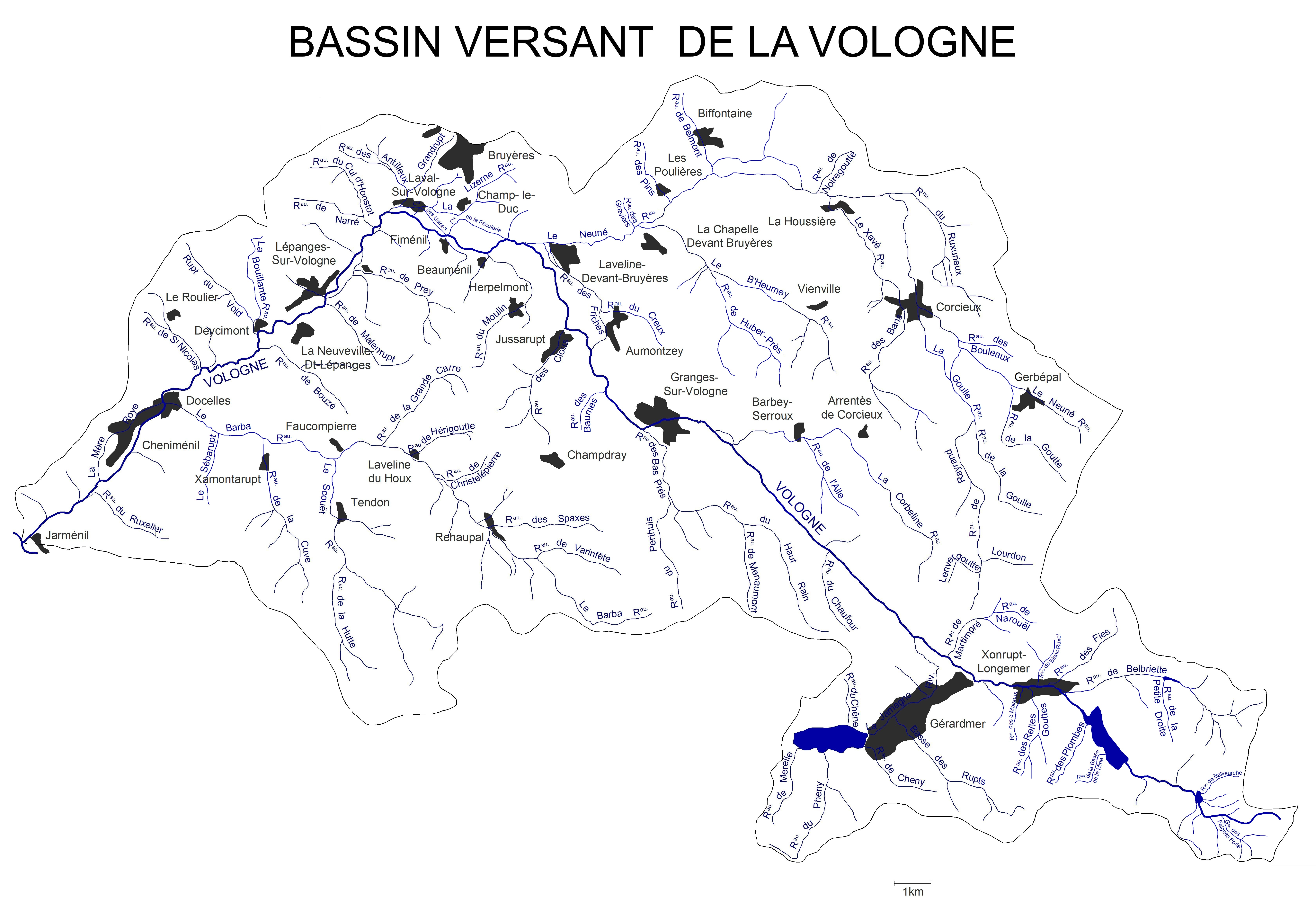
Bassin versant de la Vologne. Sa source est située sur le domaine du jardin d'altitude du Haut-Chitelet
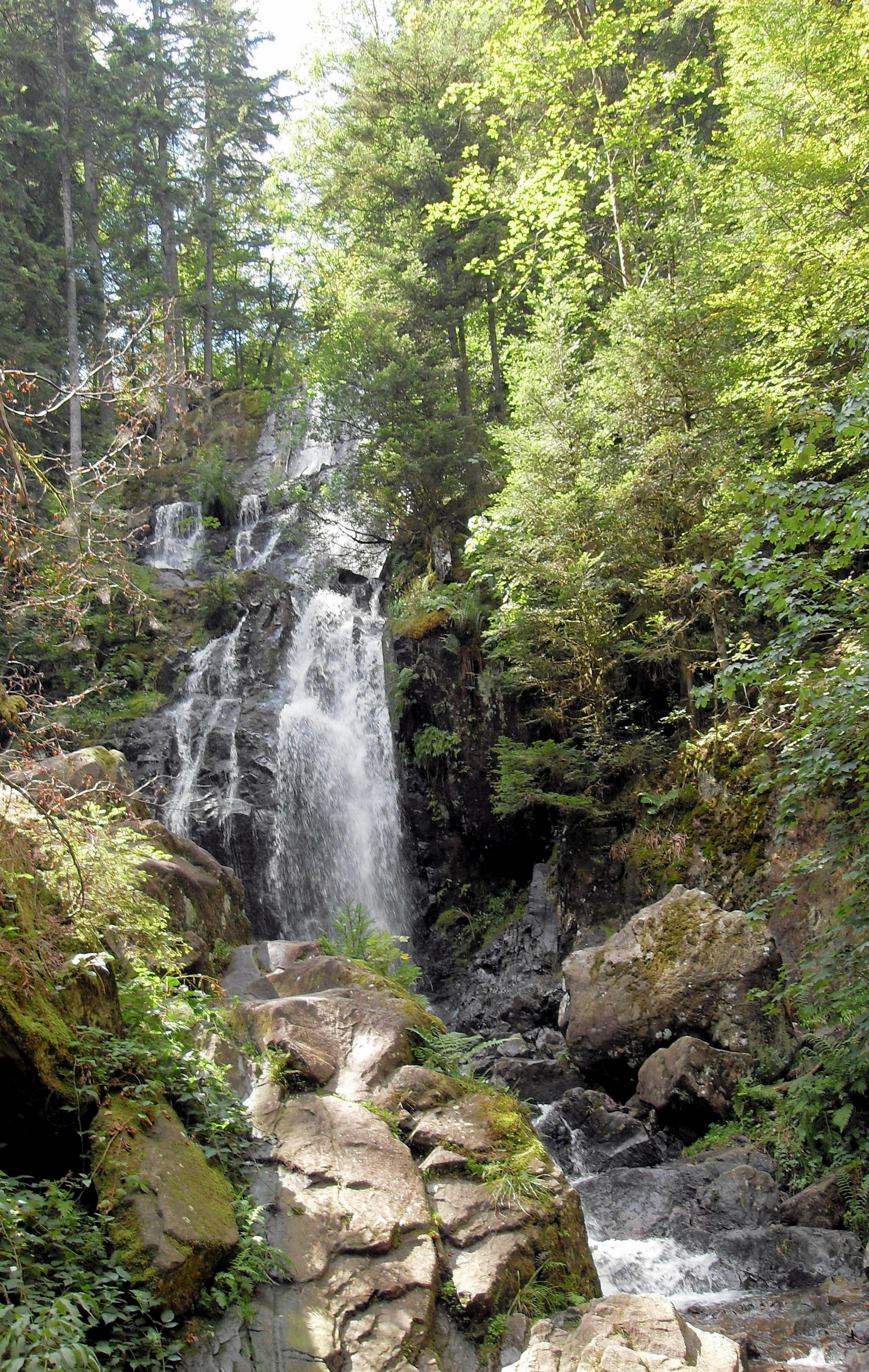
Grande cascade de Tendon, vallée du Scouet
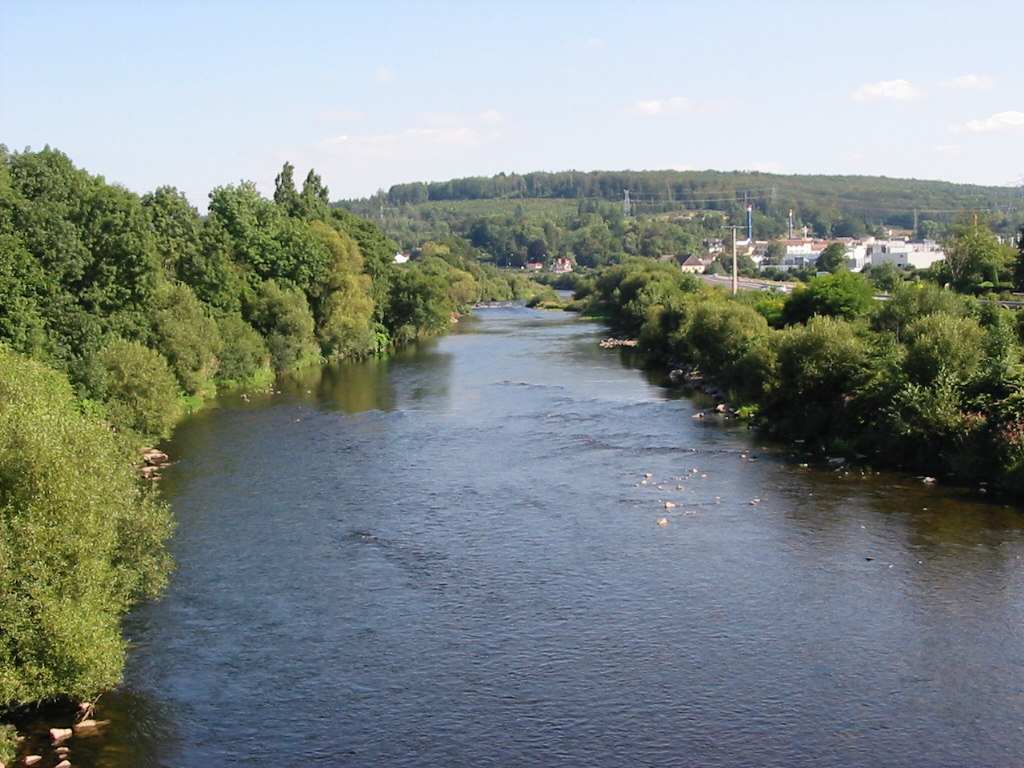
La Moselle entre Éloyes et Arches.
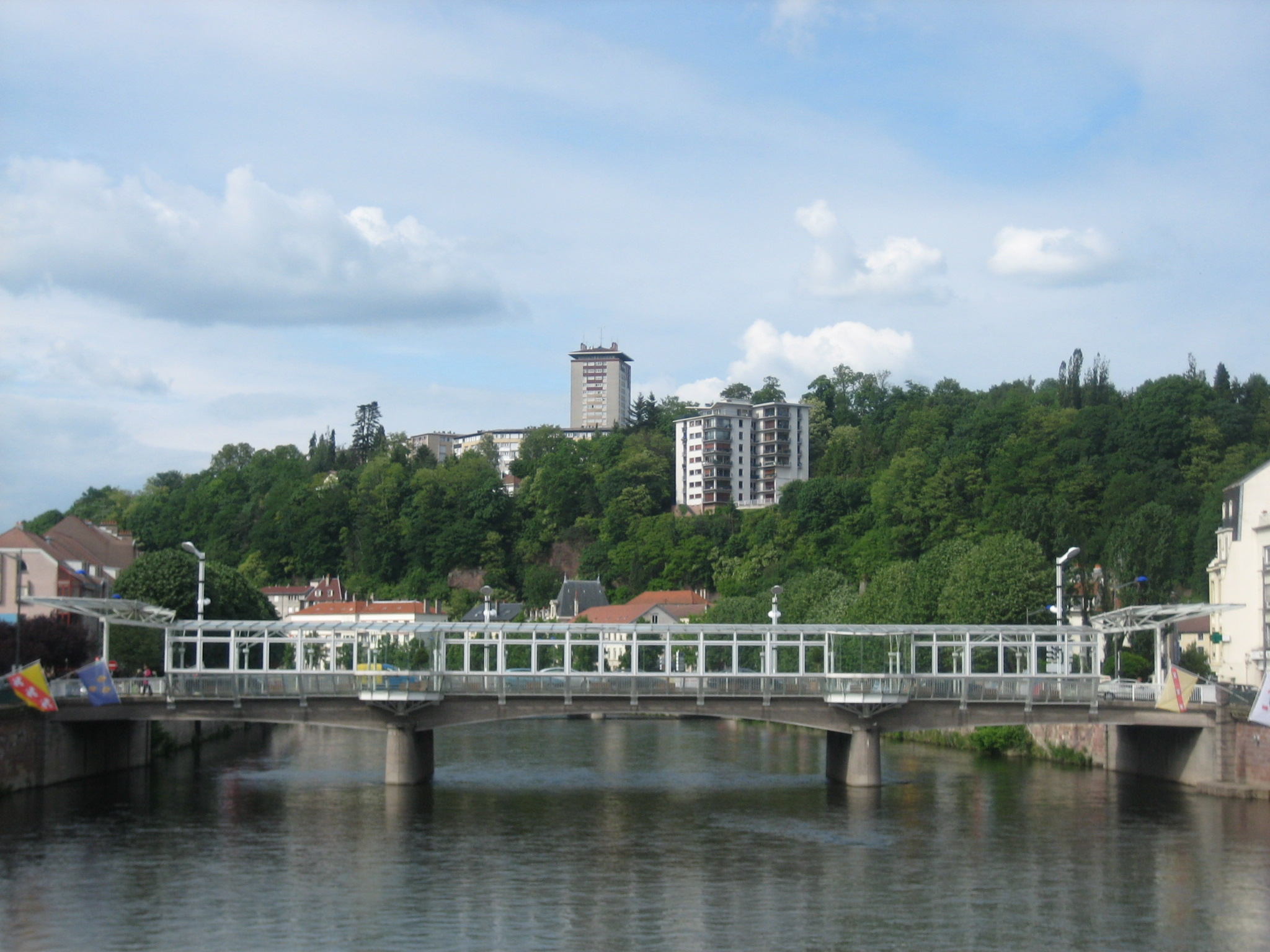
Le « Pont couvert » d'Épinal par-dessus la Moselle.
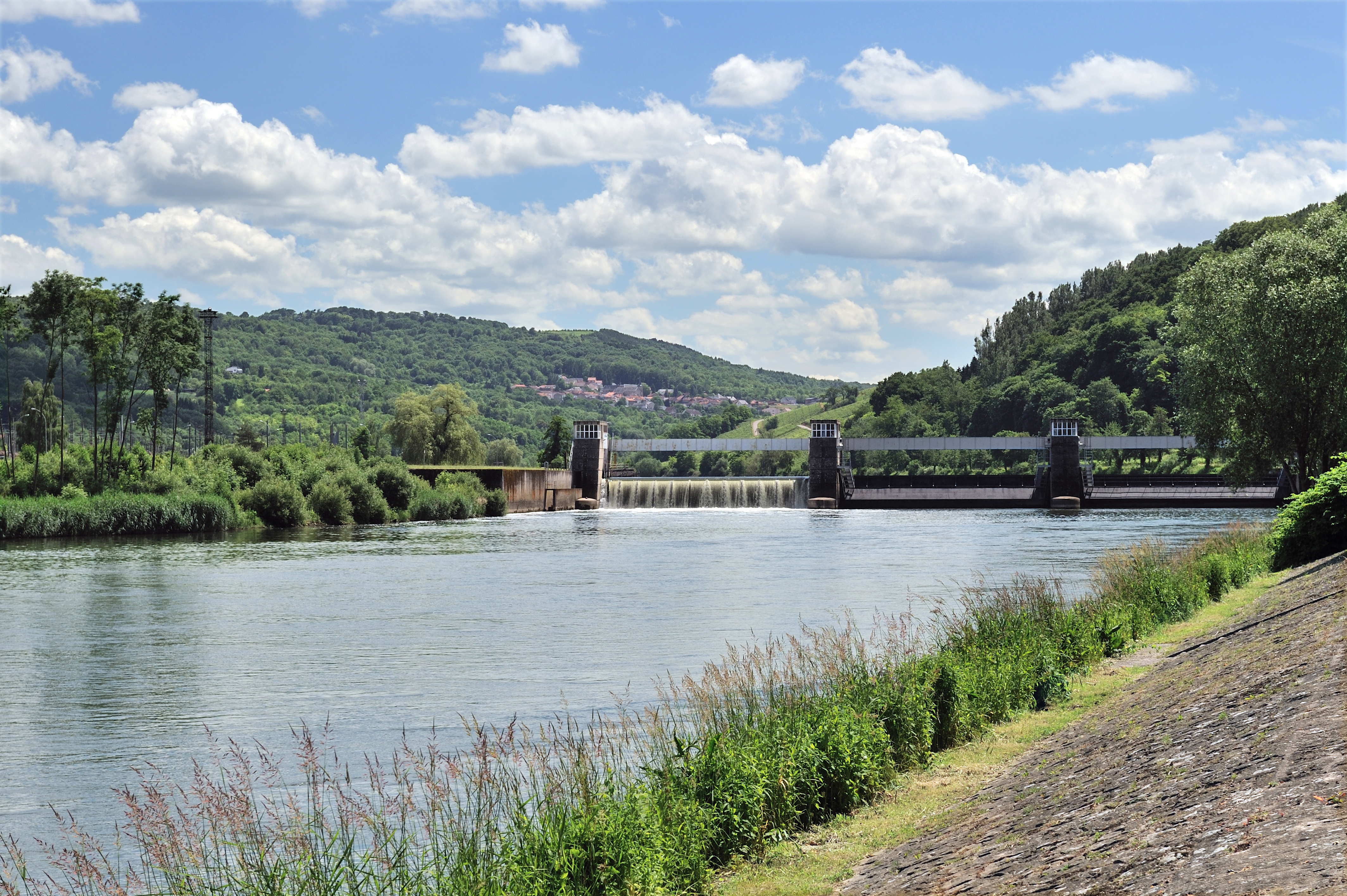
Barrage Schengen-Apach. La frontière entre la France et le Luxembourg est au milieu de la Moselle.
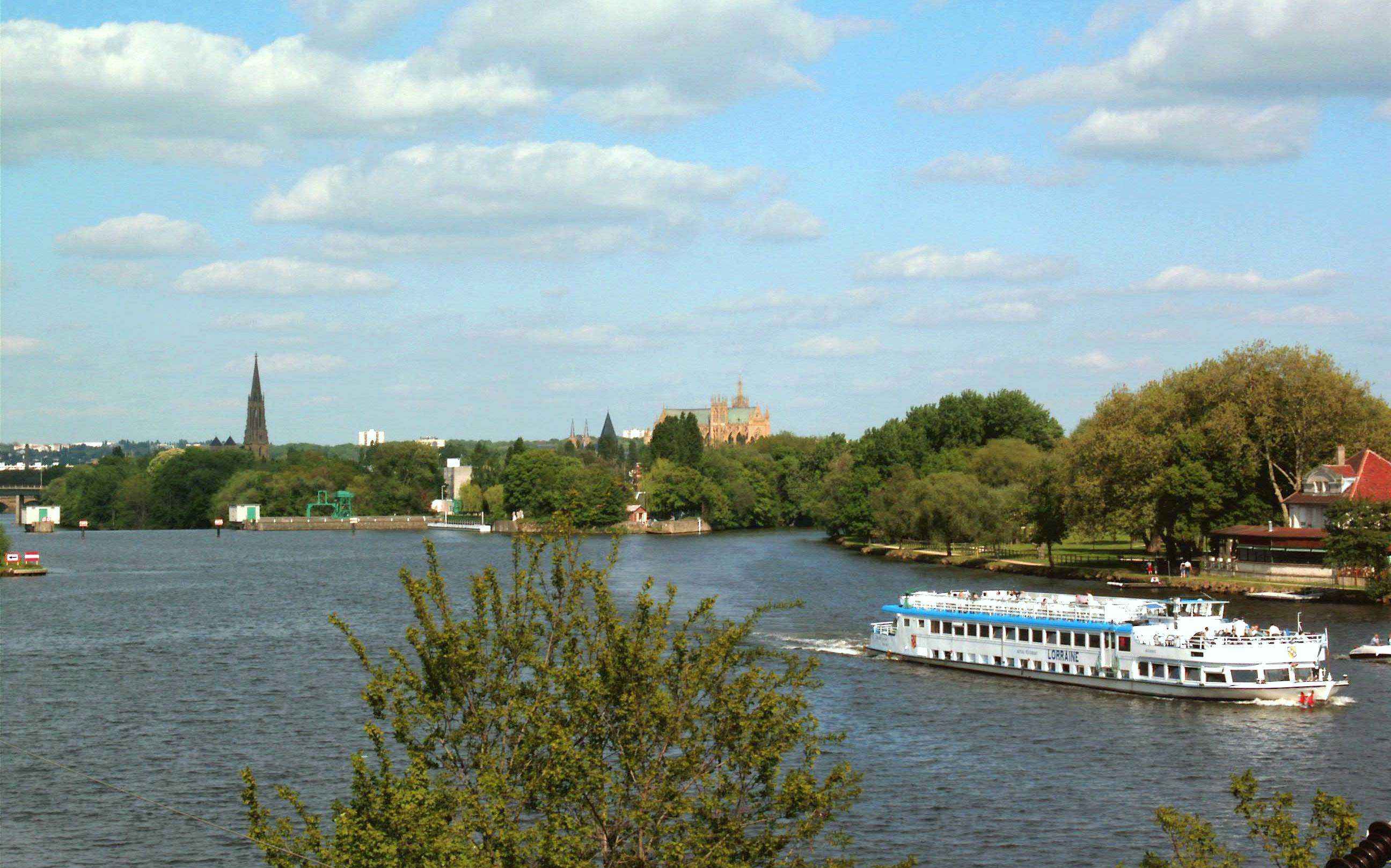
Metz : vue sur la Moselle et sur l'Ile du Saulcy.
Confluence du Rhin Coblence/ Koblenz (Allemagne).

## Communes traversées par la Moselotte[33]
Elle traverse, d'amont en aval, dans les Vosges (département), les communes de La Bresse, Cornimont, Saulxures, Thiéfosse, Vagney, Saint-Amé, Le Syndicat, Dommartin-lès-Remiremont et Saint-Étienne-lès-Remiremont face à la ville de Remiremont.

### Affluents principaux de la Moselotte[36],[37],[38]
Hydrogéologie et climatologie : Système d’information pour la gestion des eaux souterraines du bassin Rhin-Meuse :
Territoire communal : Occupation du sol (Corinne Land Cover); Cours d'eau (BD Carthage),
Géologie : Carte géologique; Coupes géologiques et techniques,
 Hydrogéologie : Masses d'eau souterraine; BD Lisa; Cartes piézométriques.

## L'histoire des vallées en perpétuelle évolution

### Histoire

Carte géologique de la Lorraine (cliquer sur l'image pour la légende des couleurs)

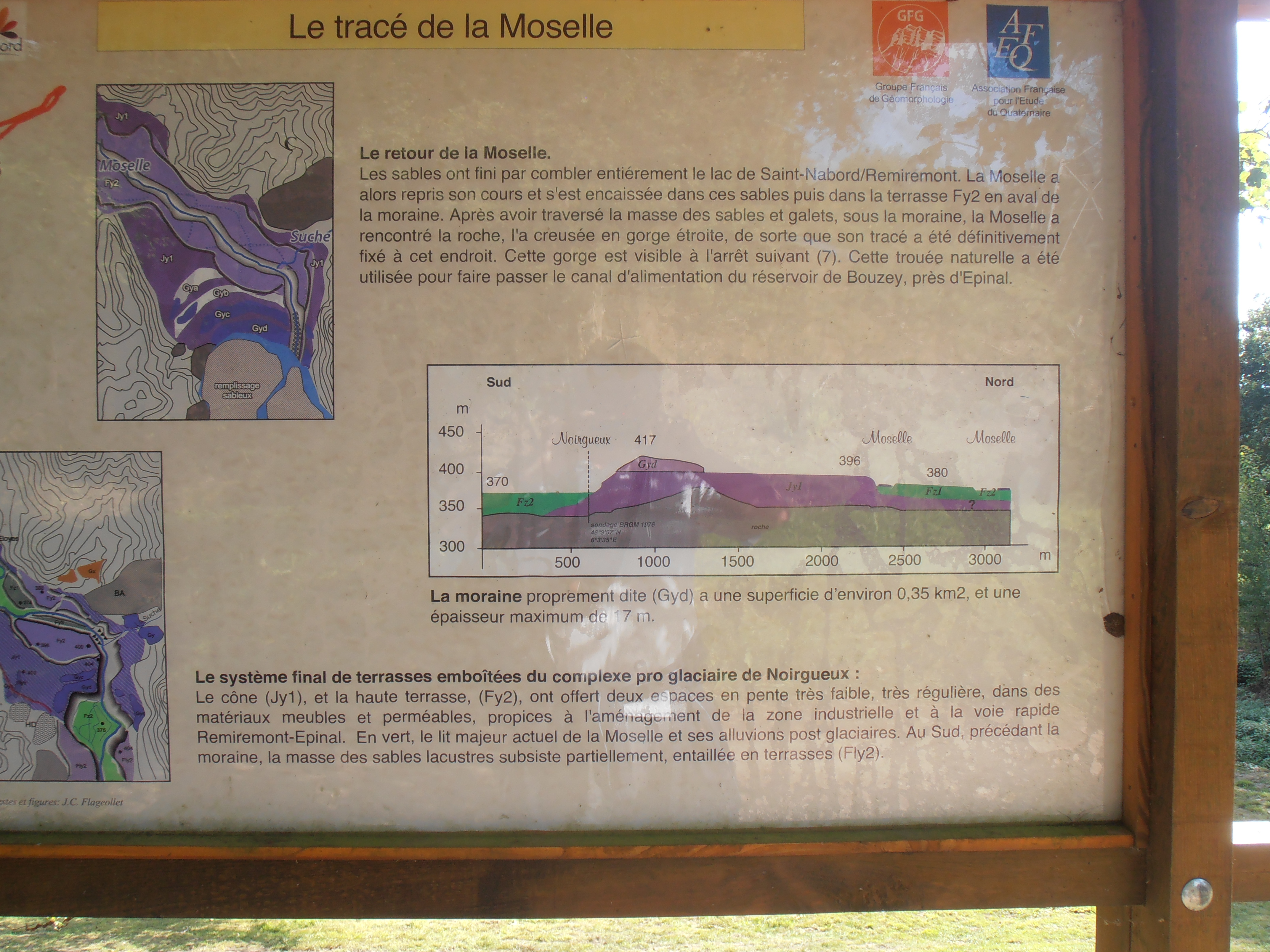
Le tracé de la Moselle et la formation de la moraine

#### LaMorainede Noirgueux
Dans son exposé, sur le Peuplement des "Vallées de haute Moselle" et de la Moselotte au Moyen Âge, Charles Kraemer rappelait "que les Vosges tirent leur nom de "Vosegus" divinité gauloise de la chasse et des forêts, dont le culte s'étendait du Nord de l'Alsace au plateau de Langres et que les Vosges sont composées pour l'essentiel d'un môle hercynien, progressivement recouvert à l'ère secondaire par des formations détritiques fluviatiles et fluviales (du Trias notamment) qui fut remodelé par l'orogenèse alpine du Tertiaire, avant de subir l'action érosive des glaciers quaternaires, lesquels donnèrent aux vallées leur profil actuel en auge, dont le fond plat fut longtemps marécageux avant d'être, plus récemment irrigué",,.
Les géologues présentent les vallées de la Moselle et de la Moselotte comme "3 vannes",.
Les points les plus bas sont d'une part au pied de la "Roche Gouttière", sous la ferme d'Henri Guyon. Ce qui expliquait que la Moselle recouvrait la route à chaque grande inondation, et d'autre part sur la voie de contournement qui mène à Vagney,.
À la Suche, sur la commune de Saint-Étienne-lès-Remiremont, le ruisseau de Purifaing vient lui aussi buter sur le pied de la moraine, ouvrant des brèches, creusant le sable au pied des rochers de Noirgueux et entraînant les remblais qui forme bouchon.
C'est la conséquence du lac depuis la moraine frontale d'un glacier durant la dernière période glaciaire survenue entre - 70 000 et – 11 000, appelée glaciation de Würm, qui s'étendait sur près de 40 km de longueur en recouvrant en totalité ou en partie 8 communes, dont le professeur Dominique Harmand estimait "le retrait et donc la formation du paléo-lac de Noirgueux-Vecoux-Vagney, il y a approximativement 22 000 ans. Son extension réelle, avec une cote maximale atteignant alors 407 mètres d'altitude, soit 33 mètres au-dessus du niveau actuel de la Moselle, et la vidange de celui-ci il y a environ 15 000 ans".
Après le retrait du glacier, il y a 11 000 ans environ, en amont du barrage de la vallée par les dépôts de Noirgueux, s'est formé un grand lac qui a occupé tout le fond de la vallée, en amont de Saint-Nabord, jusqu'à Vecoux et Saint-Amé. Avec plus de 10 km de longueur, ce fut le plus grand lac qui ait existé dans les Vosges.
La moraine butait sur les roches de Noirgueux, la Moselle prenant alors pour déversoir un passage à Raon-aux-Bois qui devint "La Niche". C'est la ferme du lieudit Noirgueux de ce paléo-lac qui a donné son nom à ce qui est en réalité le plus remarquable complexe terminal du glacier de la Moselle, associant arcs morainiques et cône pro-glaciaire.

#### La vie religieuse et son rayonnement sur les vallées
La montagne a-t-elle donné une spécificité au culte des saints de l’abbaye du Saint-Mont (ou abbaye du mont Habend) ?, de nombreux historiens se sont penchés sur cette question. Une chose est certaine, c'est que Claire, Romaric et Amé ont donné une âme à la haute-vallée de la Moselle en s'identifiant nettement à la zone montagneuse du massif vosgien. Après les possessions que Romary a transmises à son monastère, la grande abbaye Saint-Pierre de Remiremont, chapitre de chanoinesses nobles a rayonné sur cinquante-deux bans placés sous sa dépendance,.

### La maîtrise de l'eau et son usage

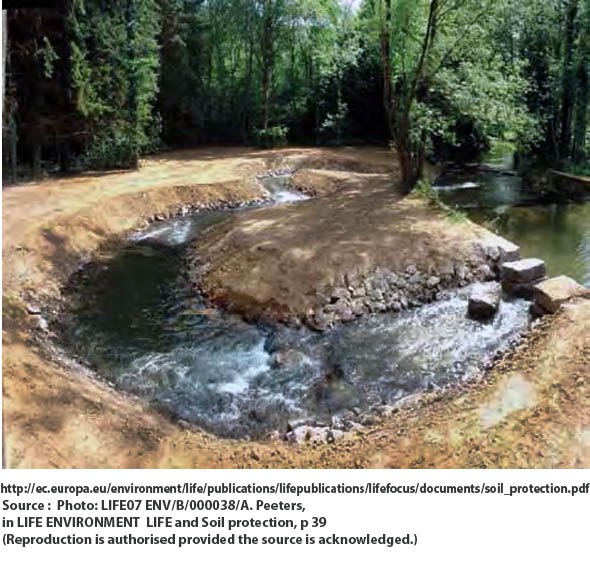
Exemple de passe intégrée dans une opération de renaturation et "réméandrage", limitant l'effet "artificiel" du passage en Wallonie ; dans le cadre d'un outil d'aide à la décision (projet Life (Walphy plus largement consacré à la restauration hydromorphologique des masses d'eau en Région wallonne)

Comme le rappelait la note sur le classement des Cours d'eau « De nombreux seuils et barrages ont été construits depuis l'antiquité afin de rendre possible la navigation, le transport de l'eau pour la consommation ou l'irrigation, la production d'énergie, la création d'étangs de pisciculture ou de loisirs, la stabilisation du lit des cours d'eau ou pour se prémunir contre les inondations ».
L'histoire industrielle des villages des vallées de la Moselotte et de la Moselle s'est articulée autour de l'utilisation de la force motrice de l'eau,.
Si des vestiges de turbines (turbine Francis, et turbine Kaplan fabriquée par les Ets Négri) sont encore visibles mais parfois à l'abandon, la production hydroélectrique contribue encore aujourd'hui à une démarche de développement durable. Pour l'entreprise « BleuForêt » de Vagney, par exemple, l’eau dérivée de la Moselotte, alimente la turbine hydroélectrique et une machine à vapeur, permettant à l’entreprise d’autoproduire près de 60 % de l’énergie nécessaire à ses activités. C'est pourquoi le label européen « Motor Challenge » a été décerné à « l'entreprise BleuForêt » pour ses choix énergétiques exemplaires.
Tout au long des vallées, de petits barrages hydroélectriques, des minoteries ou meuneries, moulin à huile, papeteries, scieries, taillandiers, usines de filature textile et de tissages jalonnent la rivière et ses affluents en tirant parti du potentiel hydraulique des vallées.
Comme le souligne le Parc naturel régional des Ballons des Vosges, « Au milieu du XIXe siècle, presque chaque cours d’eau de la montagne vosgienne produisait de l’énergie par l’intermédiaire de roues à eau. Cette technique fut progressivement abandonnée avec l’industrialisation ». Dans les Vosges on peut visiter par exemple les installations ci-après qui ont été rénovées : Scierie du Lançoir à Ban-sur-Meurthe ; Haut-Fer de Ban-de-Laveline ; Haut-fer du Rupt-de-Bâmont à Saulxures-sur-Moselotte ; Haut-Fer de Mandray...
Mais la modernisation des moyens de production et de transformation des activités a abouti à l’abandon préjudiciable, voire dangereux, des ouvrages qui avaient alimenté les industries (barrages, canaux…) et peu de mesures sont intervenues pour favoriser la libre circulation des poissons migrateurs et des activités sportives (canoë...). La réalisation, remarquable, de l'effacement du barrage de l’ancien moulin Maurice sur le "Ruisseau du Grand Ventron" est une référence encourageant des initiatives étudiées au cas par cas, pour entretenir et adapter les ouvrages hydrauliques existants.
Le Lac de Lispach, sur la commune de La Bresse, occupe lui une cuvette glaciaire d'altitude traversée par un affluent droit de la Moselotte, le Chajoux, de 7,7 km de longueur. Sa superficie est de 12,17 km2. La première retenue d’eau au bénéfice des tissages et des scieries de la vallée du Chajoux a été réalisée en 1914, mais après l’arrêt de l'utilisation des eaux du lac à des fins industrielles, le niveau du lac a été stabilisé.
C’est pourquoi, André Gravier considérait que la prise en compte du projet de création du lac de Noirgueux se devait de constituer une opportunité de programmation d'un ensemble d’interventions ne négligeant aucun des différents types d'ouvrages (canaux, déversoirs, barrages, seuil (barrage)... Cette réflexion et ces mesures ont à la fois un objectif certes écologique mais aussi économique en raison de l'augmentation régulière de la pratique intense du Canoë et d'activités touristiques qui en découlent. Mais, comme le concluait le compte rendu de la commission barrage du 11 mai 2010... "cette pratique concerne des sportifs qui connaissent mal la rivière et ses dangers. De ce fait, tout obstacle devient potentiellement dangereux. Ces remarques nous conduisent à proposer l'aménagement de tous les barrages situés sur la Moselle à partir de Remiremont et sur la Meurthe à partir de Saint-Dié-des-Vosges. D'autres tronçons de rivières offrent des parcours intéressants pour la pratique sportive. C'est le cas de la Vologne à partir de Beauménil, de la Moselotte qui est déjà équipée depuis la Bresse et de la Plaine".
Un projet de cette nature ne peut donc être apprécié isolément mais doit intégrer l'ensemble des contraintes permettant de maintenir ou de rétablir les continuités hydrogéologiques et écologiques sur l'ensemble des cours de la Moselle et la Moselotte, continuités voulues par le législateur à travers l'application de l'article L.214-17 du code de l'environnement,, puis avec les compétences de la Communauté de communes de la Porte des Vosges Méridionales en matière de Gestion des milieux aquatiques et prévention des inondations (GEMAPI).

#### La connaissance de la Moselle et de la Moselotte et l'évaluation des risques d'inondation

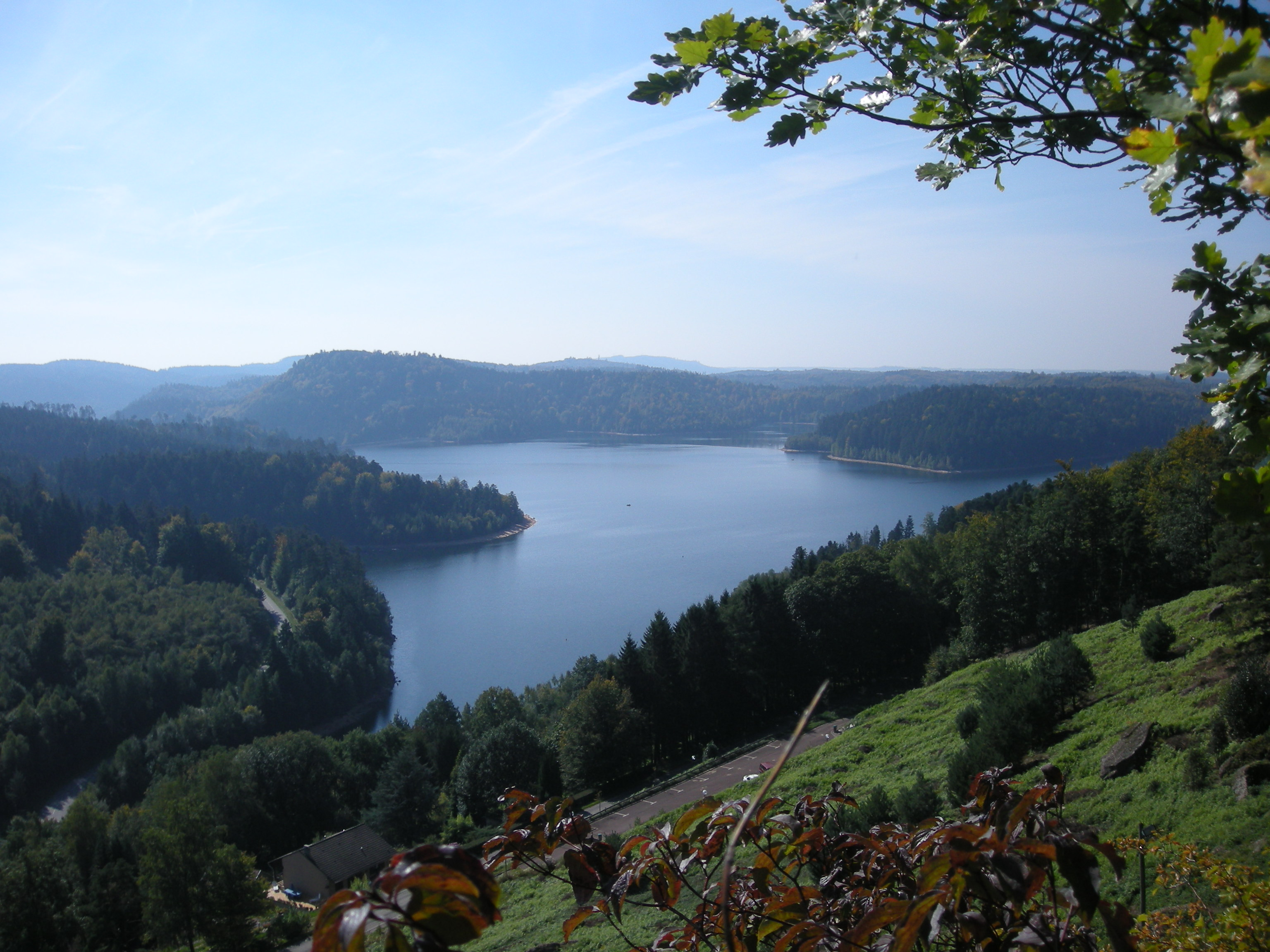
Lac de Pierre-Percée, vu depuis le château de Pierre-Percée

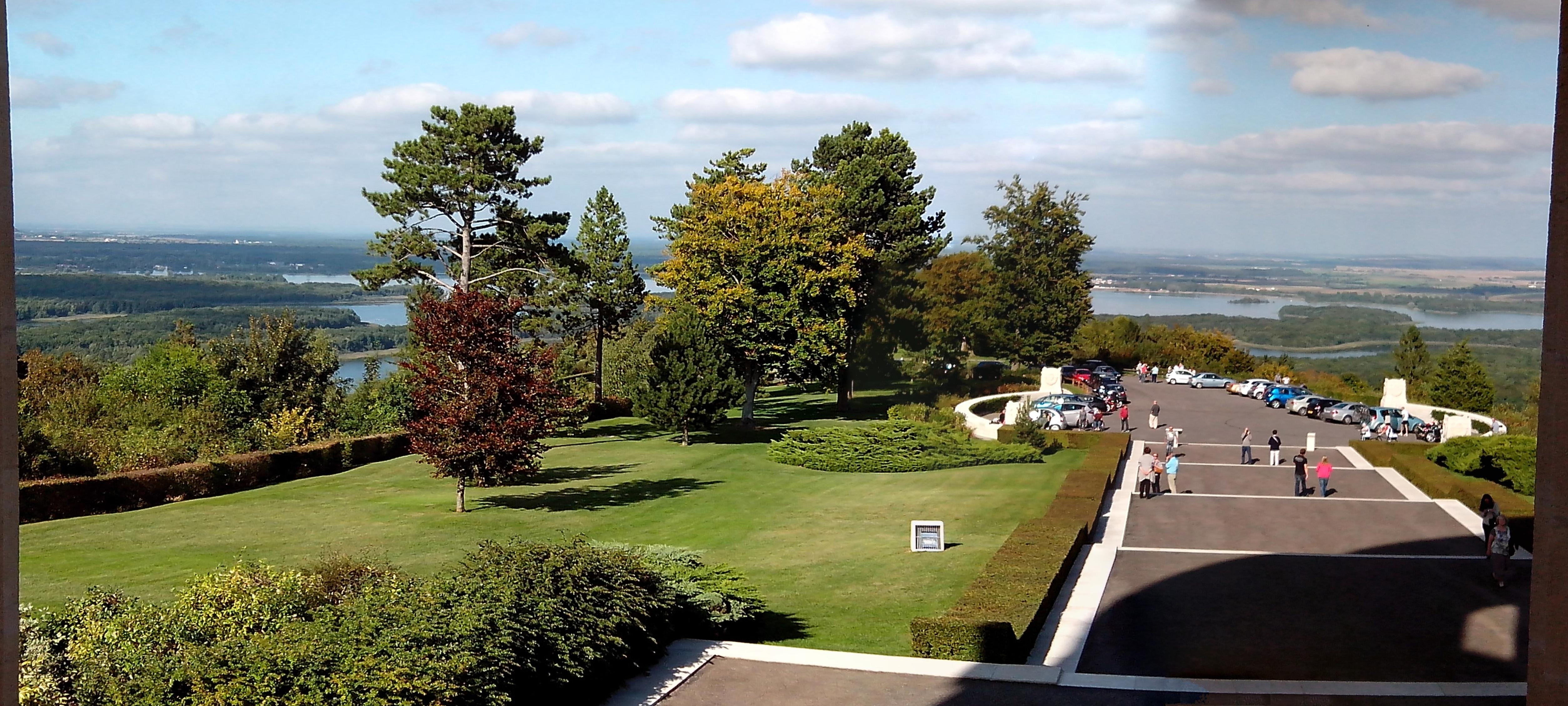
Vue panoramique sur le Lac de Madine

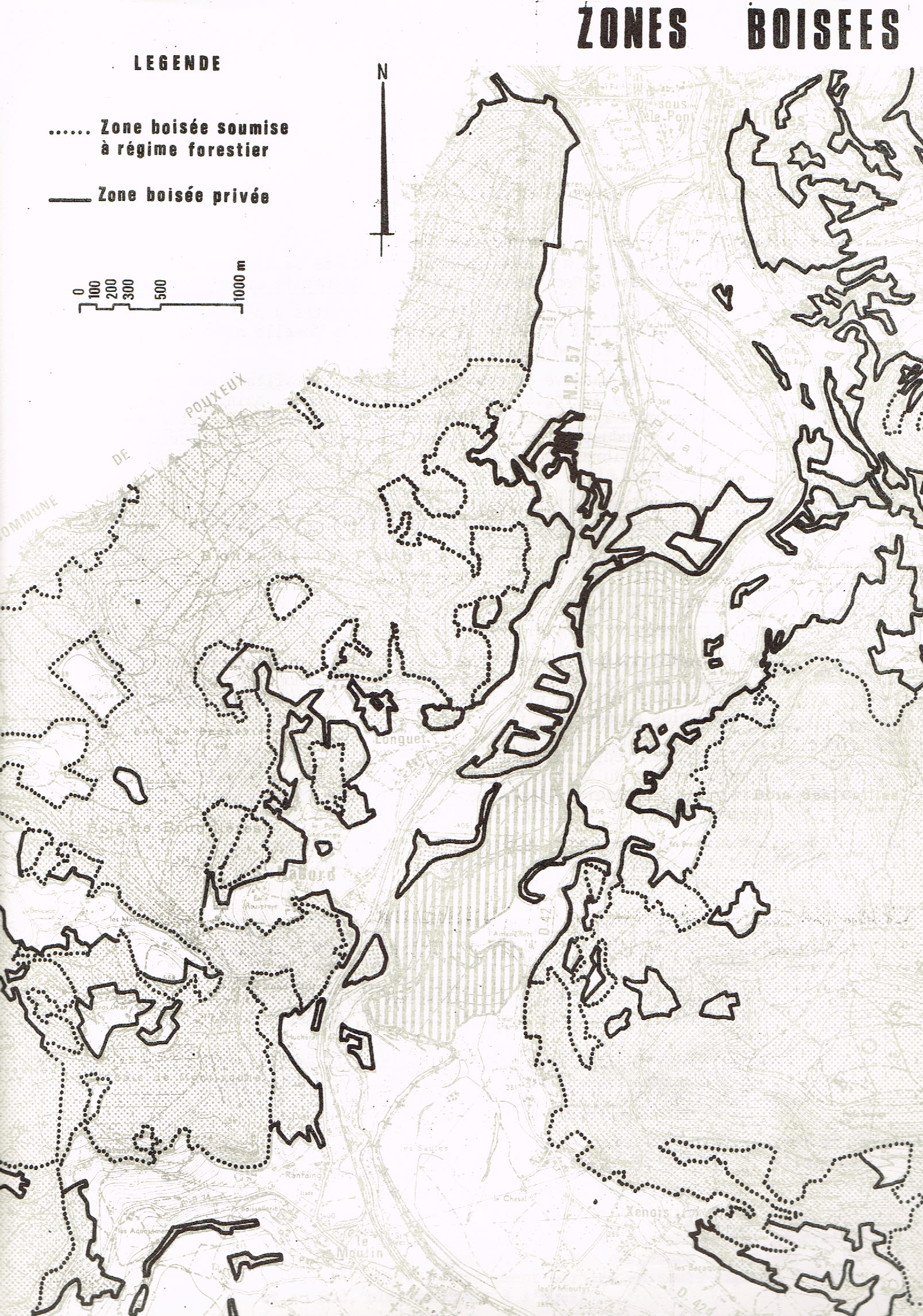
Zones boisées soumises à régime forestier et zones boisées privées sur le site environnant

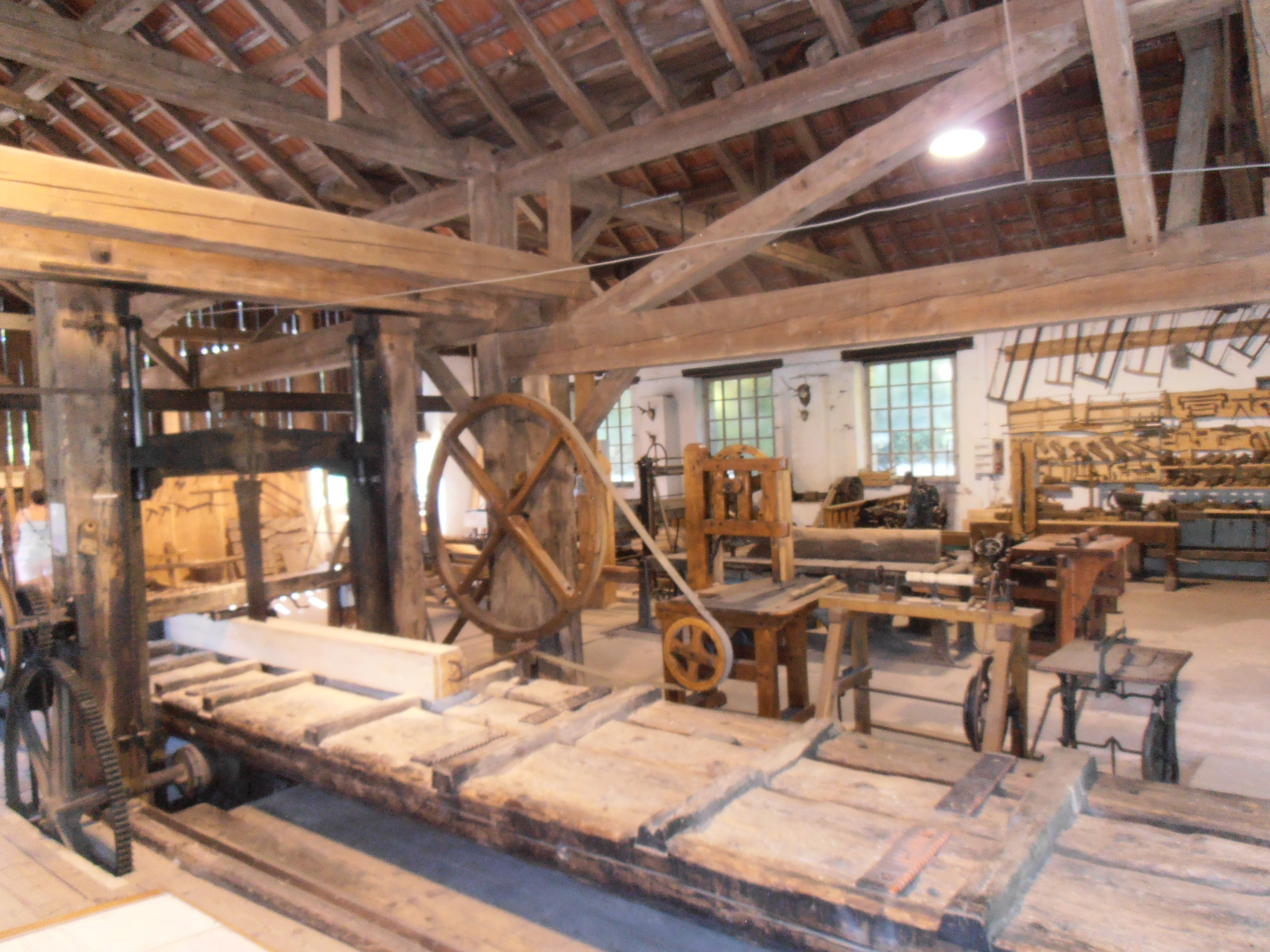
Musée du Bois, dans l’ancienne « scierie Haut Fer du Rupt de Bâmont », à Saulxures-sur-Moselotte.

Les études d'élaboration des Plans de Prévention des Risques inondation (PPRi)) ont permis de retracer les crues les plus fortes crues mettant en évidence la vulnérabilité (pertes humaines, dégâts matériels, dommages économiques) des communes riveraines de la Moselotte vis-à-vis de l’aléa inondation, ce sont notamment les crues :
- du 26 juillet 1770 : connue sous le nom de « déluge de la Saint Anne »,
- du 25 octobre 1778 : Cette inondation épouvantable est plus connue sous le nom de déluge de la Saint Crépin[80],[81].

Au cours du XXe siècle, les crues importantes de la Moselotte et de la Moselle sont relevées à La Bresse, Le Syndicat, Remiremont et Saint-Étienne-lès-Remiremont, celles :
- des 28 et 29 décembre 1947, au cours de laquelle 77 ménages, représentant 267 personnes avaient subi des dégâts à la suite de ces inondations ;
- des 9 au 11 avril 1983 ;
- des 14 et 15 février 1990 a eu notamment pour conséquence d'inonder le site industriel des filatures de la Madelaine, provoquant ainsi d'importants dégâts[83].

Pourtant les premières mesures n'ont été prises qu'après les importantes crues dans le Vaucluse qui, le 1er octobre 1993, avaient causé des dommages très importants dans la région de Bollène et de Valréas pour que soit engagée une réflexion plus générale sur les politiques de prévention des inondations incluant nos vallées.
Les Plans de prévention des risques d’inondations (PPRi) approuvés pour les communes d’Éloyes ; Saint-Nabord ; Saint-Étienne-lès-Remirement ; Remiremont recouvrent d'ailleurs aujourd'hui les zones dites "inondables" déterminée par l'aire d'étude du lac de Noirgueux ,,.
Toujours selon André Gravier, l'autre avantage du lac de Noirgueux serait sa contribution à la lutte contre les crues, et également :
- le maintien d'un niveau des eaux stables (assurant la pérennité de la faune et la flore) de juillet à septembre puisque le niveau serait maintenu,
- les crues qui seraient écrêtées, pendant les trois autres saisons, par le jeu des vannes,
- l'écoulement des hautes eaux à l'entrée dans la retenue qui serait amélioré considérablement par le creusement artificiel direct évitant la boucle de la Moselle et les deux barrages d'irrigation de Saint-Nabord. On réduirait ainsi la zone marécageuse qui se forme généralement à l'amont des lacs tout en maintenant le passage des poissons par des dispositifs adaptés : L'Échelle à poissons, ou « passe à poissons », à gauche de l’ouvrage (Elévation - vue aval vers CD 42) est un dispositif permettant aux poissons de franchir le barrage[90].

#### Le cheval lorrain

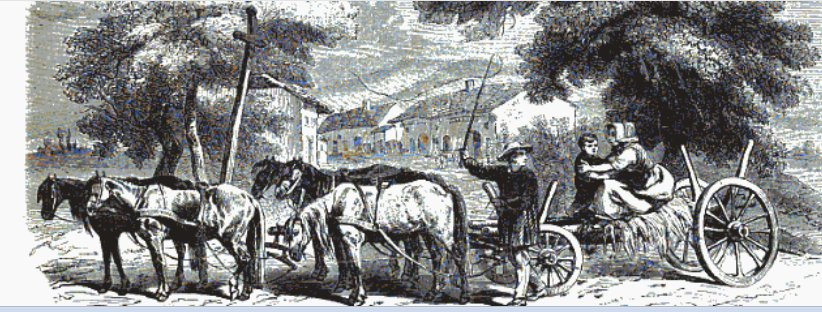
Cheval lorrain: Attelage en 1859.

#### L'évolution de l'activité agricole dans les vallées

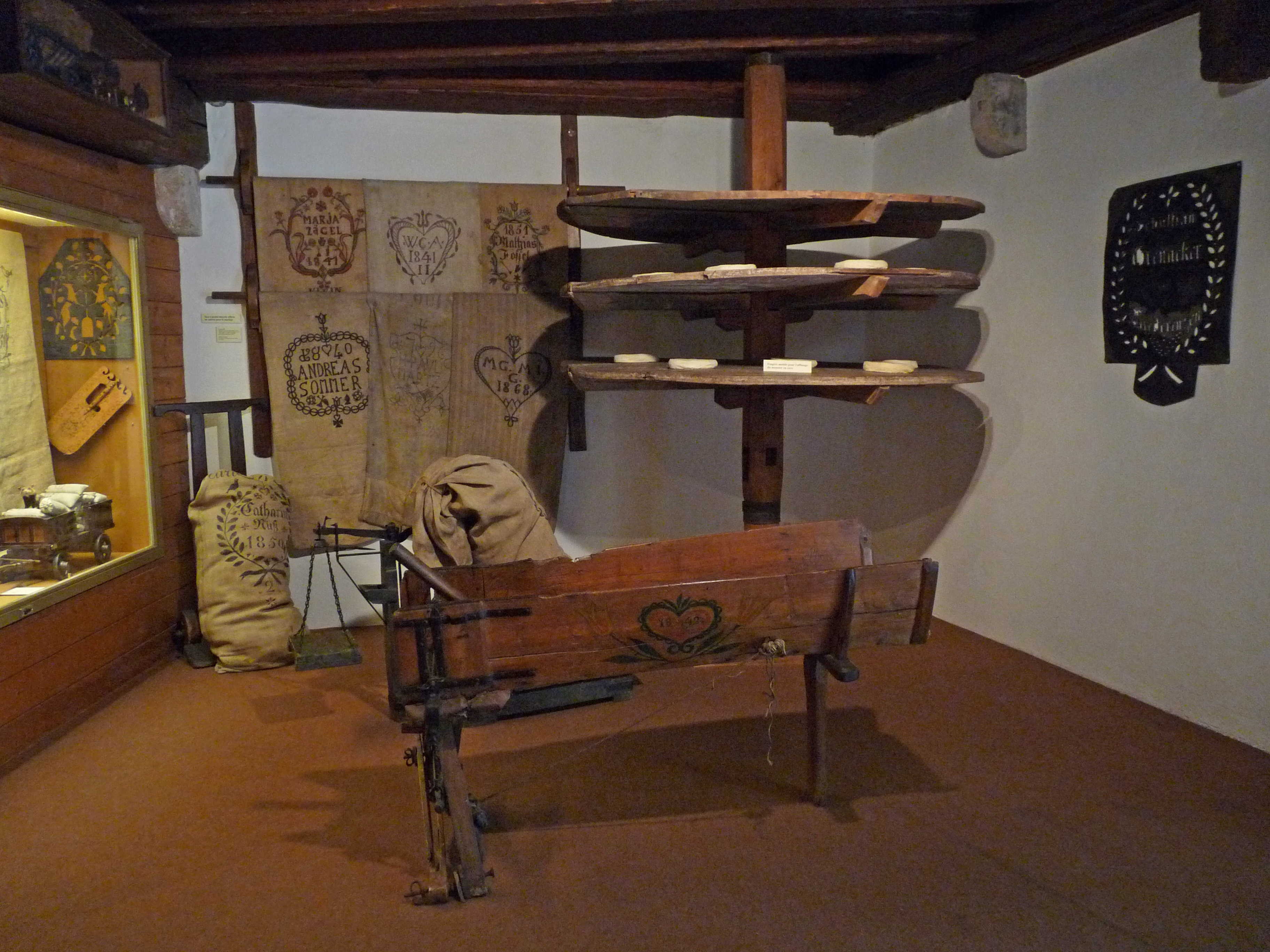
Chez le marcaire : séchage du munster. Musée alsacien de Strasbourg

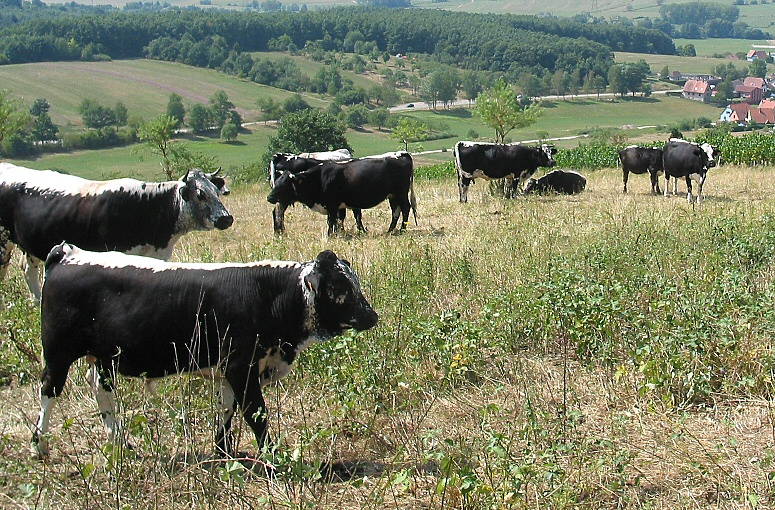
Vaches de race vosgienne.

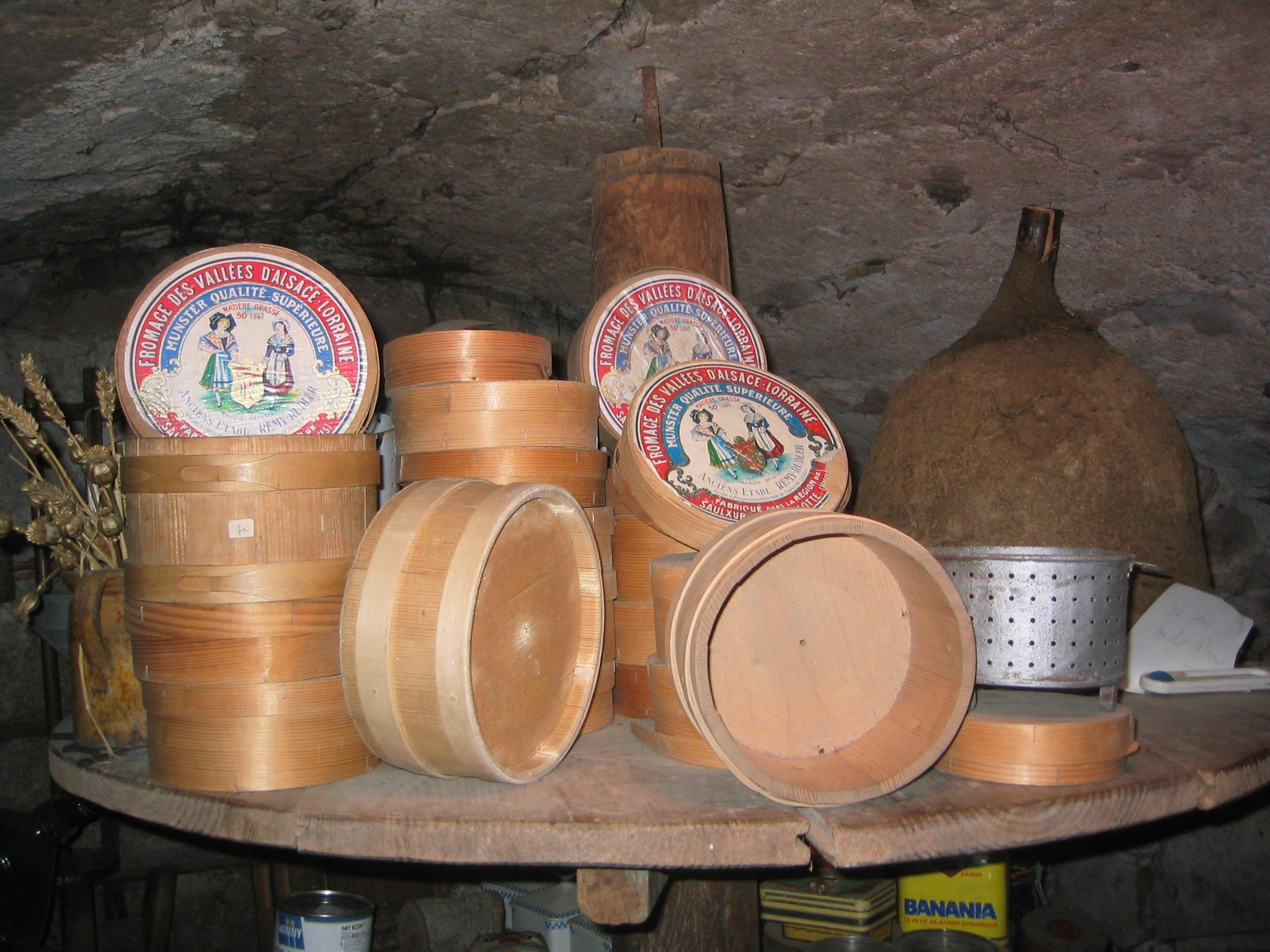
Munster qualité supérieure - Fromage des vallées d'Alsace-Lorraine (fabriqué dans la région de Saulxures-sur-Moselotte) - Photo prise dans la ferme-musée de la Soyotte

#### L'agritourisme

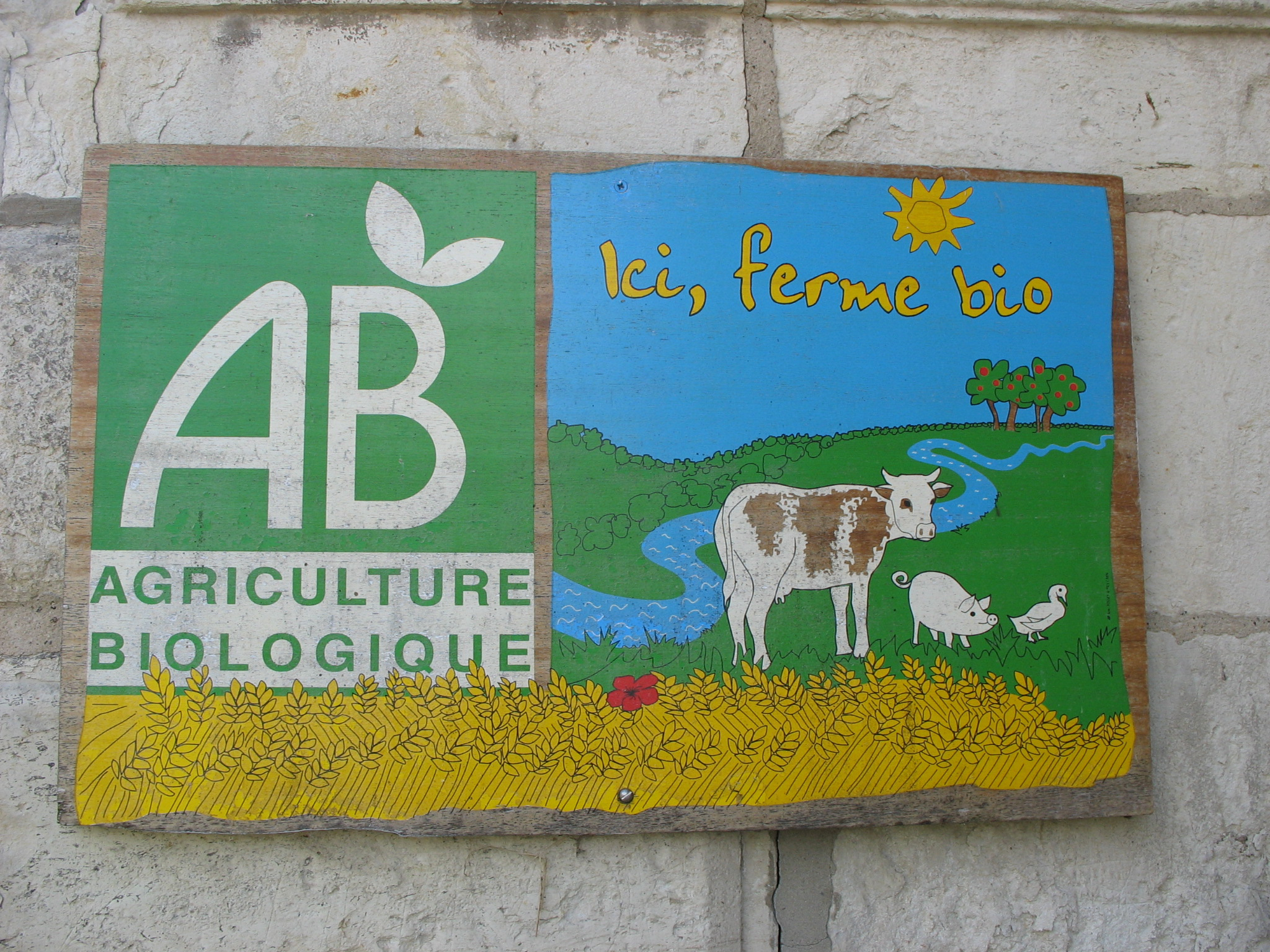
Le réseau français "Bienvenue à la ferme", un des promoteurs de l'agritourisme.

## Les moyens de communication

### L'enjeu économique et touristique de la Moselle

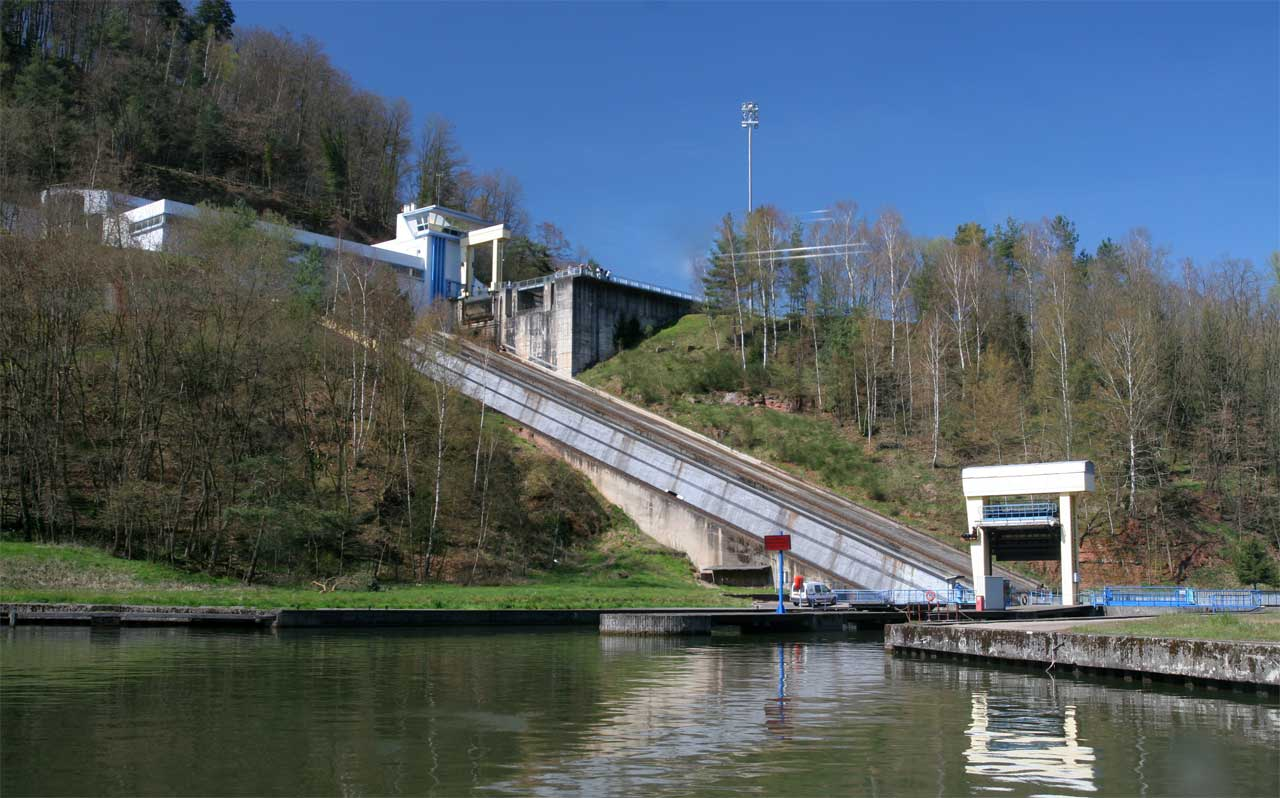
Le Plan incliné de Saint-Louis-Arzviller, ascenseur à bateaux qui fait partie du canal de la Marne au Rhin, et permet la traversée des Vosges

La Moselle était connue des Romains sous l'appellation Flumen Musalla (sur la Table de Peutinger), la rivière sera chantée par le poète Ausone vers 371. Depuis 1815, la Moselle sert de frontière entre le grand-duché de Luxembourg et la Prusse (Empire allemand en 1871).

#### La canalisation de la Moselle: une histoire complexe...
Dans la loi du 10 avril 1952 ratifiant le traité instituant la Communauté européenne du charbon et de l'acier (C.E.C.A.), l'article 2 prescrivait au gouvernement français « d'engager, avant l'établissement du marché commun, des négociations avec les gouvernements intéressés, pour aboutir à une réalisation rapide de la canalisation de la Moselle entre Thionville et Coblence ». L'année 1957 a été consacrée à la mise au point de projets d'ensemble et les premiers travaux sont intervenus à partir de 1958. L’arrivée Thionville des premiers bateaux rhénans était annoncée en 1962.

#### Navigabilité de la Moselle
La Moselle a été canalisée à grand gabarit, à partir de 1964, et est accessible aux chalands de 3 000 tonnes jusqu'à Neuves-Maisons (banlieue nancéienne). Le Canal de l'Est, appelé aussi canal des Vosges, prend le relais au niveau de l'écluse de Messein. Son gabarit Freycinet plus modeste permet la navigation de péniches de 300 tonnes et la liaison avec la Saône via Golbey près d'Épinal.
Auparavant, la navigation se faisait sur la rivière et sur des dérivations (canal latéral à la Moselle). Ceci a surtout permis à la France d'avoir un accès direct à la mer du Nord, via le Rhin, pour son bassin industriel lorrain.
La Moselle est flottable du pont de la Vierge, au-dessus d’Épinal jusqu'au port de Frouard, sur 130 km, et navigable pendant 32 km, depuis le port de Frouard jusqu'à sa sortie de France (Meurthe-et-Moselle) en Alsace-Lorraine. En réalité les bateaux ne peuvent naviguer qu’avec un enfoncement de 1,40 m.
La Moselle française, entre Nancy et la frontière franco-luxembourgeoise (écluse d'Apach) est une rivière qui a conservé son aspect naturel. Elle borde les villes de Nancy, Metz, Pont-à-Mousson et, un peu avant la frontière, le village de Sierck-les-Bains.
Si, à Épinal, les bateaux ne naviguent pas directement sur la Moselle, cette dernière alimente la branche du canal qui relie Épinal au canal de l'Est, via un pont canal qui enjambe la Moselle à Golbey. Le canal a perdu sa vocation de transport de marchandises mais des bateaux de plaisance l'empruntent pour venir visiter la ville. Épinal accueille en effet des plaisanciers mais aussi une base de location de bateaux depuis 1998. La Moselle alimente le canal des Vieux Moulins dans lequel a été construit un parcours de canoë-kayak. Des compétitions s'y déroulent.

### Les enjeux touristiques desVéloroutes et Voies Vertes de Franceet des parcs des eaux vives

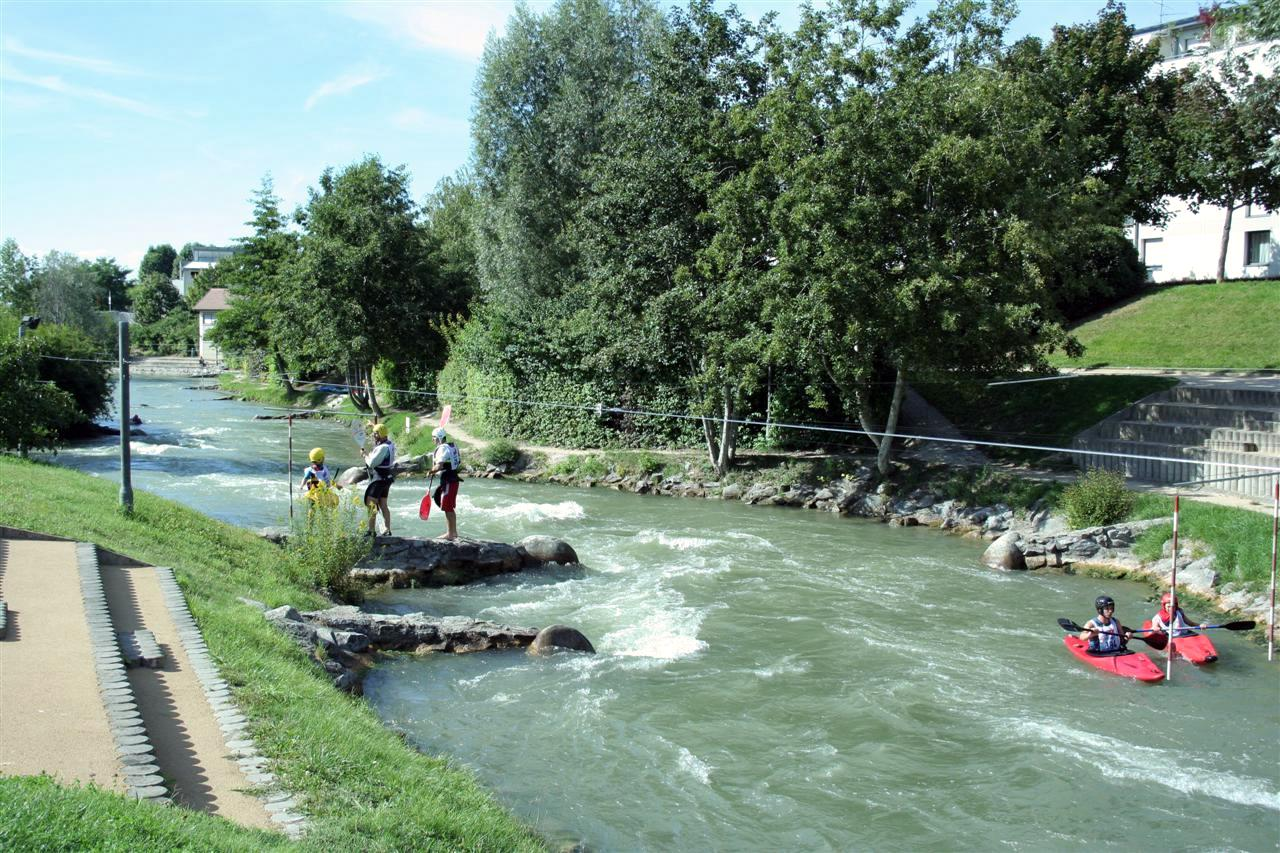
Huningue : Le parc des Eaux Vives inauguré en 1993.

Ce projet est susceptible, à l'instar de ce qui s'est fait pour le canal de Huningue dans le Haut-Rhin, s'inscrire dans le Schéma National des Véloroutes et Voies Vertes, avec ses possibilités de convention de superposition de gestion entre Voies Navigables de France (VNF), mais peut-être aussi l’EuroVelo 6 (EV 6), également dénommée « la route des fleuves », à partir d'Épinal.
De même le Parc des Eaux-Vives à Genève (Suisse), sur la rive gauche du lac Léman, dans le prolongement à l'est du parc de la Grange, témoigne des possibilités de concilier la préservation des espaces naturels et le développement touristique.

### Le besoin exprimé de désenclavement des vallées et... l'échec des projets de Tunnels
Les routes d’un "pays" sont fonction du développement de sa population et de sa prospérité économique. À l'origine, dans les massifs vosgiens, les voies antiques, voies romaines (en latin via strata), ont favorisé les déplacements. Elles remontaient la vallée de la Moselle pour descendre en Alsace et gagner Bâle. Puis les "routes du commerce" ont été assorties de péages. Les historiens rappelaient que le col de Sainte-Marie-aux-Mines a été depuis la préhistoire un lieu de passage très fréquenté et, durant le Moyen Âge, un passage obligé entre la Lorraine et l'Alsace qui a lui aussi fait l'objet d'un péage,,. Lorsqu'elles suivaient la Moselle, grande voie naturelle du pays, elles étaient d’ailleurs doublées par la « voie d’eau ».
L'amélioration des moyens d'accès dans les Vosges liée aux intérêts stratégiques, militaires, économiques ou touristiques a toujours été et est encore une préoccupation constante, qui s'impose d'autant plus que ceux-ci conditionnent les perspectives de maintien des populations et de développement économique. Le renforcement de la "route des lacs", comme n'importe quel projet de développement économique s'appuie lui aussi sur les multiples réseaux existants et en cours de développement : "route touristique", "route commerciale", "patrimoine culturel".
La « route des lacs » qui s'est formée une véritable identité, comme la route des vins... était innovante à l'époque, en s'inspirant de la philosophie encouragée par les « plans de déplacements urbains » (PDU), les questions de l’organisation du transport des personnes et des marchandises, la circulation, l'accès aux moyens de transports internationaux et transfrontaliers (Aéroport de Bâle-Mulhouse-Fribourg, LGV Est européenne...). Tous les modes de transports étant concernés, cela se traduit par la mise en place d’actions en faveur de modes de transports alternatifs à la voiture particulière (VP) : les transports publics (TP), les deux roues, la marche…
On l'a vu ci-avant la maîtrise de la Moselotte et de la Moselle et des moyens de communication en Haute-Moselle répondaient à toutes les époques et répondent encore aujourd'hui, à des enjeux importants dans bien des domaines. Mais ce ne sont pas les seuls outils de liaison et de circulation, comme en témoignent les réalisations de voies ferrées, les projets de percement de tunnels...

Le non aboutissement des projets de désenclavement des Vosges a été, pendant longtemps, la conséquence des précautions politiques et stratégiques imposées par la frontière de 1871. Avec la fin des conflits armés les projets de percée des Vosges ont été certes nombreux et riches par leur argumentaire en faveur de tel ou tel tracé, mais... aucune décision n'a encore été prise pour un percement des Vosges qui viserait à relancer les activités des deux côtés du massif vosgien,,,,,.

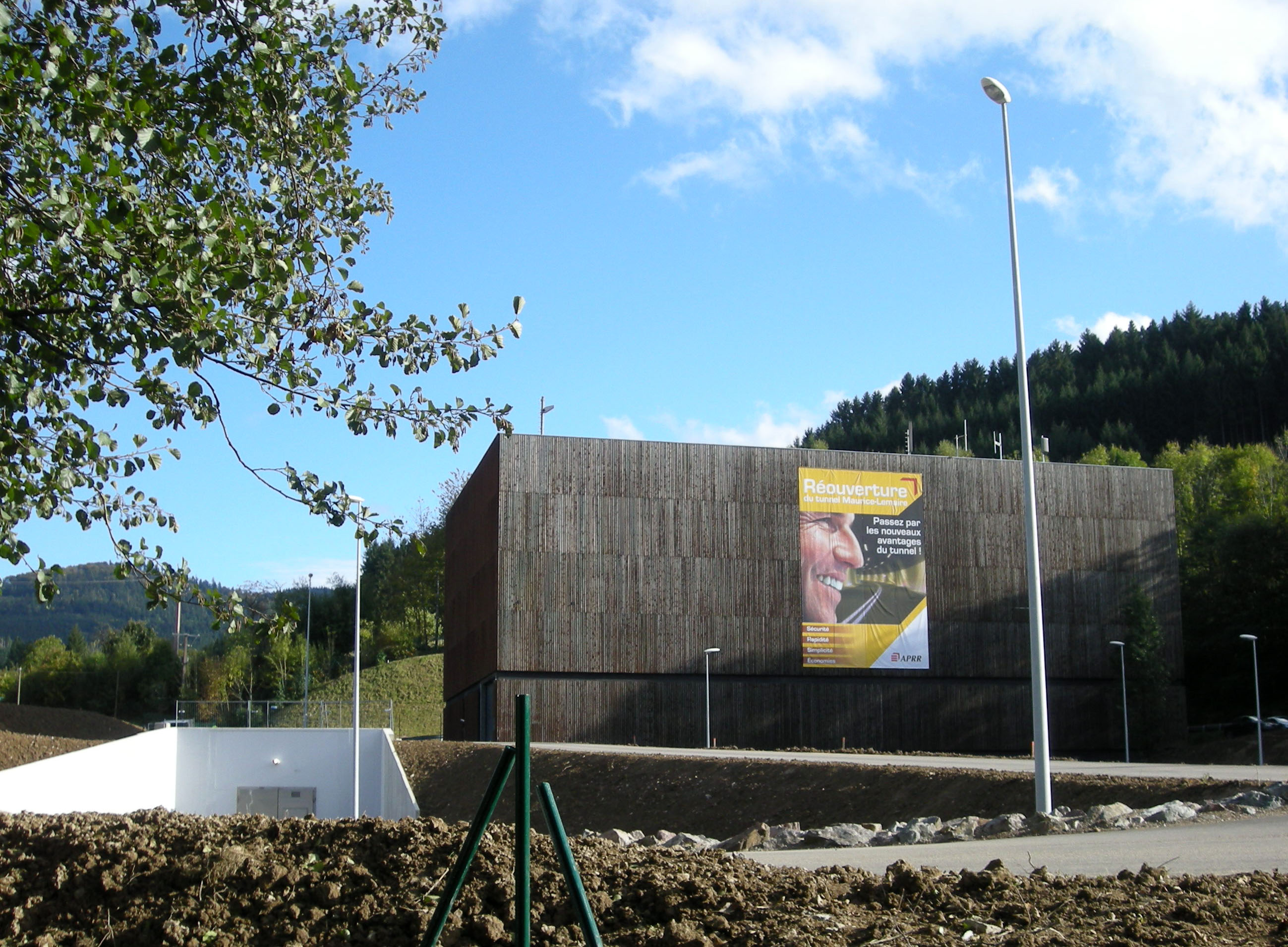
Tunnel Maurice Lemaire.

Le projet de tunnel ferroviaire de Bussang-Kruth ayant été abandonné, le tunnel routier de Sainte-Marie-aux-Mines a été mis aux normes européennes, ce qui ouvre de réelles perspectives de développement interrégionaux et transfrontaliers. Si les discussions en cours pour réduire les tarifs, jugés actuellement dissuasifs, du tunnel Maurice Lemaire aboutissent, cela permettrait, selon les élus des différentes vallées, de réglementer les cols du massif vosgien en interdisant l’accès aux poids lourds en leur imposant de prendre les tunnels.

## Un projet d’intérêt touristique et économique
L'économie de la Lorraine avec une production de 3,4 % du Produit intérieur brut par habitant français, qui situait la région à la 8e place des 26 anciennes régions françaises, a vu la situation de ses industries traditionnelles se dégrader :
- Au XIVe siècle), l’industrie sidérurgique en France est localisée dans deux grandes régions, le Centre et l’Est. Ces deux régions produisaient 90 % de la fonte et 85 % du fer français, mais la région de l’Est intervenait pour 70 % des besoins[188].
- Fermeture des Houillères de Lorraine également appelées Houillères du Bassin de Lorraine ou HBL[189], et la Crise de la sidérurgie dans le bassin lorrain[190]. Mais la canalisation de la Moselle, qui avait permis à la sidérurgie lorraine d'abaisser ses prix de revient par une sensible réduction de ses frais de transport, tant pour l'importation du coke de la Ruhr, que pour l'exportation de sa production, laisse un capital inespéré permettant le développement écologique du tourisme et même le transport fluvial désengorgeant en partie nos axes routiers.
- Difficultés de l'Industrie textile générant des pertes d'emplois importantes, alors que la présence d’une main d’œuvre rurale inoccupée en hiver avait favorisé la multiplication des filatures et de tissages[191],[192]. En effet l'industrie textile, venue d'Alsace au début du XIXe siècle, avait contribué au développement économique des familles vosgiennes qui vivaient jusque là en autarcie du produit de leur ferme[193] et du tissage des fibres naturelles d'origine animale ou végétale, grâce à des petits ateliers de tissages à bras puis au sein des nombreuses usines familiales de filature et de tissage dans le massif vosgien.

La région Lorraine, grâce au massif des Vosges dont une partie, la réserve de biosphère transfrontalière des Vosges du Nord-Pfälzerwald, est classée réserve mondiale de biosphère par l'Organisation des Nations unies pour l'éducation, la science et la culture (UNESCO), bénéficie de visites touristiques sportives hivernales, l'été étant plutôt consacré à la visite des espaces naturels et historiques, des nombreux plans d'eau et édifices religieux des principales villes ainsi que du développement de l'artisanat notamment en Meurthe-et-Moselle et en Moselle. La lutherie d'art, quant à elle, est liée à la région de Mirecourt. Le Musée de la Lutherie présente la fabrication de violons, d'archets, de guitares et de mandolines qui se fait dans les différents ateliers présents dans la ville.
Cette alternative de création de lac, basée sur un projet exploitant l’intérêt touristique et économique exceptionnel des vallées vosgiennes et assurant la promotion de l'espace rural, s'inscrivait déjà dans des actions à destination touristique « 4 saisons » grâce en particulier au patrimoine architectural, naturel et ethnologique sur l’ensemble du massif vosgien, ses traditions, son folklore (Groupe folklorique municipal Les Pinaudrés de Épinal; la soyotte, danse folklorique vosgienne...)... Parmi les nombreuses formes de tourisme, il en est de particulièrement bien adaptées aux Vosges : le ski de piste à usage régional, le ski de fond, le canoë kayac, les randonnées pédestres pendant presque toute l’année, la promenade équestre... Jean-Robert Zimmermann ajoutait dans son article « Halte au massacre des Hautes-Vosges » que « dans un milieu naturel attachant et varié, ne pourrait-on multiplier des « classes de nature » pour les élèves, envisager la création de centres d’initiation à la nature pour familles, pour jeunes ? ».

### Les retenues d’eau dans les cirques glaciaires, et la surélévation des digues naturelles
Le lac d'environ 170 hectares serait situé en amont du goulet de Noirgueux à l’emplacement où a existé autrefois un lac glaciaire, zone en partie couverte par la protection de la Moraine de Noirgueux qu'il préserverait. En superposant la cartographie initiale du projet de lac, avec celle des 90 hectares de partie protégée de la moraine, on peut estimer approximativement que le barrage et 40 hectares environ du lac seraient inclus dans le "site classé de la moraine". Selon Jean-Claude Flageollet, et André Weisrock, malgré son franchissement par la tranchée de la voie ferrée sur plusieurs centaines de mètres et son contournement par le canal d’alimentation du réservoir de Bouzey qui a utilisé le passage naturel de la Moselle, en dépit de l’implantation de la vaste zone industrielle d’Éloyes, sur le cône, cet ensemble a gardé l’essentiel de ses caractéristiques naturelles, même après l’exploitation partielle et temporaire des sables et graviers du cône. Les deux arcs morainiques stricto sensu, pièces essentielles du dispositif, sont restées à peu près intactes,,.

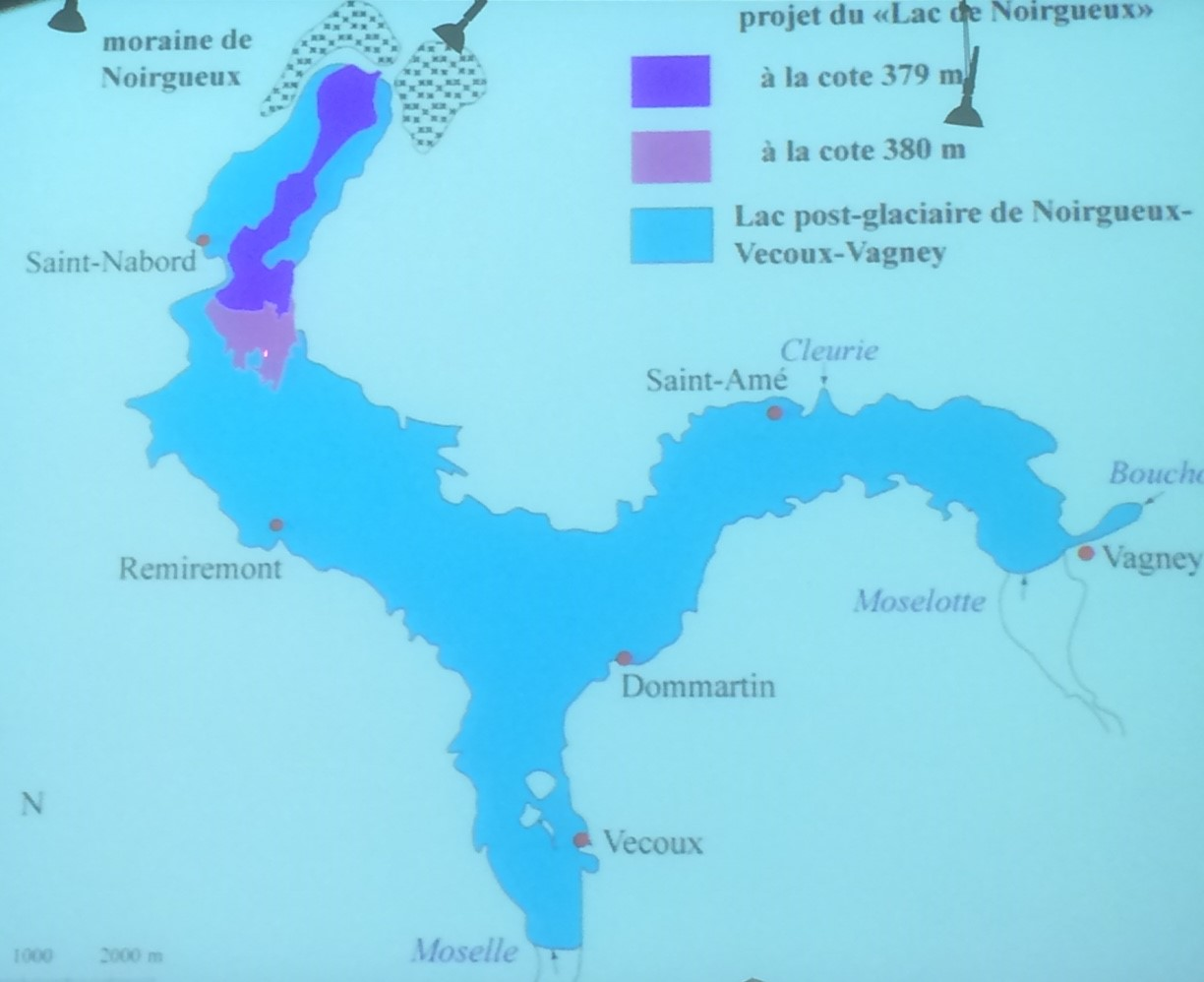
Projet de lac aux cotes 379-380, avec indication du Paléo-lac et de la moraine de Noigueux, selon Dominique Harmand, professeur de géographie à l'Université de Nancy

C'est pourquoi, comme l'a rappelé le 15 mars 2015 Dominique Harmand, professeur de géographie à l'Université de Nancy, lors de sa conférence au Centre de géologie Terrae Genesis, le projet d’un lac en amont du barrage morainique de Noirgueux, relancé récemment, nécessite de connaître un certain nombre d’informations scientifiques.
En effet, le classement de ce site majeur n'a pas été considéré comme une entrave au projet de création de lac mais pouvait, pour ceux favorables à ce projet, constituer au contraire un atout supplémentaire d’intérêt touristique à préserver et mettre en valeur de manière toute particulière pour que les conditions de réalisations soient une référence. La protection au titre du code de l’environnement est régie par les articles L 341-1 à L341-22 de ce même code. Il s’agit d’une servitude d’utilité publique annexée aux documents d’urbanisme et opposable au tiers. Toutes modifications ou travaux en site classé doivent faire l’objet d’une autorisation spéciale (préfectorale ou ministérielle).
Comme l’avait déjà souligné en 2013 Jean-Claude Flageollet, professeur de géomorphologie, qui avait engagé dès 2009 la procédure de classement à titre scientifique du site, ce classement a pour objectif de maintenir les caractères du site, fleuron des moraines vosgiennes. Tous les travaux sont en principe soumis à autorisation préfectorale et ne sont permis que s’ils s’y intègrent convenablement,. C'est dans le même esprit que le département de l'École normale supérieure de Paris rappelle que c'est « avec raison, Jean Claude Flageollet plaide pour le développement de sites d’intérêt géomorphologique à l’image de ceux existant pour la faune et la flore. L’information est en effet la première des clés pour une appropriation réfléchie de ce patrimoine naturel, scientifique et culturel ».

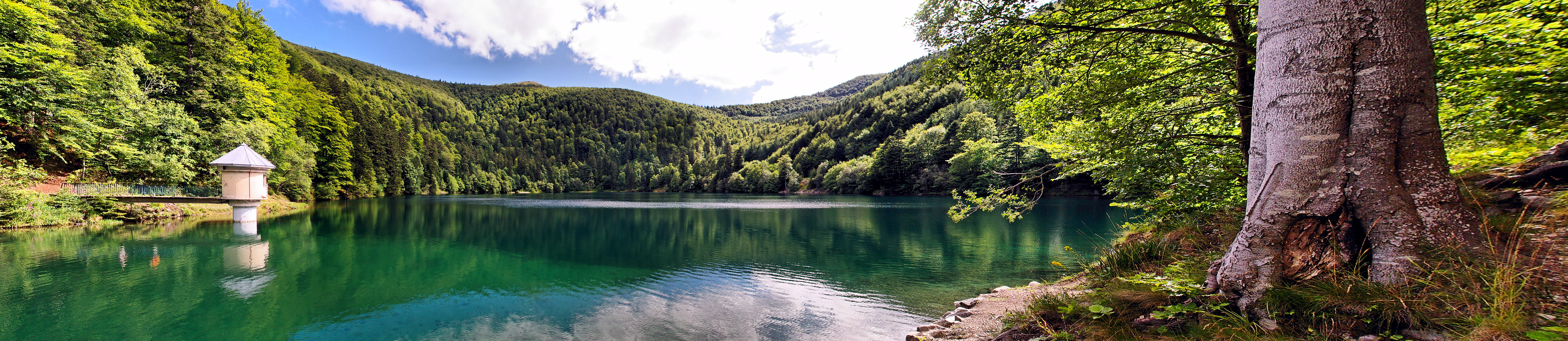
Lac du Ballon, sur le versant alsacien du Massif des Vosges, au pied du Grand Ballon dans un cirque de hautes montagnes.

Le massif vosgien recèle une diversité de cirques glaciaires renfermant de nombreux lacs et plans d’eau : Lacs, étangs, rivières, cascades… Alors que certains lacs ont conservé leur vocation millénaire de production piscicole d’autres ont été convertis pour les loisirs et aménagés afin de permettre la pratique de la baignade et autres loisirs nautiques. Les nombreux lacs sont en effet majoritairement artificiels à l’exception de quelques grands lacs comme Gérardmer, Longemer et Retournemer.
L’idée de créer des retenues d’eau dans les cirques glaciaires, et la surélévation des digues naturelles dans le but d’accumuler des réserves d’eau n’est donc pas récente comme on peut le constater avec les barrages réalisés dans la vallée glaciaire de la Wormsa (site classé) : lacs du  Fischboedle, du Schiessrothried et de l'Altenweiher, sur la commune de Metzeral dans le parc naturel régional des ballons des Vosges. Le lac du Ballon, aménagé sous Vauban en 1669, afin de permettre l’alimentation en eau du canal de Neuf-Brisach en est un autre témoignage historique... Tous ces travaux ont finalement permis de réguler l’écoulement des eaux au cours de l’année, pour les activités humaines des vallées.
Ces derniers sont moins étendus que les trois retenues utilitaires, le réservoir de Bouzey (vaste plan d'eau de 127 hectares servant de réservoir au canal de l'Est), le lac de Madine (plan d'eau artificiel de 1100 hectares, établi à cheval sur les départements de la Meuse et dans une moindre mesure de Meurthe-et-Moselle) et le lac de Pierre-Percée (avec ses 304 hectares de superficie et ses 32 kilomètres de pourtour, appelé également lac du Vieux Pré).
Le lac du Bourget (parfois appelé localement « lac d'Aix » et plus rarement « lac Gris »), situé dans le massif du Jura, est aussi un lac post-glaciaire. Il s'est formé à l'issue de la dernière Glaciation de Würm, il y a environ 19 000 ans, par le retrait du grand glacier alpin du quaternaire. C'est le plus grand lac naturel d'origine glaciaire de France (à l'exception du Lac Léman, situé en partie en Suisse).

### Les objectifs du projet et les principes d'aménagement
Trois objectifs essentiels justifiaient le projet aux yeux des élus et services de l'État :
- L'objectif social qui doit être la satisfaction des besoins du tourisme social par un programme d'équipements "adaptés",
- L'objectif économique qui doit être la rénovation rurale par le tourisme offrant la possibilité à la population résidente de se reconvertir dans de nouveaux emplois liés aux équipements de sports, de loisirs et de tourisme[217],
- Un objectif plus général et non moins important qui est la promotion et en même temps "la promotion de l'espace rural".

Les principes d'aménagement étaient les suivants :
- sur la rive droite : les sports en plein air, sur terre et sur eau, dans une zone appelée "Parc nautique"[219].
- sur la rive gauche : (en continuité de l'agglomération existante) la station à caractère urbain[220].

L’idée de ce projet a été esquissée dès 1963 dans un rapport technique présenté par André Gravier, ingénieur conseil, et Antoine Dinkel alors maire de Saint-Étienne-lès-Remiremont. L’Association départementale du tourisme des Vosges a fait effectuer, sur mandat des trois communes de Remiremont, Saint-Nabord et Saint-Étienne-lès-Remiremont et du Conseil général des Vosges, les premières études techniques. Les données hydrogéologiques ont été analysées depuis 1961 et le sont encore aujourd'hui.
Extraits de l’étude réalisée par la Société Agora Lorraine (réalisée en 1971 à la demande de l'Association Départementale du Tourisme puis, en 1979, sur mission de la Direction Départementale de l’Équipement des Vosges) :
- L’emprise foncière nécessaire aux surfaces mises en eau et aux espaces à aménager autour du lac a été estimée à 480 hectares et la surface boisée (dont la plus grande partie est propriété communale) à 190 hectares, soit une surface totale d'aménagement de 480 880 hectares (y compris la surface du lac),
- Le niveau du lac devait se situer à la cote 379 NGF,
- La longueur du lac est évaluée à 3 300 mètres,
- Sa largeur devait varier entre 200 m et 750 mètres maximum,
- la surface du lac serait de 170 hectares,
- La longueur des berges serait de 9 000 mètres,
- le débit de la Moselle a été évalué en saison chaude à (moyenne des minimums) 12,9 m3/s et, en saison froide, (moyenne des maximums) à 32,3 m3/s,
- Le barrage de la Moselle prévu, de type "barrage à volets mobiles avec possibilité de passage d'une voie routière", est de 62 mètres de longueur et 20 mètres de largeur. La hauteur de retenue d’eau de 9 mètres. Le volume de retenue d'eau est de 4,5 millions de m3. L’éventualité de la création d’un barrage hydroélectrique répond plus encore aujourd’hui à des besoins de développement durable.

Quels étaient les équipements prévus :
- le centre de station et le parc nautique (terrains de sports ; centre équestre ; voile ; canotage ; plage ; camping~caravaning ; voile ; etc[224].
- les équipements d’hébergement (résidences secondaires ; hôtels[225] ; studios ; meublés ; village de vacances familiales ; colonies de vacances ; camp de tourisme ; camping-caravaning ; etc.), sur une surface totale d'aménagement de 880 hectares[226].
- L’initiative de créer des structures intercommunales pour la réfection des cours des rivières constitue en quelque sorte une opération de préfiguration[227].
- Avant même d'être en eau le lac de Remiremont sensibilisait les sociétés sportives aquatiques (à l'image du Spirro-club, des véliplanchistes, du club nautique ou encore des pêcheurs à la ligne) dès 1989[228]. Ce qui confortait, aux yeux des élus, la nécessité d'aboutir rapidement à une entente juridique pour que puisse être envisagée rapidement la future gestion du plan d'eau, et une bonne utilisation pour les associations existantes ou à créer.

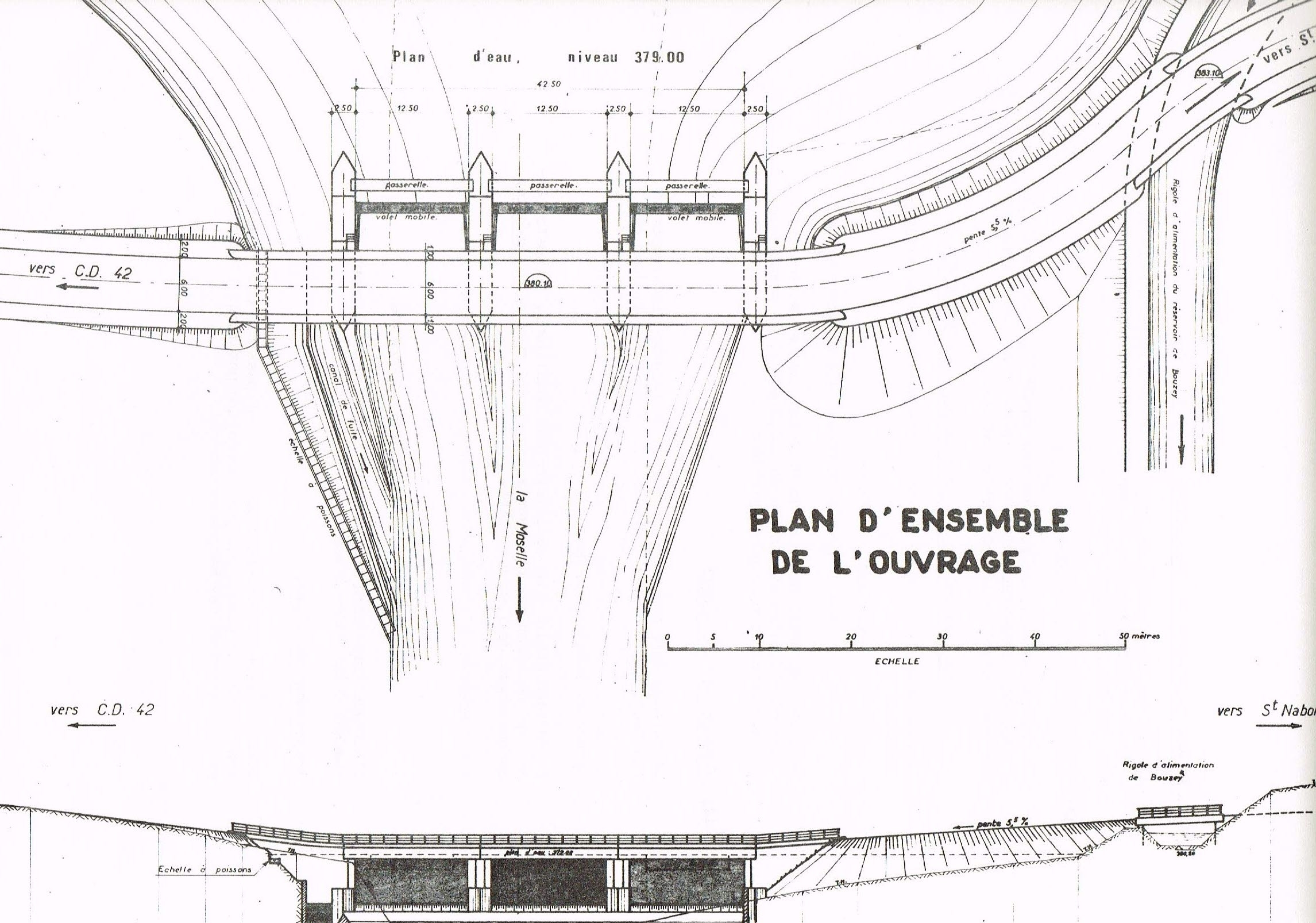
Plan d'ensemble du barrage
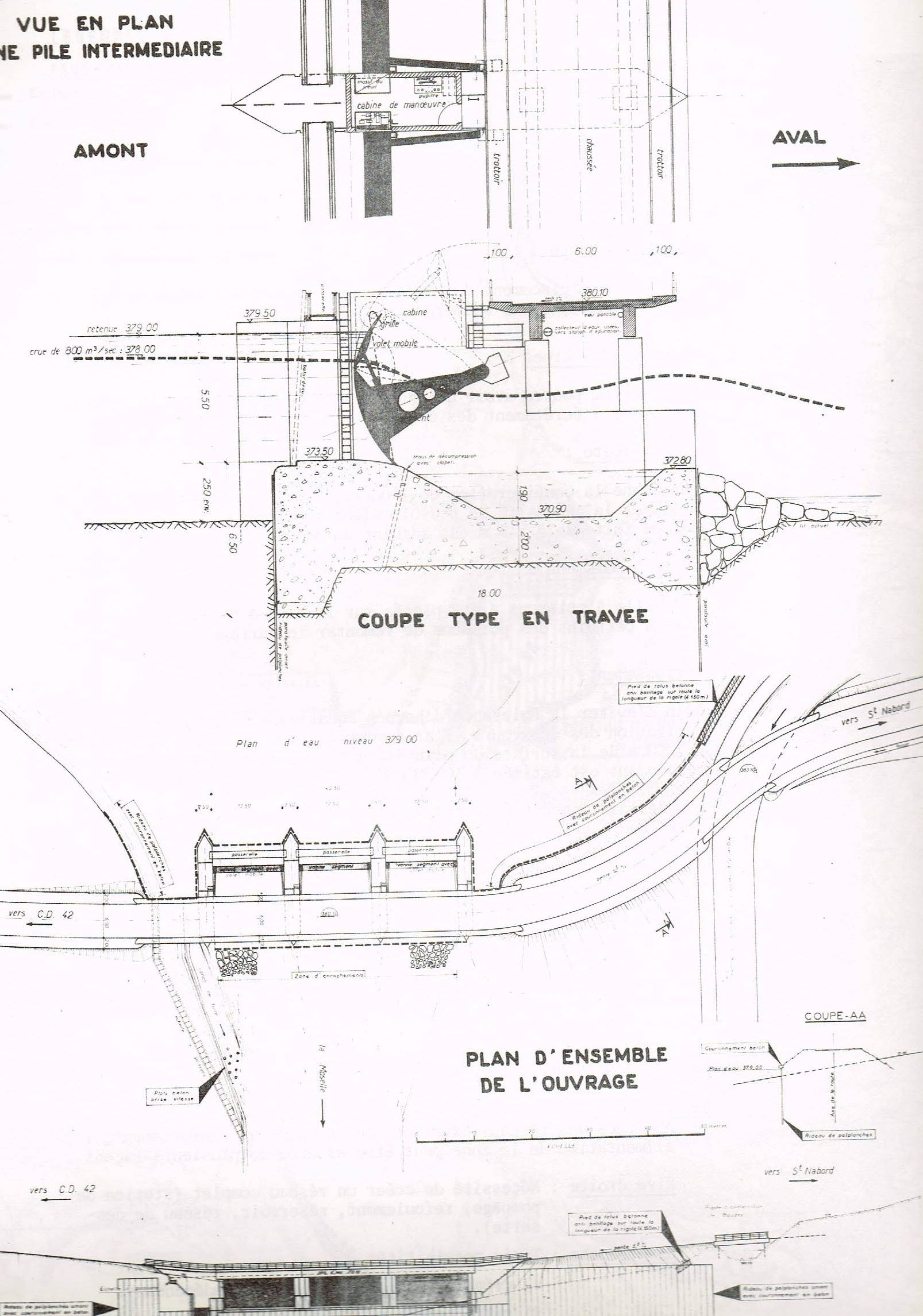
Détail du projet de barrage à Noirgueux
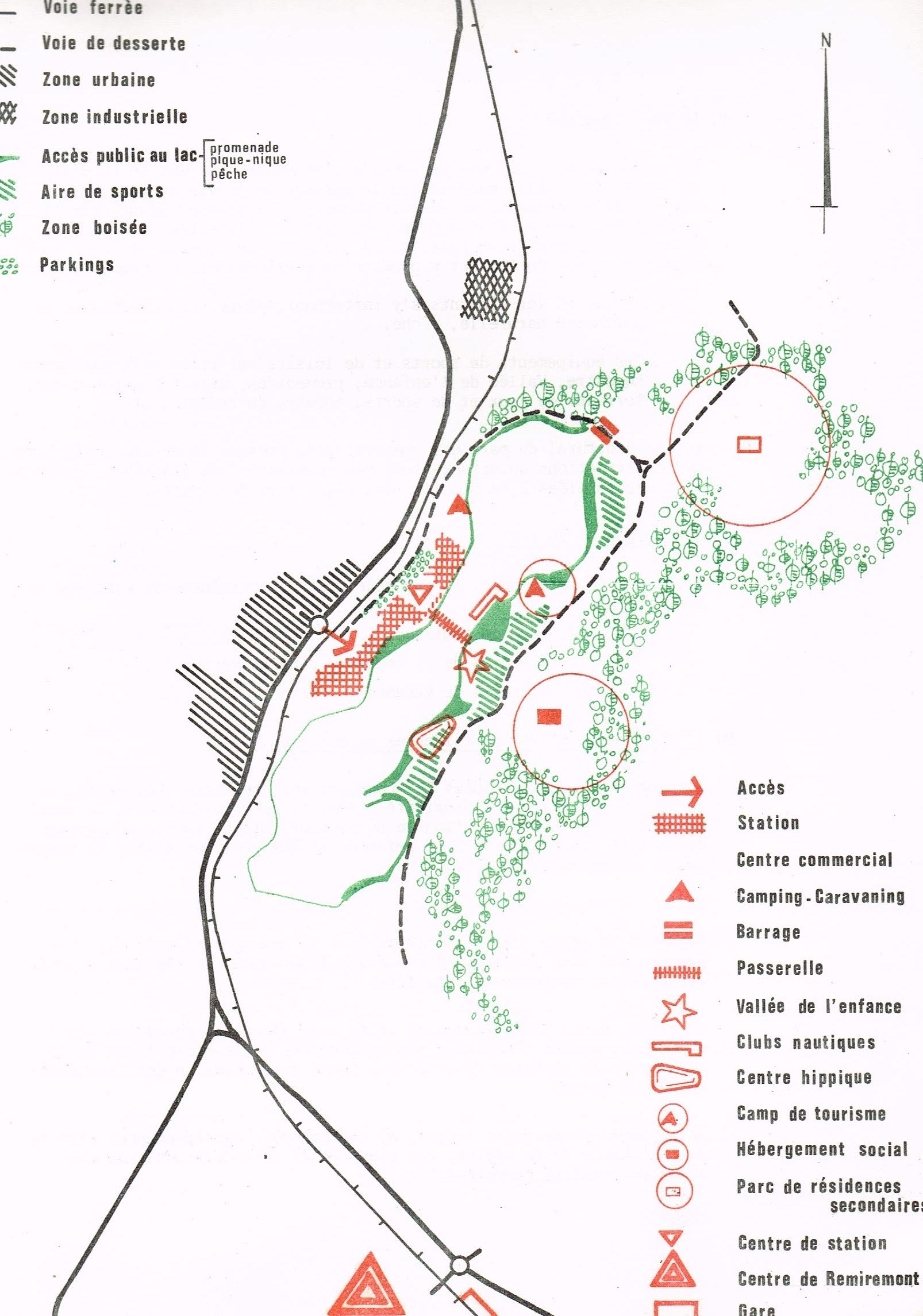
Les principes d’organisation du site
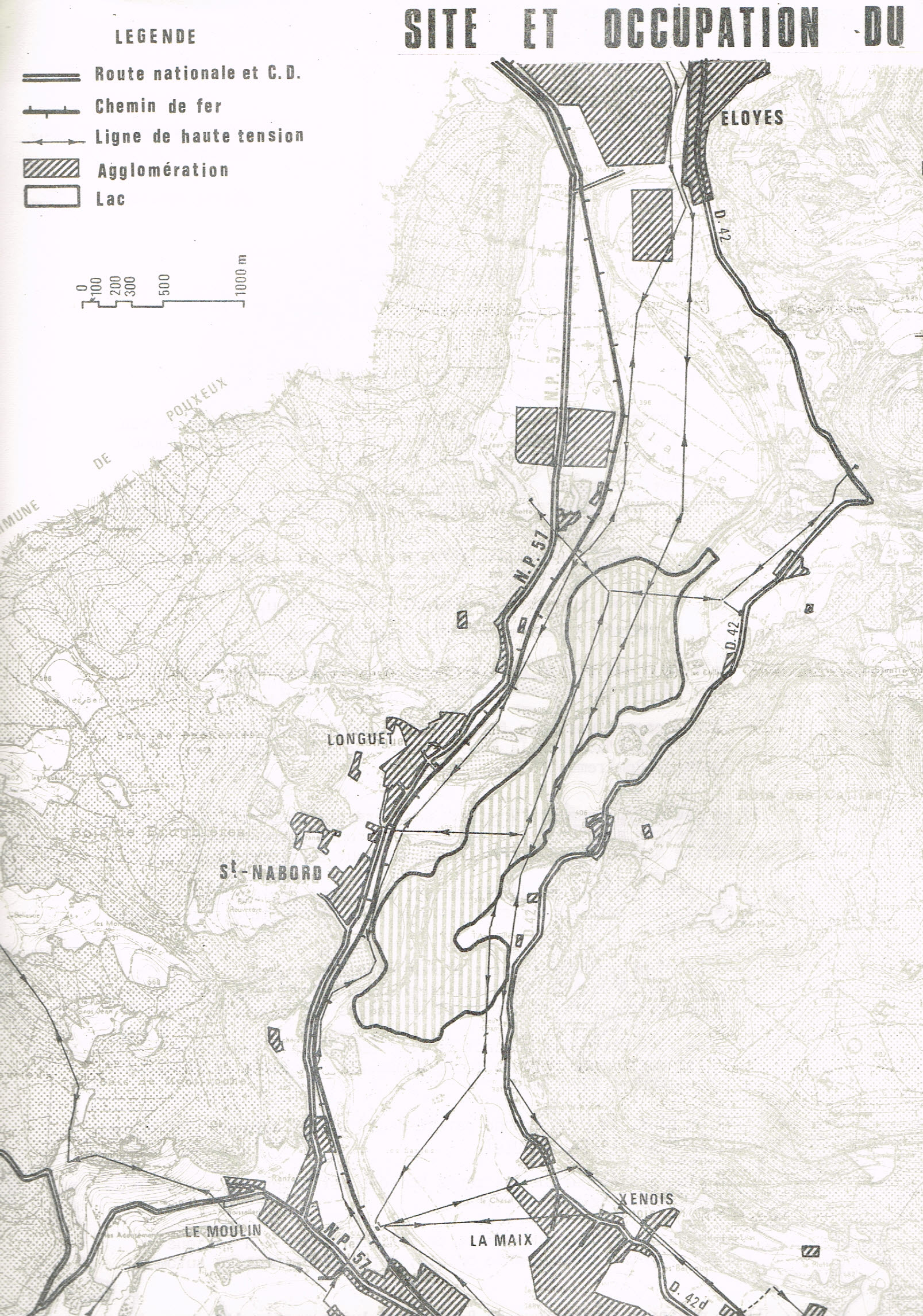
Site et occupation du sol
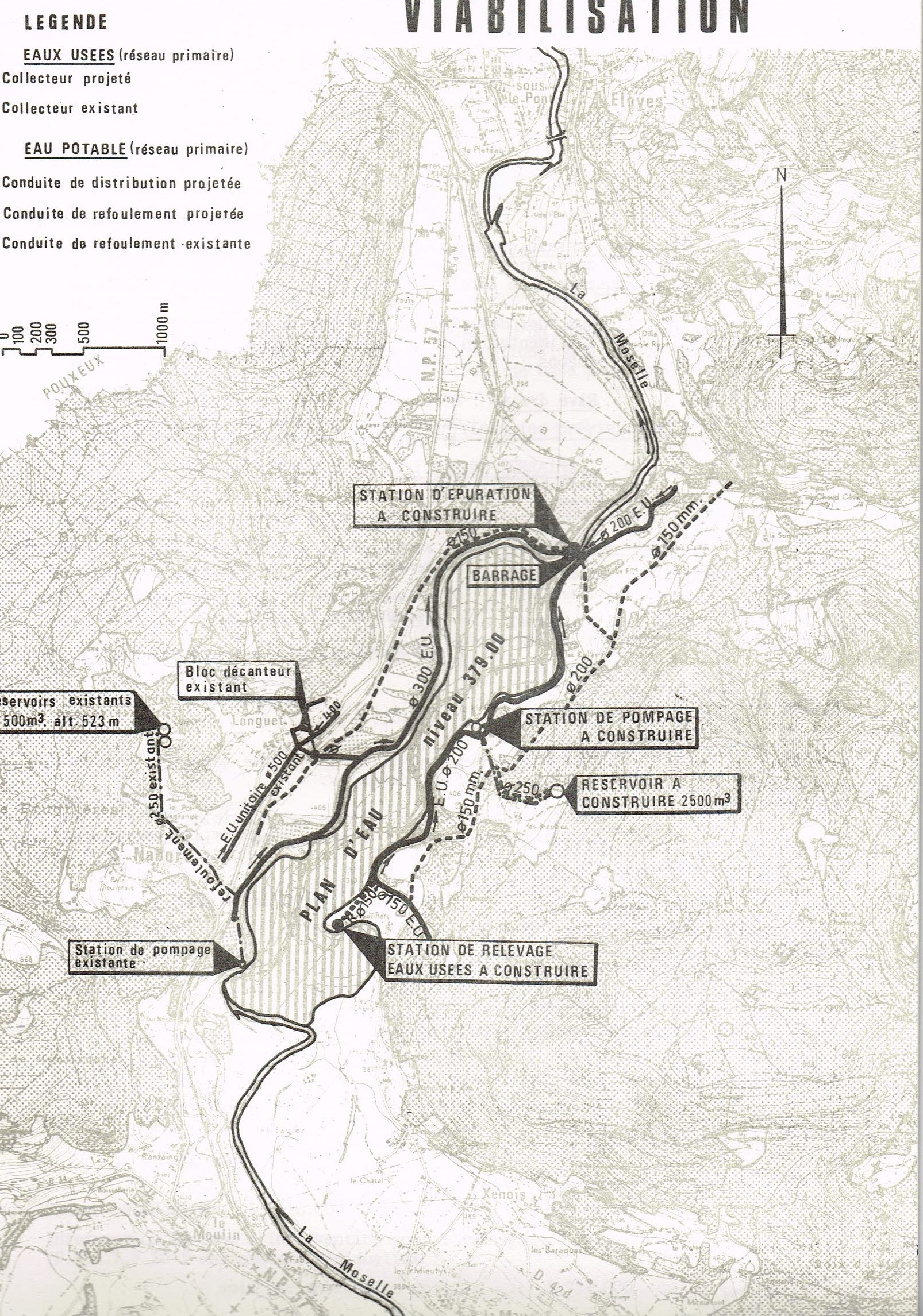
Viabilisation : Les équipements

Comment devait être géré ce projet ?
- L’Association Départementale du Tourisme préconisait la création d’un Syndicat Mixte comme maître d’ouvrage, auquel serait adjointe une Société d’Économie Mixte comme maître d’ouvrage délégué. L’aménagement de la zone étant réalisable dans le cadre dune ZAC ou à défaut, dès la réalisation après modification des PLU d’opérations s’inscrivant dans un plan d’aménagement d’ensemble.

Aujourd'hui, on pourrait évoquer la possibilité de création d'un "établissement public de coopération intercommunale" (EPCI) et la mise au point d'un "plan local d'urbanisme intercommunal" ?
Ces études avaient démontré la fiabilité du projet et ses retombées économiques et touristiques incontestables. 1971 est la date à laquelle les études de faisabilité pour la réalisation du parc nautique sur le site du plan d’eau de Noirgueux ont été achevées. Mais les contraintes fixées, à juste titre, pour le traitement des évacuations d’eaux usées dans la Moselle ont soulevé le problème du déversement des produits chimiques des usines en amont.
À la place, une société de terrassement exploita le terrain pour extraire du matériel afin de l'utiliser pour la construction de la Route nationale 57.

### Les conclusions de l’Agence financière de bassin Rhin-Meuse sur le projet de plan d'eau
Les conclusions de l’Agence financière de bassin Rhin-Meuse, Division « Besoins-Ressources » étaient particulièrement positives :
« Le projet de plan d’eau de Remiremont se présente donc sous les meilleurs auspices :
- sur le plan technique, l’étroitesse et la faible hauteur du site à barrer, alliées à la qualité correcte des matériaux des appuis et à l’alimentation largement excédentaire, sont très favorables ;
- sur le plan fonctionnel, les dimensions ambitieuses, la côte contournée, alternativement rocheuse et sableuse, l’eau claire et peu polluée en font un aménagement de haut niveau ;
- sur le plan esthétique, le pittoresque du site en sera encore valorisé ;
- sur le plan financier, enfin, on constate que le coût du projet reste fort raisonnable (…) ».
- Rappelons à nouveau qu’il convient de ne pas négliger l’éventualité de l’utilisation de la chute ainsi créée pour fabriquer de l’électricité, ce qui pourrait intéresser un industriel (le coût d’une usine a été estimé à 1 200 000 Frs » en janvier 1971, soit réajustés au 1er trimestre 2014 à 1 300 000 € environ.

### Bilan financier prévisionnel selon l'étude préliminaire
Compte tenu des recettes et subventions prévisionnelles, rappelées ci-après, la charge résiduelle totale des acquisitions de terrains, et travaux d'infrastructures et superstructures était évaluée, en janvier 1971, par l'Association départementale du tourisme des Vosges, réajustés au 1er trimestre 2014 à 8 700 812 € (comprenant l’ouvrage de retenue, l’aménagement du plan d’eau et l'achat des terrains, la voirie, l’assainissement, l’alimentation en eau potable).
Le rapport concluait que, "sous réserve d'une étude détaillée de bilan à faire dans le cadre de la procédure juridique et administrative retenue, ce premier bilan sommaire permet de constater que le projet est réalisable".
Si pour le financement du projet, toutes les aides déduites, il restait à charge 8 millions d’euros, la communauté de communes de la Porte des Vosges comptant 23 000 habitants, la dépense serait de l’ordre de 250 euros par habitant.

### Mise en œuvre d'un programme prioritaire d'interventions pluriannuelles pour la préservation ou la restauration des continuités écologiques des différents cours d'eau
Les propriétaires ou gestionnaires des ouvrages étaient susceptibles de bénéficier des aides de l' agence de l'eau dans le cadre du 10e programme 2013-2018. Celui-ci fixe les priorités et les moyens d'action et s'inscrit à la fois dans la mise en œuvre de la politique publique nationale de l'eau et la stratégie définie au niveau du bassin : directive cadre sur l'eau et mise en œuvre des objectifs des schémas directeurs d'aménagement et de gestion des eaux, directive inondation, loi sur l'eau et les milieux aquatiques, lois Grenelle...
L'agence de l'eau a annoncé qu'elle consacrera 150 millions d'euros par an pour soutenir les actions nécessaires à l'atteinte du bon état des milieux aquatiques et la protection des ressources en eau.

#### La production d'énergies renouvelables
En France, au 31 décembre 2017, sur un total de capacités installées d’environ 130 GW (130 761 Gigawatt), les installations nucléaires en représentent environ la moitié  (48,3 %, soit Puissance de 63 130 MW), suivies du thermique à combustible fossile (14,5 %, dont charbon 2,3 %, 2 997 MW; fioul 3,1 %, 4 098 MW; gaz 9,1 %, 11 851 MW); hydraulique (19,5 %, 25 517 MW), et enfin des autres énergies renouvelables (11 %) telles que l’éolien (10,4 %, 13 559 MW), le solaire (5,9 %, 7 660 MW) et la bioénergies (1,5 %, 1 949 MW). La production d’électricité française repose donc pour près de 90 % sur les moyens de production nucléaires et hydrauliques, technologies présentant l’avantage, comme pour les autres sources d’énergies renouvelables, de ne pas émettre de gaz à effet de serre.
Concernant la production hydro-électrique du site de Noirgueux, selon André Gravier, il existe deux solutions possibles :
- Usine sur barrage avec une retenue en dessous de la cote 380, qui aurait une production annuelle de 10 000 000 kWh.

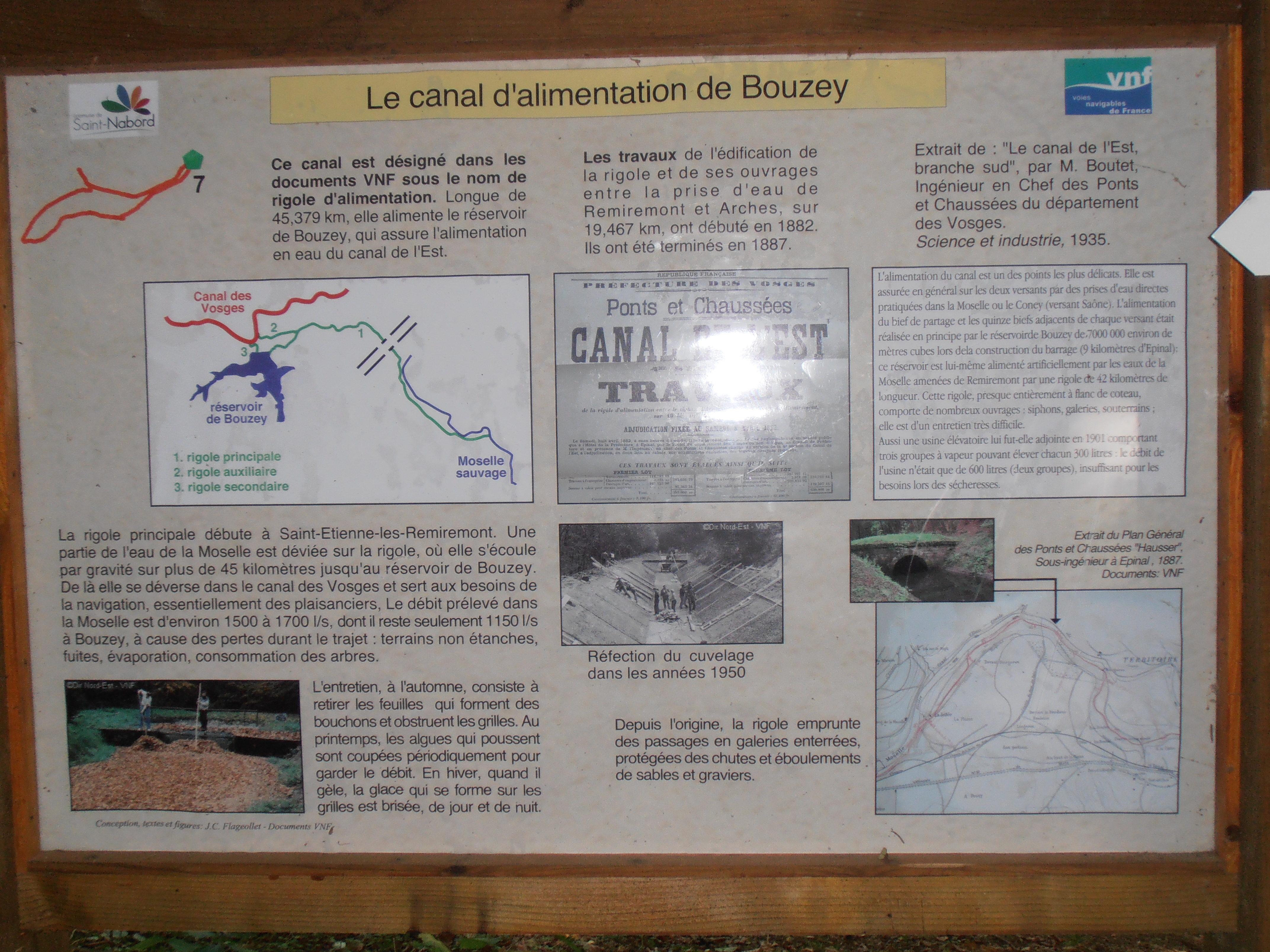
Canal d'alimentation du Réservoir de Bouzey

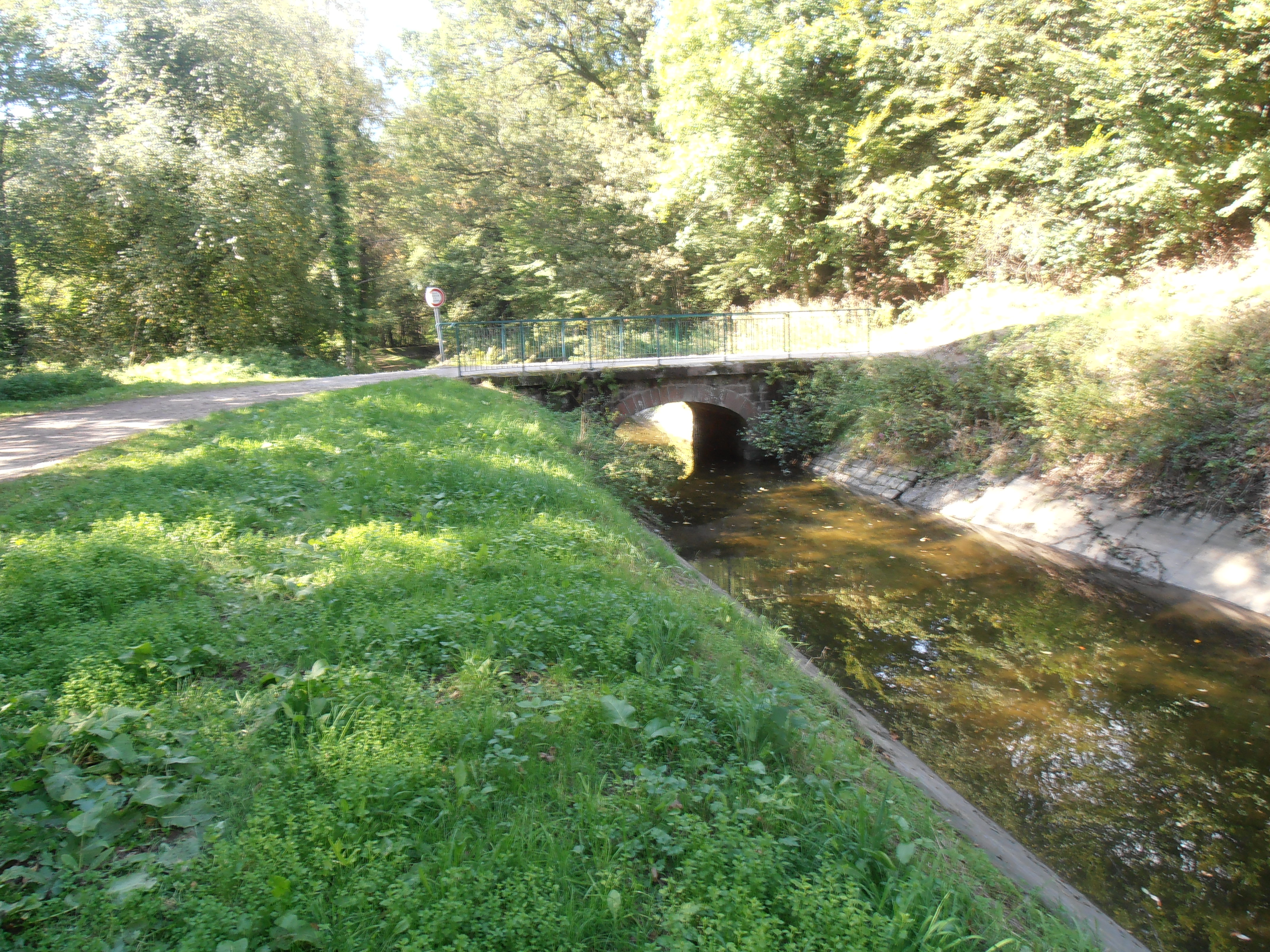
Rigole d'alimentation du réservoir

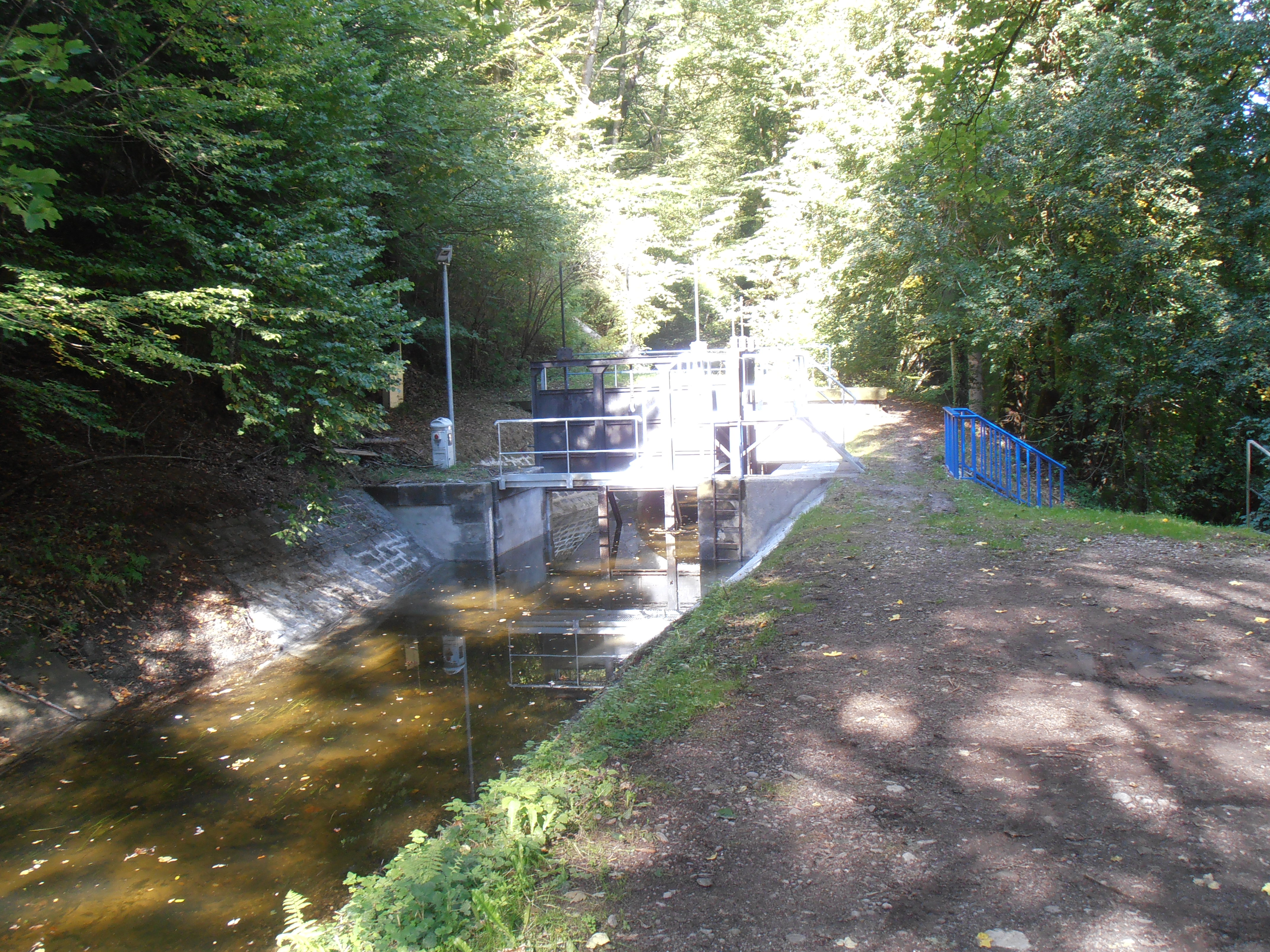
Écluse sur le canal de Bouzey, sur le sentier pédagogique de la moraine de Noirgueux

- - Dans ce cas la cote de la retenue pourrait être fixée en dessous de 380, la rigole d'alimentation du réservoir de Bouzey ne subirait aucune modification et la dépense moyenne par kWh produit serait réduite au minimum.
- Usine avec canal d’amenée jusqu’à Pouxeux, avec une retenue à la cote 380, pour utiliser une chute beaucoup plus importante qui produirait en moyenne 23 500 000 kWh.
  - Pour envisager ce cas, il faut absolument une retenue à 380 pour que le canal d'amenée à l'usine de Pouxeux puisse alimenter directement la rigole d'alimentation du réservoir de Bouzey à son entrée à Pouxeux, car il faudrait pouvoir disposer de l'emprise de la rigole pour construire ce canal d'alimentation. La chute brute entre la cote 380 et la prise d'eau de l'usine hydro-électrique moderne du Saut du Broc serait de 25 mètres. Malgré un prix de revient au kWh plus élevé, à cause du canal d'amenée, l'installation resterait rentable et surtout sa production nette serait supérieure de 11 800 000 kWh. La rigole d'alimentation du Bouzey serait dans cette éventualité réduite de 14 kilomètres sur 42, d'où économie d'entretien et utilisation de l'emprise du canal à l'amont du barrage pour la route du bord du lac rive gauche.

Les travaux d'édification de la rigole de Bouzey et de ses ouvrages entre la prise d'eau de Remiremont et Arches, sur 19 467 km, ont débuté en 1882 et ont été terminés en 1887. La rigole principale débute à Saint-Étienne-lès-Remiremont. Une partie de l'eau de la Moselle est déviée sur la rigole, où elle s'écoule par gravité sur plus de 45 kilomètres jusqu'au réservoir de Bouzey. De là elle se déverse dans le canal des Vosges et sert aux besoins de la navigation, essentiellement des plaisanciers.
Les possibilités offertes par ce projet de barrage apparaissaient d’autant plus intéressantes que, selon les conclusions du « Schéma régional climat- air-énergie », l’hydroélectricité, bien présente en Lorraine, ne dispose plus d’un potentiel de développement important.
En France, 15 % de l’énergie électrique produite en 2002 provenaient de l’hydroélectricité Au début du XXe siècle, la création d’une centrale hydroélectrique et d’un service public innovant procura l’électricité aux habitants de La Bresse. Perpétuant ce savoir-faire particulier, la Régie Municipale d’Électricité augmente progressivement ses capacités de production en construisant de nouvelles installations, ce chiffre atteint 19,5 % en 2017. Entre 2005 et 2008, la production d’énergie totale avait diminué en Lorraine de 13,06 Mtep (millions de tonnes équivalent pétrole (Mtep) à 12,80 Mtep alors que la part des énergies renouvelables a augmenté  de 17 % (0,38  à   0,45 Mtep). La contribution des énergies renouvelables dans la consommation d’énergie finale était quant à elle passée de 4,4 % à 5,4 %, encore loin de l’objectif national de 23 % à l’horizon 2020.
Sur le versant alsacien, des contributions ont été fournies au schéma des énergies renouvelables en Alsace pour la part relative à l'hydroélectricité. L'enjeu de l'étude est de concilier deux objectifs environnementaux ambitieux : • Augmenter la part d'énergies renouvelables, • Atteindre le bon état des eaux en 2015.
Comme rappelé en introduction, la diversification des activités en fond de vallées et les tunnels contribueront aussi à préserver les massifs vosgiens du risque de développement d'éoliennes, dans les sites naturels.
La crainte de certaines associations est effectivement de voir l'installation d'éoliennes... préparer le développement de la biomasse à grande échelle, impliquant des déboisements considérables. Seule une diversification des méthodes de production d'énergie renouvelable peut effectivement permettre de dégager des solutions alternatives... à la condition que leur mise en œuvre soit précédée d'études d'impacts réellement objectives associant aux réflexions des partenaires associatifs et l'Office National des Forêts (ONF) compétents dans ces domaines.

### Les atouts mis en avant et les perspectives de ce projet
Le contexte économique est propice à ces réalisations capitales pour l’avenir des vallées en raison du nouveau "schéma départemental de développement touristique" des Vosges,, des "projets touristiques et économiques structurants" de la Région Lorraine, et d'autre part avec une "stratégie globale d'aménagement et de développement durable" encouragée par le Conseil régional de Lorraine et des politiques européennes, notamment grâce à la position de la Lorraine au sein du GECT Grande Région (territoire trans-régional constitué du Luxembourg (pays), de la Sarre, de la Wallonie, de la Rhénanie-Palatinat et de la communauté germanophone de Belgique).
Le plan d’investissements d’avenir sur 10 ans, doté d’une enveloppe de 12 milliards d’euros, selon l’annonce du Premier ministre, le 9 juillet 2013, constitue également une réelle opportunité pour le développement des infrastructures et la transition énergétique des communes des vallées vosgiennes.
Un "Conseil de développement du pays de Remiremont et de ses vallées" a été constitué. Il permettra d'assurer la cohérence des réflexions et propositions en veillant à ce que ce projet soit intégré :
- dans les plans locaux d’urbanisme (PLU) des communes concernées, PLU qui ont pour ambition de simplifier, clarifier et alléger les structures locales et l’organisation intercommunale. Les dispositions initiales dans le plan d'occupation des sols de chacune des communes concernées indiquaient aux règlements applicables à la zone IIINA (Caractère de la zone Na) " Zone naturelle non équipée, destinée à une urbanisation ultérieure dans le cadre de l'aménagement d'un plan d'eau et des équipements sportifs, touristiques et en général de loisirs qui y sont liés. L'aménagement de la zone IIINA sera possible dans le cadre d'une ZAC ou, à défaut, dès la réalisation après modification du POS d'opérations s'inscrivant dans un plan d'aménagement d'ensemble "[274],
- dans le Schéma de cohérence territoriale (SCOT) en cours de définition[275],[276], même si pour l'heure, il s'agit d'abord de définir la méthodologie et le choix du périmètre précis à l’échelle duquel ce SCOT devra être élaboré[277]. Dans le cadre des réflexions sur le futur périmètre du schéma de cohérence territorial (SCOT), les élus du Pays de Remiremont et ses vallées se sont prononcés favorablement au rattachement du secteur intercommunal de Gérardmer (Communauté de communes des Lacs et des Hauts Rupts dans le contour du Pays. La fusion de la « Communauté de communes des Ballons des Hautes Vosges et de la Source de la Moselle et de la « Communauté de communes des Mynes et Hautes-Vosges du sud » est par ailleurs effective depuis le 1er janvier 2013[278].
- dans le "Pôle d'équilibre territorial et rural" (PETR)[279]. La Loi du 27 janvier 2014 prévoit en effet la possibilité pour le syndicat mixte du Pays d'évoluer en un Pôle d'Équilibre Territorial et Rural (PETR), syndicat mixte de nature particulière[280],[281].

### Raisons des échecs précédents et la situation actuelle
Finalement, comme rappelé en introduction, ce projet et les débats qu'il provoque a mis les divers acteurs en face de leurs responsabilités pour définir des principes de mise en commun de "programmes de société et de préservation" pour les prochaines générations :
- agriculteurs,
- forestiers,
- partisans d'une diversification des activités en fond de vallées et de création de tunnels qui contribuent aussi à préserver les massifs vosgiens,
- industriels qui font preuve d'inventivité pour proposer d'autres alternatives et une diversification des moyens de production d'énergies renouvelables,
  - L'énergie solaire photovoltaïque,
  - La construction et la modernisation des barrages hydroélectriques (comment améliorer la rentabilité des barrages existants),
  - Routes et parkings solaire et panneaux photovoltaïques : une action commune est-elle possible ?
  - La ville allemande de Karlsruhe teste une route qui recharge les véhicules électriques grâce à l’induction dynamique[282],
    - Une solution béton pour stocker l'énergie solaire à faible coût[283],
    - Des routes ou parkings solaires qui peuvent remplacer le bitume[284],
    - Eurovia et sa "route radiateur" Power Road[285],

  - Transformer du CO2 en pétrole[286],
  - la biomasse en évaluant objectivement les avantages et les risques pour la préservation des espaces forestiers[264] qui pourraient impliquer des déboisements préoccupants,
  - Les éoliennes et les confrontations actuelles avec ceux qui estiment nécessaire de privilégier les ressources fiscales, quitte à accepter la multiplication d'éoliennes[287],[288]  dans les sites naturels.

Les techniques de production d'énergie renouvelable ne cessent donc de se développer.
Ceux qui ont connu et contribué à l'élaboration de ce projet de lac et à ses débats, depuis plus de 50 ans, ont voulu témoigner de leur vivant des difficultés des choix lorsqu'il s'agit de bien apprécier tous les types de projets innovants, pour le développement écologique du tourisme vert dans les sites naturels.
À l'origine le débat se limitait à des enjeux entre "production d'énergie et activité touristique" et la "protection des espaces agricoles". Désormais les enjeux se sont considérablement élargis en posant de véritables questions de conception de "projets de société" prenant en compte les progrès technologiques récents.
Seule une diversification des méthodes de production d'énergie renouvelable peut effectivement permettre de dégager des solutions alternatives à tous les enjeux auxquels nous aurons à faire face... à la condition que leur mise en œuvre soit précédée d'études d'impacts réellement objectives associant aux réflexions les experts et mouvements associatifs dans les divers domaines (sur les changements prévisibles du réchauffement climatique et les adaptations à anticiper pour les besoins en eau, l'évolution des activités des stations de sports d'hiver en raison de la réduction de la période d'enneigement, l'agroforesterie, la protection de la biodiversité, de la faune et la flore, le dépérissement et la perte de productivité des forêts par l'allongement des périodes de sécheresse et l'évolution des paysages qui en découle, les effets du Gaz à effet de serre...
Les agriculteurs ont exprimé, dès 1963, leur opposition au projet initial car ils craignaient une réduction des terres agricoles.
Le projet a pourtant été relancé à plusieurs reprises, mais sans succès alors même que la perte d'établissement agricoles dans la vallée de la Moselle aurait dû être compensée par des mesures en faveur des exploitants agricoles ayant assuré leur succession, grâce aux perspectives d'échanges des terrains inondables par les terrains agricoles délaissés.
Les articles de presse évoquant le projet de lac expriment chronologiquement l'évolution des points de vue :
- Bulletin de Remiremont, Ville d’art et ville moderne, p. 54. « M. Georges Anuszewicz (mandat 1963-1965) aurait aimé qu’un dossier, celui du lac de Noigueux, ne reste pas dans les tiroirs. Dommage, dit-il, je persiste à croire que cette opération aurait été fructueuse sur le plan touristique… mais après tout, ce dossier peut être exhumé un jour… »
- La Liberté de l'Est, 7 septembre 1973 : Parmi les solutions de déviation proposées, celle dite du "Centre", qui recueille une majorité (très large) d'avis favorable, Gérard Dinkel, ingénieur, rappelle qu'il faut toujours grouper les obstacles : routes, voies ferrées, cours d'eau, etc. sa caractéristique essentielle est la canalisation de la Moselle, du Pont de Prieur à la jonction de la Moselle-moselotte et en aval du pont le Prieur. Il a, à cet effet, esquissé un schéma étayant sa proposition.
- 4 septembre 1979 : Saint-Étienne-lès-Remiremont : la pétition, signée par quelque 70 à 80 habitants de Saint-Étienne, réclamant une nouvelle étude de l’aménagement du plan d’eau est arrivée sur le bureau du maire. Quel est le poids de cette pétition ? Il n’est nullement négligeable d’autant plus qu’on sait maintenant que certains agriculteurs ne sont plus hostiles à la vente de leurs terrains mais cela ne veut pas dire non plus que le projet est remis sur les rails.
- Plusieurs pétitions réclament une réouverture du dossier du plan d'eau et la reprise de l'étude du lac (L’Est républicain et La Liberté de l'Est).
- L’Est républicain, 1er février 1981, page cinq : Lac de Noirgueux : Saint-Étienne émet un avis défavorable sur le projet « tel qu’il est présenté ». M. Mangeol évoque le petit projet de lac « il y a 2 lacs possibles dans le rapport : un grand de 194 ha et un petit de 94 ha qui, présenté il y a deux ans à Saint-Nabord, n’avait pas rencontré d’opposition notable de la part des agriculteurs » (…) Précision du Maire de St-Étienne : Peut-être sera-t-il possible de l’envisager plus tard. Il nous faut cependant maintenir notre décision de réviser le POS. Mais pas dans la zone du lac. Je refuse, dans un sens ou dans l’autre d’hypothéquer l’avenir ».
- L'Est républicain jeudi 25 octobre 1990, p. 534, Jean Valroff L’acte de foi dans la tourmente. Le maire-conseiller régional a fait front à la fatalité du destin : « On pourrait même faire le lac de Noirgueux tombé l’eau il y a une quinzaine d’années noyé par la résistance des agriculteurs stéphanois : Je pense que serait dommage de ne pas le faire, dit aujourd’hui Jean Valroff ».
- Vosges Matin, 29 mars 2021 Le lac de Noirgueux aux 79 millions d'euros tombe à l'eau[289].

L'évolution rapide des techniques de production d'énergies renouvelables explique, au moins en partie, la prudence et les délais de décisions quant aux choix politiques qui engageront à l'avenir notre mode de vie mais aussi notre cadre de vie... ou la priorité données aux recettes fiscales.
Mais la principale difficulté, qui mobilise surtout les recherches et ouvre des perspectives de progrès technologiques exceptionnels... c'est le stockage de l'électricité produite.
Selon le Commissariat général au développement durable, les énergies renouvelables (ENR) se développent fortement depuis 2010 et cette progression va se poursuivre sous l'impulsion de la Programmation pluriannuelle de l'énergie (PPE) prise en application de la Loi relative à la transition énergétique pour la croissance verte (LTECV) : ces énergies représenteront entre 28 et 31 % de la production d'électricité à l'horizon 2023. 13 % sont déjà assurés par l'hydroélectricité dont le développement devrait être faible à l'avenir.
Le stockage de l'électricité est d'autant plus difficile et coûteux que sa durée est longue. Le mix Énergie renouvelable (EnR en abrégé) doit être choisi en cohérence avec la saisonnalité de la consommation qu'il est possible d'infléchir à long terme : l'isolation des bâtiments permet de moins consommer en hiver et la climatisation peut éviter des surproductions dues au PV en été. Dans un second temps, le système de stockage doit être optimisé en fonction de la durée des fluctuations de la demande et des EnR.
Les pays dont les pics de consommation ont lieu en hiver, comme la France, auront intérêt à privilégier une production éolienne. Celle-ci présente des fluctuations s'étalant sur plusieurs semaines pour lesquelles les batteries sont de peu d'utilité et pour lesquelles le stockage dans les réservoirs hydrauliques de grande taille (Station de Transfert d'Énergie par Pompage (STEP) pouvant stocker de 2 à 5 semaines de production éolienne) restera la solution la plus adaptée.

#### Quelles perspectives éventuelles pour ce projet par rapport au constat initial?
On sait que le réchauffement climatique global, confirmé à l’échelon régional sur la période 1899-2007 équivaut, pour le climat lorrain, à un glissement de 200  à   300 km vers le sud. Cela pourrait se traduire, selon les études des services de l'État, selon les conclusions rappelées ci-après, par une baisse de fréquentation des domaines skiables et une augmentation de la fréquentation des lieux de vacances en été. Ce qui renforce la nécessité de prise en compte des objectifs de diversification des sites d'activités « 4 saisons ».
La température mesurée a augmenté de 1,2 °C sur la période 1899-2007, ce qui équivaut pour le climat lorrain à un glissement de 200  à   300 km vers le sud. Il apparaît que l’évolution possible des températures moyennes en Lorraine serait de + 3,6 °C en 2080 (par rapport à la période 1971-2000), avec des contrastes saisonniers importants.
Au cours des 50 dernières années, les tendances climatiques observées pour la Lorraine ne peuvent plus être ignorées :  "diminution significative au printemps du nombre de jours de gel; augmentation significative l’été du nombre de journées supérieures à 25 °C et de nuits chaudes; augmentation significative l’hiver des jours chauds et des nuits chaudes; baisse chronique de l’enneigement au sol à toutes les altitudes dans le massif des Vosges; des canicules de l’été 2003 qui doivent être considérées comme un extrême météorologique, mais qui pourraient être utilisées pour imaginer un avenir plus ou moins proche et/ou plus ou moins probable. En Lorraine, cela pourrait se traduire par une baisse de fréquentation des domaines skiables (à la suite d'une diminution de l’enneigement) et une augmentation de la fréquentation des lieux de vacances (campings par exemple) en été",.
L'hydraulique est, effectivement, la deuxième source de production électrique derrière le nucléaire mais, comme le souligne le rapport des services de l'État, l’hydroélectricité, bien présente en Lorraine, ne dispose plus d’un potentiel de développement important. La production d'énergies renouvelables proposée par la création du barrage de Noirgueux, qui n'avait évidemment rien à voir avec l'alimentation d'une centrale nucléaire, reste aux yeux de ceux qui y croient encore, une opportunité préférable au développement des éoliennes sur les sommets vosgiens.
La diversification des activités en fond de vallées et les tunnels contribueront aussi à préserver les massifs vosgiens du risque de multiplication des éoliennes dans les sites naturels.
C’est la raison pour laquelle, dans le cadre des travaux relatifs au Schéma régional climat air énergie, le législateur encourage une diversification des différents types d'actions de production d'énergies renouvelables en définissant des secteurs à fort potentiel hydroélectrique, appelés secteurs stratégiques, dans lesquels le développement de l’hydroélectricité est encouragé sous réserve de faire émerger à échéance 2020 des projets optimisant ce potentiel en termes de productible, tout en limitant les tronçons de cours d’eau impactés.
Dans les secteurs de l'hydraulique, l’optimisation de la mobilisation du potentiel conduit à privilégier les projets qui relèvent du régime de concession pour les installations d'une puissance installée de plus de 4,5 MW.
En juin 2018 une pré-étude de classement du site du Saint-Mont a fourni une vue très détaillée des enjeux paysagers et patrimoniaux de l'ensemble des massifs... ce qui semble écarter les risques d'installations d'éoliennes ?.
Le projet, qui a fait l’objet de débats depuis 1963, a alors été classé sans suite en mars 2021.

#### Les préconisations des auteurs du projet, non suivies d'effet
Concrètement, trois priorités émergeaient des projets et se révélaient indissociables :
- La préservation ou la restauration de la continuité écologique des cours d'eau en amont. Ces actions permettant, par la même occasion de pallier le manque d'entretien des installations abandonnées, parfois depuis le milieu du XIXe siècle. Car, à cette époque, presque chaque cours d’eau de la montagne vosgienne produisait de l’énergie par l’intermédiaire de roues à eau. Cette technique fut progressivement abandonnée avec l’industrialisation. Or les fermetures d'usine et d'abandon des diverses activités artisanales condamnent les installations existantes (canaux, déversoir, barrage, seuil (barrage)....) du fait du manque d'entretien des ouvrages d'alimentation en eau existants.
- La production d'énergie renouvelable ;
- Le désenclavement du massif avec le percement d'un tunnel favorisant le désenclavement, autre projet jusqu'à ce jour classé sans suite[300],[301],[302], et le développement touristique et économique des communes du massif vosgien vosgiennes.

### Les mesures législatives intervenues pour encourager les actions de développement et de protection de la montagne
- La loi no 85-30 du 9 janvier 1985 dite « Loi montagne », constitue le cadre législatif spécifiquement destiné aux communes situées dans un « territoire de Montagne ». Le massif des Vosges constitue une zone de massif bénéficiant de ces dispositions[303].
- À l'article L.145-3 du Code de l'urbanisme (Livre I), les règles générales d'aménagement et d'urbanisme prévoient justement des dispositions particulières en faveur des zones de montagne, y compris notamment la création d'unité touristique nouvelle[304].

### Le développement du tourisme

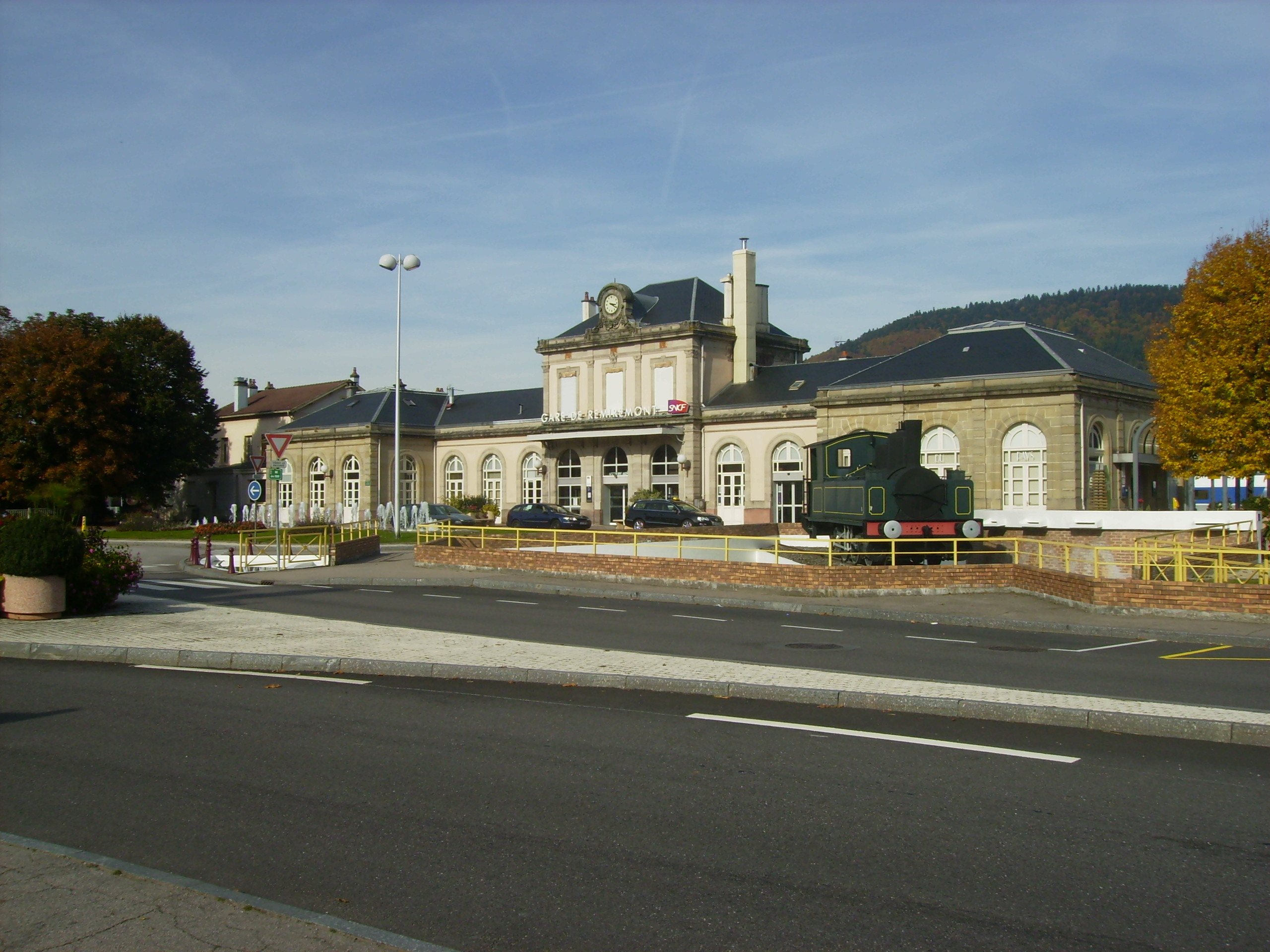
Remiremont accueille le TGV

Le projet de lac n'a certes pas abouti mais il a, depuis les années 1960, contribué à accélérer divers investissements allant dans le sens d'un développement économique basé essentiellement sur le tourisme.
Que s’est-il en effet passé depuis janvier 1971 ? (date d'achèvement des études de faisabilité pour la réalisation du parc nautique sur le site du plan d’eau de Noirgueux):
- Les voies rapides d’accès ont été réalisées[306] de Nancy / Épinal à Remiremont (le tracé a scrupuleusement respecté les perspectives de projet de lac tout en « canalisant » la face Nord de celui-ci, et d’autres voies sont en cours (vers la Bresse, Bâle-Mulhouse et la Franche-Comté).

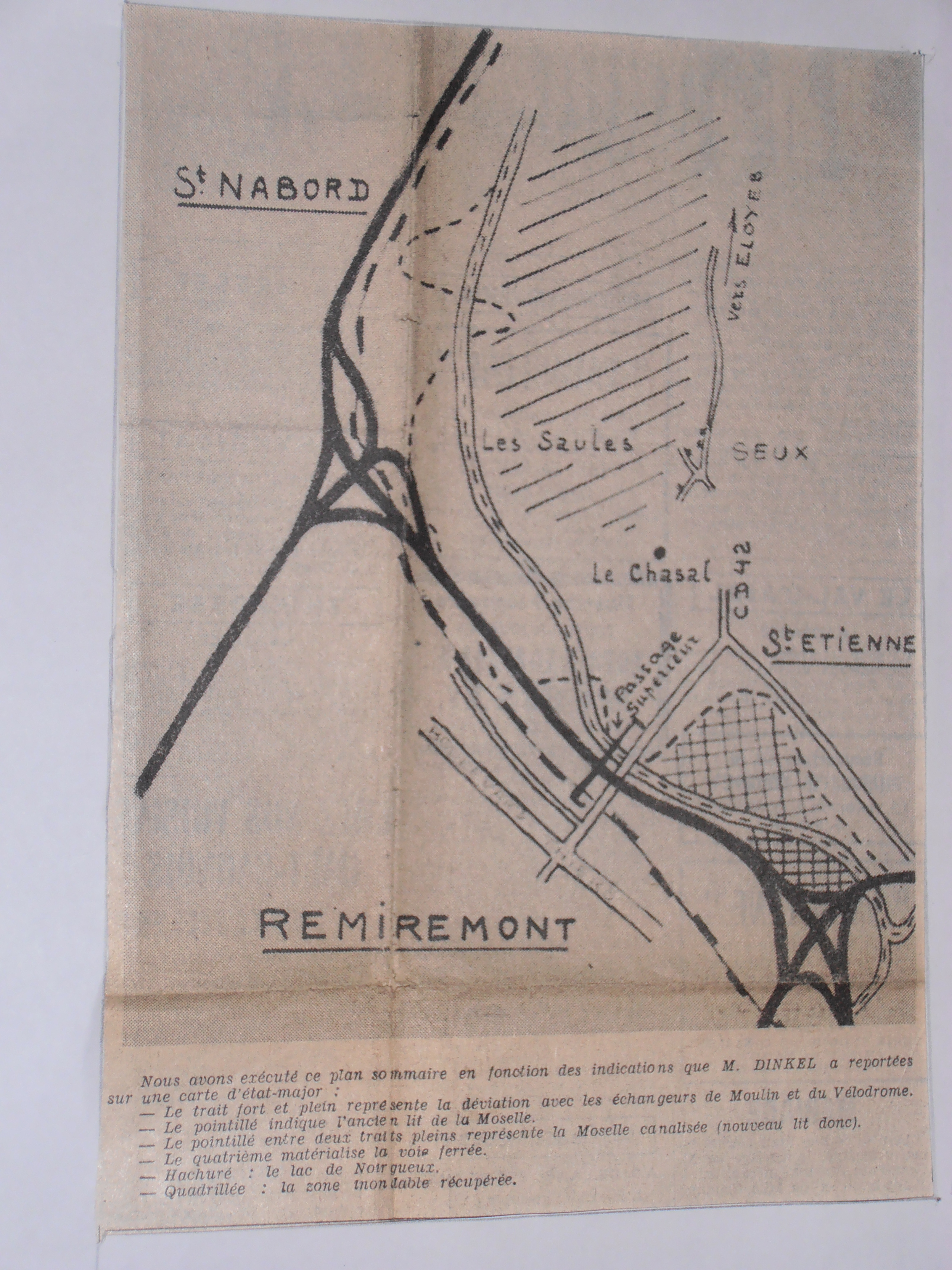
Plan sommaire exécuté par le quotidien « La Liberté de l'Est », sur les indications de Gérard Dinkel, ingénieur.

La réalisation intelligente de la voie express a également canalisé la Moselle en réduisant les zones inondables, ce qui a permis par la même occasion de restituer des terrains à vocation industrielle.
Après le TGV qui desservait la gare de Remiremont, la LGV Est européenne, (Ligne à Grande Vitesse), est devenue une réalité. Ce qui réduit les durées de trajets à 2 h 45 Remiremont / Paris, en assurant ainsi un réel désenclavement des vallées,
- Le tunnel routier de Sainte-Marie-aux-Mines a été mis aux normes européennes... en attendant la percée des Vosges attendue depuis 1909...
- Le Canal de l'Est qui, avec ses 394 km en deux parties, était le plus long de France, est - semble-t-il - bien entretenu. Dans un but de promotion touristique, les tronçons ont été renommés respectivement "Canal des Vosges" et "Canal de la Meuse"[309],[310],[311].

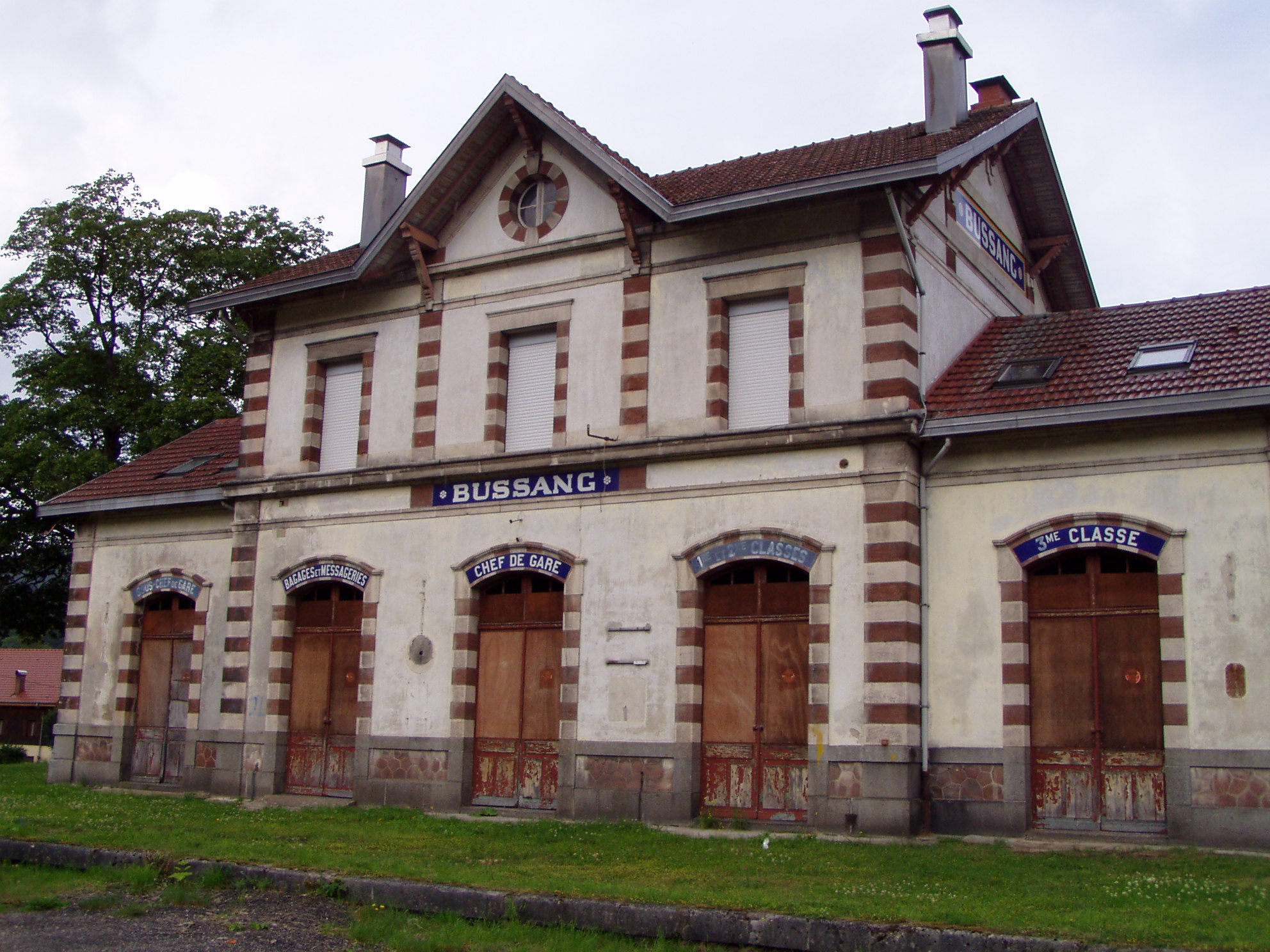
L'ancienne gare de Bussang à la fin de la partie sud de la voie verte

- Une Voie verte des Hautes-Vosges a été créée en utilisant notamment l'ancienne voie ferrée de la Ligne d'Épinal à Bussang, qui desservait la haute vallée de la Moselle, quasiment jusqu’à la source de la Moselle,
- Les communes se sont équipées de stations d’épuration, et la Loi sur l'eau et le Droit de l'environnement sont fort heureusement devenus plus contraignants pour sauvegarder l'environnement et la protection de l’eau[312],[313],[314],[315],[316]. En 1963 André Gravier évoquait déjà les questions d'épuration des eaux de la Moselle en faisant l'inventaire des industries pollutrices, certes peu nombreuses et d'importance moyenne, mais il recommandait également la construction d'égouts et de stations d'épurations en insistant sur le fait qu'à cette époque il n'existait qu'une seule station à La Bresse[317]. Son message a aujourd'hui produit ses effets !
- Un Syndicat Intercommunal pour la remise en état du cours de la Moselle[318], qui regroupe 9 communes dont une seulement n'est pas riveraine de la Voie Ferrée, a été créé le 10 juin 1999[319], pour la remise en état du cours et Seuil (barrage) de la Moselle et la Moselotte,
- Après le "Plan d’eau de Remiremont" réalisé en 1988[320], le Lac de la Moselotte à Saulxures-sur-Moselotte, profite à son tour de la présence des stations de sports d'hiver (La Bresse, Gérardmer…)[321], ajoutant d'autres atouts à la "route des lacs des Vosges"[322] et aux plans d'eau qui jalonnent le bassin Rhin-Meuse[323],
- Les stations de sports d’hiver ont diversifié leurs activités en raison de la concurrence à laquelle ils doivent faire face, du fait des facilités de communications modernes vers des stations plus facilement desservies. Pourtant elles ont su s'adapter à une clientèle nombreuse mais peu fortunée[324], ce qui explique une Liste des stations de sports d'hiver des Vosges particulièrement importante.
- Le Parc naturel régional des Ballons des Vosges, créé par arrêté du 9 juin 1989[325], sur 3 régions[326], 4 départements, 187 communes[327] recouvrant 2 700 km2 et 238 000 habitants. Il est constitué d'un patrimoine naturel de 1 600 km2 de forêt (61 % du Parc), 280 tourbières sur 1300 ha, 5 Réserves naturelles nationales, 5 Réserves naturelles régionales et d'un patrimoine culturel de 65 musées et sites patrimoniaux. Remiremont est une de ses sept "villes-portes" : Colmar; Mulhouse Alsace Agglomération; Lure; Luxeuil-les-Bains; Remiremont; Saint-Dié-des-Vosges; Communauté d'agglomération Belfortaine[328].
- Le Parc naturel régional des Vosges du Nord est, lui, à cheval sur le département de la Moselle et le Bas-Rhin. Comme rappelé ci-avant, pour ses efforts réalisés dans la protection et le développement, l’UNESCO dans le programme mondial MAB (Man And Biosphere) lui a décerné en 1989 le label réserve de biosphère. Elle reconnaît ainsi le rôle essentiel des Vosges du Nord dans l’équilibre écologique.
- L'agritourisme qui s'est considérablement développée permet à nombre d'agriculteurs, grâce à l'accueil sur leur exploitation agricole, de présenter leurs savoir-faire, de diversifier leurs activités et leurs sources de revenus tout en contribuant à la mise en valeur et préserver le patrimoine bâti et naturel.

On constate ainsi que les vallées vosgiennes ont su développer, de manière très complémentaire, des actions à destination touristique « 4 saisons ». Certaines villes sont ainsi reconnues et labellisées « Station touristique / Commune touristique » : La Bresse, Gérardmer, Plombières-les-Bains, Remiremont, Ventron. D'autres sont labellissée « Station verte » : Anould, Bussang, Corcieux, Girmont-Val-d'Ajol, Plainfaing, Raon-l'Étape, Saulxures-sur-Moselotte, Thiéfosse, Le Val-d'Ajol...

Sans oublier le thermalisme et l’ensemble des activités liées à l’exploitation et à l’utilisation des eaux thermales avec : Bains-les-Bains (connue pour ses sources chaudes) pour les maladies cardio-artérielles et la Rhumatologie et les traumatismes ostéo-articulaires; Vittel (eau minérale) ; Contrexéville connue pour le traitement des Maladies de l'appareil urinaire et métaboliques. Les eaux de Contrexéville sont employées également contre les maladies des reins, du foie, la goutte, le diabète et les rhumatismes; Plombières-les-Bains pour les Maladies de l'appareil digestif et métaboliques et la Gynécologie... 

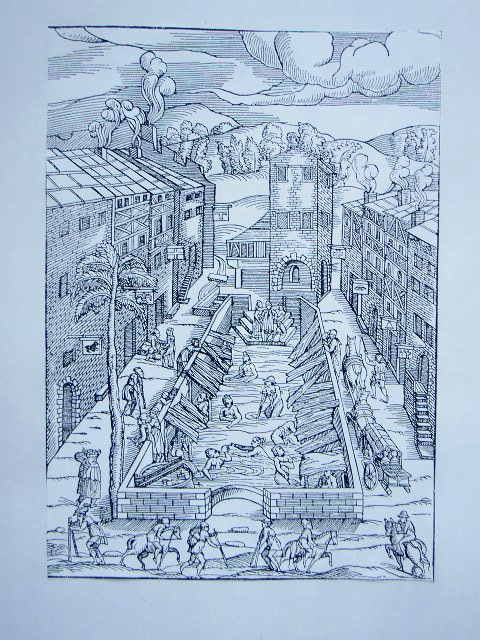
Bâtiment thermal gallo-romain dit "Piscine Jutier" (vestiges)

Le département des Vosges possède d'ailleurs un patrimoine gallo romain qui atteste des vertus de l’eau :
- le sanctuaire gallo-romain de Grand. L'inscription somno jussus sur un ex-voto trouvé sur le site de Grand, dédié au dieu guérisseur gallo-romain Apollon-Grannus confirme la pratique sur ce site de l'incubation par les pèlerins, dès le Ier siècle : ceux-ci passaient la nuit dans l'enceinte du sanctuaire et attendaient la visite du dieu au travers d'un songe. On peut supposer des purifications préalables et un rituel autour de l'eau[332],[333].
- de même Plombières fut, dès le Ve siècle av. J.-C., le lieu d'un habitat celte. Les Romains lors de la conquête des Gaules, y découvrirent des sources d'eaux chaudes et fondèrent la station il y a plus de 2000 ans (Bâtiment thermal gallo-romain dit Piscine Jutier[334],[335]).

On peut donc affirmer aujourd’hui que, comme jamais, depuis 1963, le département n’a disposé d’autant de facteurs favorables autour de "l'eau douce", pour l’aboutissement consensuel d’un tel projet.

#### Ces éléments sont jugés d’autant plus importants que
- Riche d’un patrimoine culturel diversifié et abondant, la Lorraine en assure l’étude et le porte à la connaissance du grand public en application de la loi du 13 août 2004 relative aux libertés et responsabilités locales[336],[337],[338],
- La préservation des paysages, les légendes, traditions populaires et réalités historiques étayées par des recherches documentaires et archéologiques et de nombreux circuits de randonnées[339] balisés notamment par le « Club vosgien »[340] ont assuré aux différents sites des communes du "Pays de Remiremont" une notoriété certaine[341],
- La moraine de Noirgueux[342] mais aussi les caractères lithologiques et paléontologiques des terrains qui affleurent dans les trois départements lorrains[343] sont également des opportunités exceptionnelles.
- Le dépeuplement rural est toujours d'actualité entraînant, malgré les efforts du Conseil général, une réduction importante de l’activité agricole qui devra être compensée par des activités nouvelles,
- L’Industrie textile est en crise dans les Vosges, et doit se restructurer par une modernisation et une diversification accrue[344], comme cela était d’ailleurs prévisible dès 1963 et justifiait le lancement du projet de lac pour assurer la reconversion des emplois.

Les conséquences sociales, dues à l’absence de grands projets sont connues. Des communes en ont souffert et en souffrent plus gravement encore faute de ne pas s’être reconverties. L'Exode rural en France est particulièrement évident dans les Vosges.
Ce rapide constat aboutit à une évidence : « Pour relancer l’activité économique, il faut diversifier l’économie et notamment développer le tourisme ». Cette priorité est d'ailleurs réaffirmée dans le Schéma lorrain de développement durable de l'économie touristique (2013-2020)
D'ailleurs, constatant que bien qu'étant la première destination touristique au monde, la France n’est pourtant qu’en 3e position en termes de recettes, le Gouvernement a lancé fin 2014 des « contrats de destination » censés créer des « marques de territoire ». 11 contrats de destination avec des territoires ont été identifiés, dont le Massif des Vosges.
La liste des parcs de loisirs d'Europe témoigne du succès des initiatives privées, mais nul n’est besoin de s’inspirer des parcs d’attractions tels que « Europa-Park» à Rust (Bade-Wurtemberg) en Allemagne, Gardaland situé à Castelnuovo del Garda en Vénétie (adjacent au Lac de Garde, duquel il tire son nom), Walygator Parc, sur la commune française de Maizières-lès-Metz dans le département de la Moselle, Fraispertuis-City sur la commune de Jeanménil au cœur de la forêt vosgienne (élu « meilleur parc familial français » en 2004) qui constitue la première destination touristique payante des Vosges. Avec une réalisation respectueuse de la nature vosgienne, l'intégration des données environnementales, écologiques, de la faune et de la Flore du massif des Vosges, de la richesse de l’histoire des sites des vallées, ses ressources 4 saisons… le décor et les thèmes sont plantés...

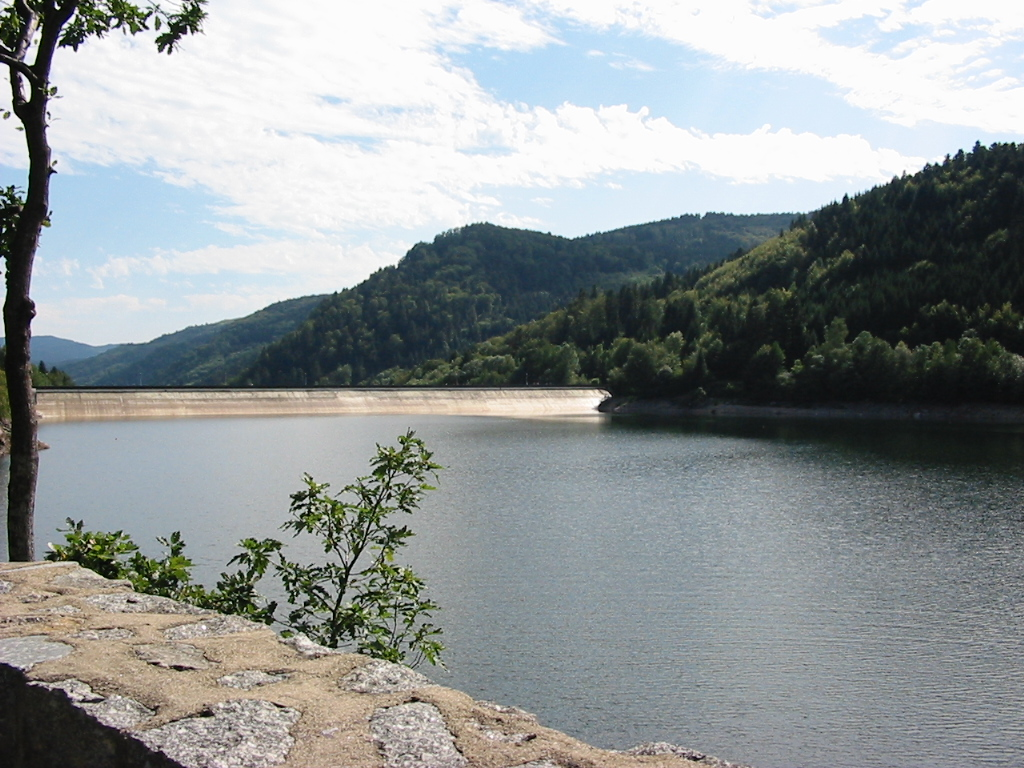
La retenue de Kruth-Wildenstein

 Cette analyse démontre l’intérêt économique mais aussi écologique d'un projet de "grande base de loisirs liée à un plan d'eau" respectueux des paysages des Vosges et prenant en compte les atouts que procure la présence de la Moselle. Dans son rapport (page 13), André Gravier rappelait que le barrage ayant permis la réalisation du Lac de Wildenstein avec ses 81 ha (cette retenue d’eau est la plus grande du versant alsacien du Massif des Vosges) a généré des retombées économiques importantes, alors même que le barrage - dont l'objectif est d'atténuer les crues de la Thur - ne comporte pas de centrale hydroélectrique en raison du faible débit de la Thur à cet endroit.
Autre exemple : la retenue hydroélectrique, du lac de la Plaine, construite en 1983 en association avec le barrage de Pierre-Percée permet de réguler le débit de la Moselle.

Il en résulterait, selon les études :
La possibilité de favoriser un tourisme international,,
Des loisirs proposés aux 1 500 000 citadins habitant à moins de deux heures de voiture, recensés dès 1971, auxquels il faut ajouter désormais ceux générés par la diversification des moyens de transport : Autocars, (TGV / LGV Est européenne, Aéroport de Bâle-Mulhouse-Fribourg à moins d’une heure), et comme le soulignait dès 1971 le dépliant CIPAS – AGORA-LORRAINE « Dans les hautes Vosges, le parc nautique de Remiremont », par l'Aéroport d'Épinal-Mirecourt,
Une Économie agricole rénovée à laquelle s'est adjoint le tourisme rural qui représente aujourd'hui une offre touristique importante, tant du point de vue économique que de la lecture du paysage,
La création d’un millier d'emplois sur le site, chiffre auquel il faut ajouter les retombées économiques sur l'ensemble des communes des vallées du massif des Vosges, sans oublier l'incidence de maintien des emplois que générera la relance des activités durant les travaux eux-mêmes. Le lac de Noirgueux ne sera donc pas un concurrent de plus parmi d'autres lacs, mais un maillon de la chaîne de promotion de la route des lacs et des vallées vosgiennes. Les statistiques de l'Institut national de la statistique et des études économiques (INSEE) témoignent de l'engouement du massif vosgien et des Vosges saônoises pour le tourisme vert.

## La protection de l'environnement, de la biodiversité et de l'eau

### Ressources en eau
Dans le projet présenté par André Gravier sont prévus une usine de traitement des eaux et d’importants réservoirs enterrés qui régleraient définitivement l’alimentation en eau d’une agglomération de plus de 50 000 habitants en pleine expansion et dont les besoins futurs seront toujours croissants et surtout de plus en plus difficile à satisfaire.
L'intérêt des gouvernements quant à l'importance économique et écologique de la Moselle s'était traduit par un décret no 62-1006 du 18 août 1962 portant publication du « Protocole entre la France, l’Allemagne et le Luxembourg concernant la constitution d’une commission internationale pour la protection de la Moselle contre la pollution ». Ce besoin de protéger la Moselle de tout risque de pollution a été réaffirmé par l'Association de protection de l'environnement de Saint-Étienne lès Remiremont.
Le Département des Vosges recèle dans son sous sol une richesse naturelle : l’EAU.
Selon les études de la DREAL, la Lorraine est riche en formations géologiques aquifères. Son réseau hydrographique très dense irrigue d’autres pays européens : Allemagne, Belgique, Luxembourg et Pays-Bas. Mais, malgré cette situation favorable, la ressource en eau de la Lorraine est vulnérable tant du point de vue quantitatif que qualitatif,.
Des études faunistiques sur la rivière Moselle ont été réalisées à partir de 2002 par les membres du Laboratoire Biodiversité et Fonctionnement des Ecosystèmes (LBFE) : réalisation d’inventaires (approche naturaliste), évaluation de la qualité du milieu (approche bioindicatrice), contribution à l’étude du fonctionnement de la rivière (approche fonctionnelle).
Sur l'ensemble des bassins hydrauliques,, la Moselle engendre une biodiversité exceptionnelle constituant une valeur patrimoniale, culturelle, écologique et économique qui doit être préservée. La richesse du patrimoine naturel et architectural des vallées vosgiennes a d’ailleurs inspiré certains artistes,,.

### Nature, paysages et biodiversité
L'essentiel de la Moselle sauvage, sur les Départements de Meurthe-et-Moselle et les Vosges, concerne les communes de Bainville-aux-Miroirs, Bayon, Chamagne, Gripport, Mangonville, Socourt et Virecourt. Elle a une superficie de 380 hectares. Des zones sont également classées en zones "Directive habitats", ZICO (Zone Importante pour la Conservation des Oiseaux et ZNIEFF (Zones naturelles d'intérêt écologique floristique et faunistique) et ZICO (Zone Importante pour la Conservation des Oiseaux).
La Lorraine est concernée par 69 espèces d’oiseaux, par 45 espèces de flore et de faune autres que les oiseaux, ainsi que par 42 types d’habitats naturels.
En Lorraine, Le Castor fiber habite exclusivement en plaine aux bords de la Moselle où il a été réintroduit. Des castors avaient également été repérés par exemple à Saint-Étienne-lès-Remiremont mais ces derniers ont dû être déplacés dans la forêt rhénane d’Offendorf (Bas-Rhin).
Les zones Natura 2000 en Lorraine, définies par les cartes du réseau, précisent les différents types d'habitats naturels et les espèces.
En outre les actions menées par le Conservatoire d'espaces naturels de Lorraine (CEN Lorraine), Espaces naturels de Lorraine ont généré des plans de gestion et le suivi écologique des lacs, étangs, tourbières, Marais, prairies qui constituent une part importante du patrimoine naturel de la Lorraine.
Le site du Massif vosgien, inscrit au titre de la loi du 2 mai 1930, regroupe 14 Schéma de cohérence territoriale (SCOT) qui ont tout ou partie de leur territoire sur le périmètre du massif des Vosges.

### L'importance de la protection desbergesdes rivières
L'entretien des berges,, a une grande importance pour la protection de la faune et la flore. Mais le maintien et l'entretien de la ripisylve, rive » et silva, forêt, c'est là dire l'ensemble des formations boisées, buissonnantes et herbacées présentes sur les rives, doit également être assuré pour maintenir la biodiversité.
Le type de plantations qui doivent être conservées voire plantées, sur les talus, ainsi que la végétation (zone d'herbe), évite l'érosion et le ravinement des berges.
Dans certains cas on fait appel à des techniques qui dépassent le cadre de l'entretien courant car elles nécessitent une certaine compétence pour leur mise en œuvre : gabions, cages en fils de fer remplies de pierres pour maintenir les berges en laissant l'eau s'infiltrer...
Des contrats de milieu peuvent par ailleurs être conclus pour la gestion des unités hydrogéologiques.
Le Seuil (barrage) de rivière, trop souvent délaissé, a pourtant lui aussi son utilité.

### Les sites naturels protégés
La protection au titre des sites naturels sur les communes de Remiremont, Saint-Étienne-lès-Remiremont, Saint-Nabord et Éloyes concerne :
Cinq sites inscrits :
- Remiremont
  - 4 à 27 et 7 à 65 Grande Rue, Maisons dite "les Grandes et les Petites Arcades", façades et toitures,
  - Chapelle de la Madeleine et ses abords[388],[389],[390],
  - Places de l’Église, de l’Abbaye et de Mesdames,
  - Promenade du Calvaire.
- Saint-Amé / Saint-Étienne-lès-Remiremont
  - Le Saint Mont[391],
  - "La Moutière" (à proximité du cimetière de Saint-Étienne-lès-Remiremont)[392]).

Deux sites classés :
- Les rochers des Cuveaux sur la montagne dite tête des Cuveaux à Éloyes[393],
- et le site de la moraine de Noirgueux et de ses abords (environ 90 hectares)[394],[395],[396], sur le territoire de la commune de Saint-Nabord[397],[398]. qui impliqueront une attention et des exigences toutes particulières quant au traitement paysager du projet[399],[400].

Le site Natura 2000 "confluence Moselle-Moselotte" (zone spéciale de conservation), de 1 128 ha, renforce l'intérêt porté pour la protection et la préservation des paysages, de la faune et de la flore. Cette protection a été instituée par arrêté du 17 mars 2008, sur un espace s'étendant sur une partie du territoire des communes concernant Dommartin-lès-Remiremont, Saint-Amé, Saint-nabord, Saint-Étienne-lès-Remiremont, Le Syndicat, Vagney,.
Pour des sites exceptionnels l'article L341-15-1, créé par la loi no 2010-788 du 12 juillet 2010 - art. 150, a d'ailleurs ouvert la possibilité d'attribution d'un Label « Grand site de France », qui permet ainsi de rejoindre le " Réseau des grands sites de France " qui peut être attribué à un site classé de grande notoriété et de forte fréquentation. L'attribution du label est subordonnée à la mise en œuvre d'un projet de préservation, de gestion et de mise en valeur du site, répondant aux principes du développement durable.
Le périmètre du territoire concerné par le label peut comprendre d'autres communes que celles incluant le site classé, dès lors qu'elles participent au projet. Ce label est attribué, à sa demande, à une collectivité territoriale, un établissement public, un syndicat mixte ou un organisme de gestion regroupant notamment les collectivités territoriales concernées. La décision d'attribution fixe la durée du label.
De même la création d'aire de mise en valeur de l'architecture et du patrimoine, prévue par l'art. L. 642-2 du Code de l'environnement permet de fixer des règles relatives :
- à la qualité architecturale des constructions nouvelles ou des aménagements de constructions existantes ainsi qu'à la conservation ou à la mise en valeur du patrimoine bâti et des espaces naturels ou urbains ;
- à l'intégration architecturale et à l'insertion paysagère des constructions, ouvrages, installations ou travaux visant tant à l'exploitation des énergies renouvelables ou aux économies d'énergie qu'à la prise en compte d'objectifs environnementaux..."

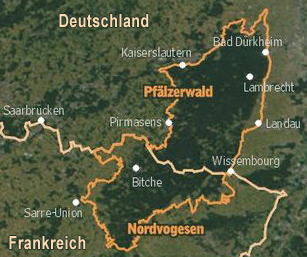
Réserve de biosphère transfrontalière des Vosges du Nord-Pfälzerwald

La réserve de biosphère transfrontalière des Vosges du Nord-Pfälzerwald
- Une partie du massif des Vosges, la réserve de biosphère transfrontalière des Vosges du Nord-Pfälzerwald, est classée réserve mondiale de biosphère par l'Organisation des Nations unies pour l'éducation, la science et la culture (UNESCO).

Les outils de promotion des sites ne manquent pas à travers les itinéraires culturels tournés vers le paysage et le développement durable. L’opération « Je parraine ma rivière », lancée en 1996 par l'Office central de la coopération à l'école (OCCE) a, elle, une vocation éducative et fédératrice servant de support à des projets coopératifs d’éducation à l’environnement. L’OCCE 88 a proposé de la faire vivre dans les Vosges depuis 2005-2006,.
Monsieur Robert Poujade, alors ministre de l’environnement, indiquait "qu’il faut des aménagements bien conçus. La sauvegarde et des aménagements respectueux ne sont pas deux notions qui s’excluent, mais se complètent au contraire. Le ministre accordait la priorité aux implantations touristiques à moyenne altitude, près des populations locales pour mieux associer celles-ci au développement touristique".

### Espèces de poissons présentes
La gestion attentive des continuités écologiques et, si besoin, les aménagements fonctionnels sur les contextes piscicoles vosgiens (passes à poisson, entretien des berges...) ont permis de maintenir et développer la richesse piscicole des rivières et ruisseaux des vallées vosgiennes,.
Espèces de poissons présentes,:
Truite fario (Salmo trutta), Ombre commun, Cyprinidae d’eau vive, Brochet (Grand brochet) et Perche (poisson), et écrevisse à pattes rouges dans la Moselle et la Moselotte et en ruisseaux.
La création du lac favoriserait donc la production piscicole.